# Узбекистан
Узбекиста́н (узб. Oʻzbekiston / Ўзбекистон [ozbekiˈstɒn]), официальное название — Респу́блика Узбекиста́н (узб. Oʻzbekiston Respublikasi / Ўзбекистон Республикаси) — государство, расположенное в центральной части Средней Азии. Является нейтральным государством. Площадь — 448 924 км². Население, по оценке государственного комитета по статистике на 22 апреля 2024 года, превысило 37 000 000 человек.
Сопредельные государства: на востоке — Кыргызстан; на северо-востоке, севере и северо-западе — Казахстан; на юго-западе и юге — Туркменистан; на юге — Афганистан, и на юго-востоке — Таджикистан. Имеет выход к почти высохшему Аральскому морю, однако является одной из двух стран мира (наряду с Лихтенштейном), которым для выхода к Мировому океану необходимо пересечь территорию не менее двух государств, так как все смежные с Узбекистаном страны также не имеют выхода к Мировому океану.
Столица — Ташкент. Государственный язык на всей территории страны — узбекский, в Республике Каракалпакстан (наряду с узбекским) установлен свой государственный язык — каракалпакский.
Узбекистан был образован в 1924 году как Узбекская ССР — республика в составе СССР, с 1991 года — независимая Республика Узбекистан.

## Этимология
Топоним «Узбекистан» образован путём сочетания этнонима «узбеки» и ираноязычного форманта -стан «место, страна» — «страна узбеков».
Происхождение этнонима «узбеки» до настоящего времени остаётся предметом дискуссий. Так, личное имя «Узбек» встречается ещё в арабских источниках XII века: например, сирийский шейх и полководец Усама ибн Мункыз в «Книге назидания» отмечает, что одним из предводителей войск правителя Хамадана Бурсука в 1115—1116 годах был «эмир войск» Узбек — правитель Мосула. По мнению Георгия Вернадского, термин «узбеки» использовался как самоназвание объединившихся «свободных людей», различного рода занятий, языка, веры и происхождения. В работе «Монголы и Русь» Вернадский отмечал: «согласно Полю Пелио, имя „Узбек“ (Özbäg) значит „хозяин себя“ (фр. maître de sa personne), то есть „свободный человек“. Узбек в качестве названия нации значило бы тогда „нация свободных людей“». Эту точку зрения разделял П. С. Савельев, писавший о бухарских узбеках в 1830-х годах, который считал, что название «узбек» значит «сам себе господин».
Древними предками узбеков были согдийцы, хорезмийцы, бактрийцы, ферганцы и сако-массагетские племена. С рубежа новой эры начинается проникновение в Среднеазиатское междуречье отдельных групп тюркоязычных племён.
Тюркоязычное население междуречья, сложившееся к XI—XII векам, составило основу узбекской народности.
Этноним «узбек» был привнесён в регион при Тимуре, а стал более массово использоваться после завоевания и частичной ассимиляции в её среде дештикипчакских кочевников, перекочевавших в Мавераннахр на границе XV—XVI веков во главе с Шейбани-ханом. Поэт Алишер Навои в своих произведениях, написанных в XV веке упоминал об этнониме «узбек» как название одной из этнических групп Мавераннахра. Поэт XVII века Турды писал об этнониме «узбек» как об объединяющем названии для 92 родов на территории Средней Азии.
Бухарский эмират наряду с Хивинским ханством и Кокандским ханством являлся одним из трёх узбекских ханств в Средней Азии.
В 1870-х годах учёные отмечали, что «узбеки, какой бы род жизни они ни вели, все считают себя одним народом, но подразделяются на множество родов».
В результате национально-территориального размежевания 1924 года были расформированы Хорезмская Социалистическая Советская Республика, Бухарская Социалистическая Советская Республика и на их территории, а также части территории бывшей Туркестанской АССР, входившей в состав РСФСР, были образованы две новые союзные республики — Узбекская ССР и Туркменская ССР. В августе 1991 года Верховный Совет Узбекистана принял постановление «О провозглашении государственной независимости Республики Узбекистан», а также Закон «Об основах государственной независимости Республики Узбекистан». 30 сентября 1991 года Узбекская ССР была переименована в «Республику Узбекистан», в конституции страны, принятой в 1992 году, зафиксировано, что названия «Узбекистан» и «Республика Узбекистан» равнозначны. Начиная с конца 1980-х годов, и в первые годы независимости страны, для обозначения термина «республика» на узбекском языке официально стала использовался вариант «жумҳурият» — «Ўзбекистон Жумҳурияти», но начиная с 1993 года для обозначения этого термина официально была возвращена «республика» — «Ўзбекистон Республикаси/Oʻzbekiston Respublikasi».

## Физико-географическая характеристика

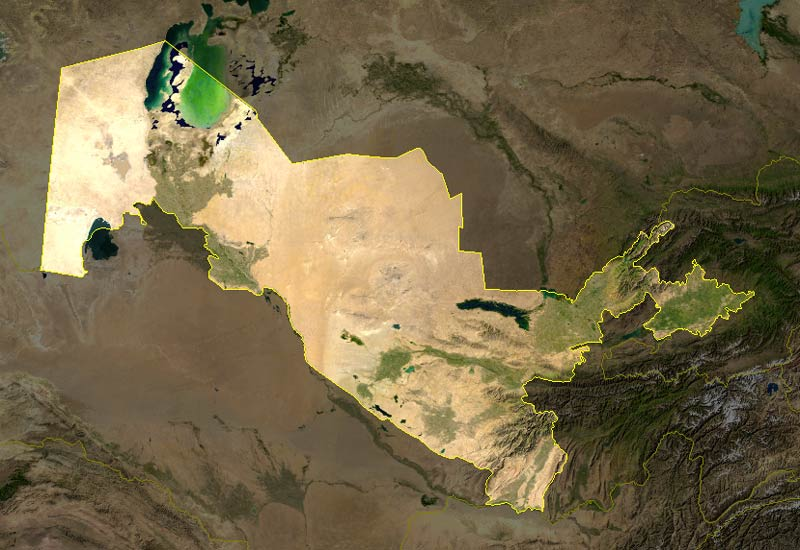
Спутниковый фотоснимок Узбекистана

Территория Узбекистана разнообразна, но большие пространства этой страны малопригодны для жизни: это пустыни, степи и горы. Города Узбекистана, вокруг которых сосредоточена жизнь народа этой страны, находятся в долинах рек.
Протяжённость границ — 6221 км.
- Крайняя северная точка: на северо-востоке плато Устюрт, у западного берега Аральского моря (озера) — 45°36’ с. ш.
- Крайняя южная точка — г. Термез — 37°13′ c. ш.
- Крайняя западная точка — на плато Устюрт — 56° в. д.
- Крайняя восточная точка — на востоке Ферганской долины — 73°10′ в. д.

Протяжённость: по долготе (с севера на юг) — 925 км, по широте (с запада на восток) — 1400 км.
Наибольшая высота над уровнем моря — пик Хазрет-Султан высотой в 4643,3 м (Гиссарский хребет). Наименьшая высота над уровнем моря — солончак Кулатай во впадине Мынбулак, −12,7 м (пустыня Кызылкумы).

### Климат
Климат страны — резко континентальный. Средние температуры января — от +4 °C на юге до −10 °C на севере, июля — от +27 °C на севере до +37 °C на юге. Самая низкая температура — −38 °C.

### Экология
Наиболее значительной экологической проблемой является продолжающееся снижение уровня Аральского моря.

## История

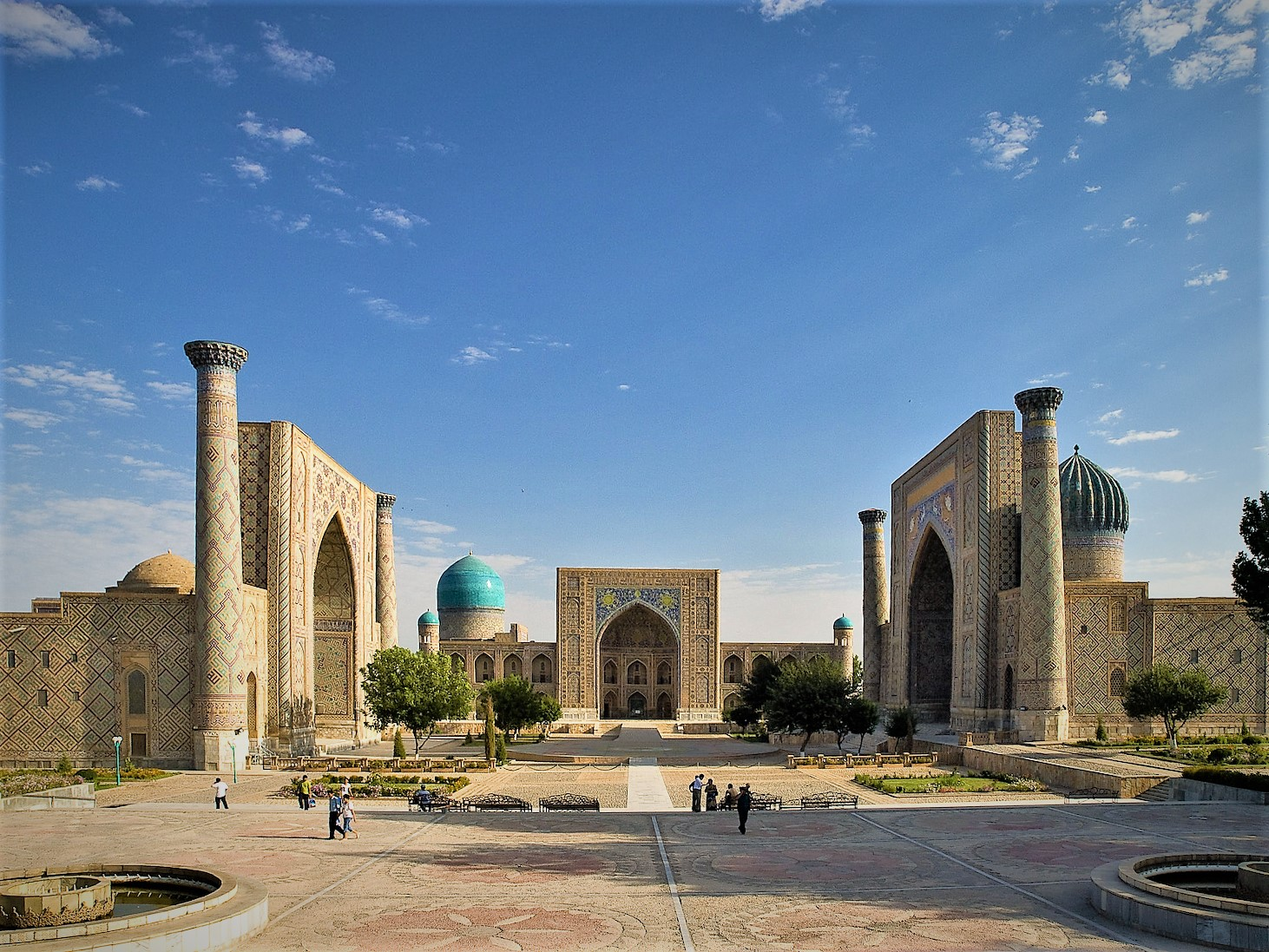
Площадь и ансамбль Регистан в Самарканде

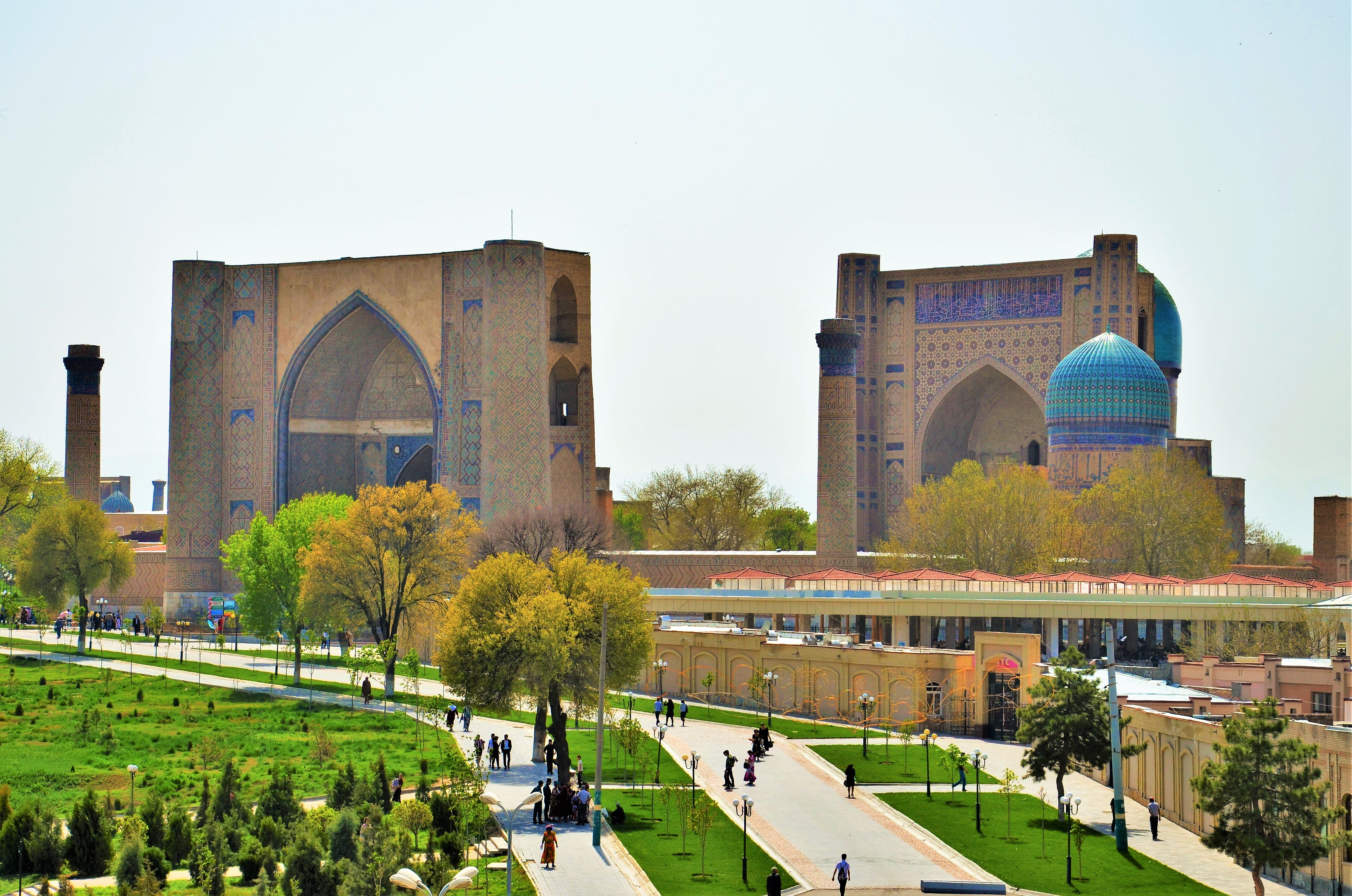
Мечеть Биби-Ханым в Самарканде

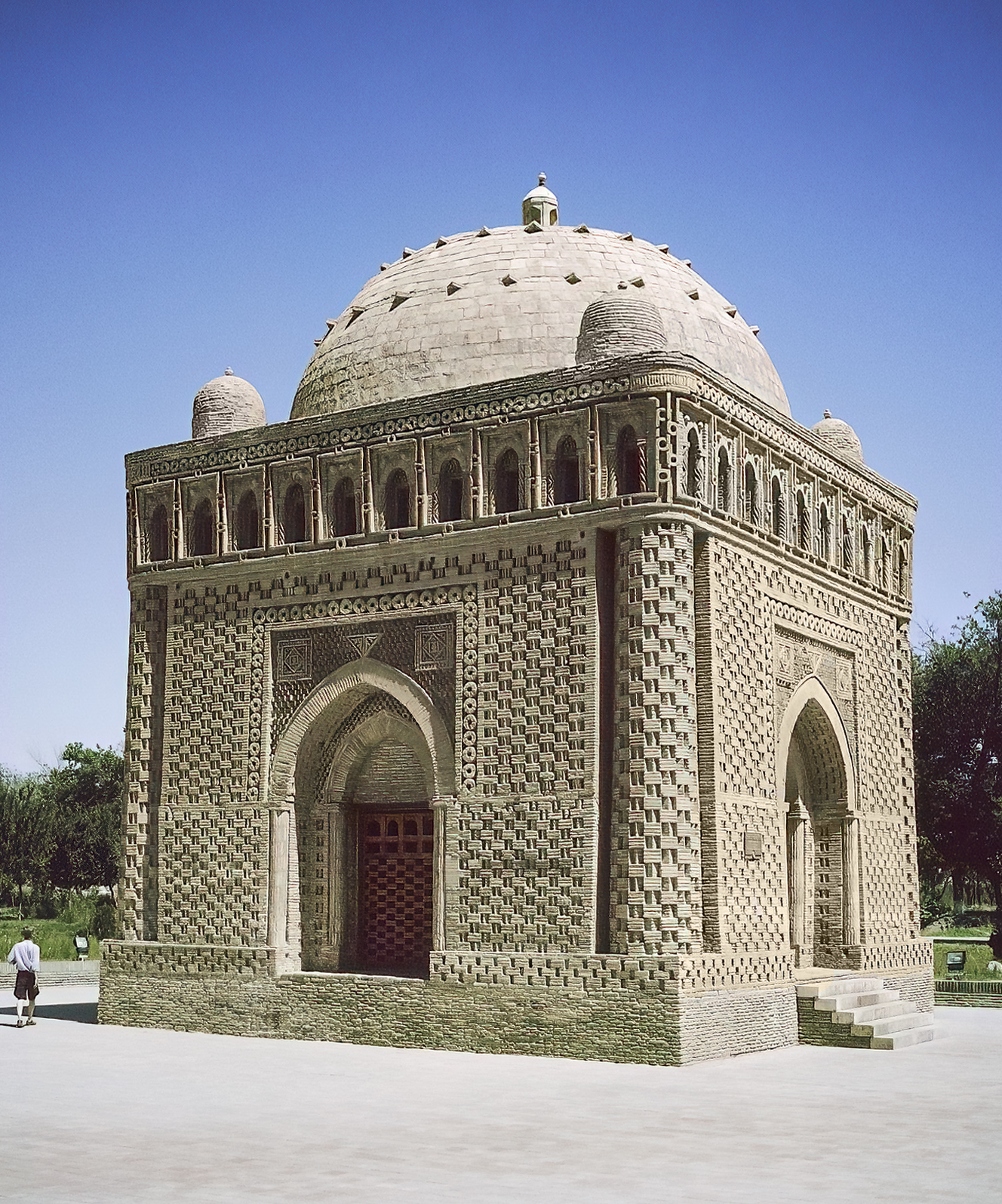
Мавзолей Исмаила Самани в Бухаре

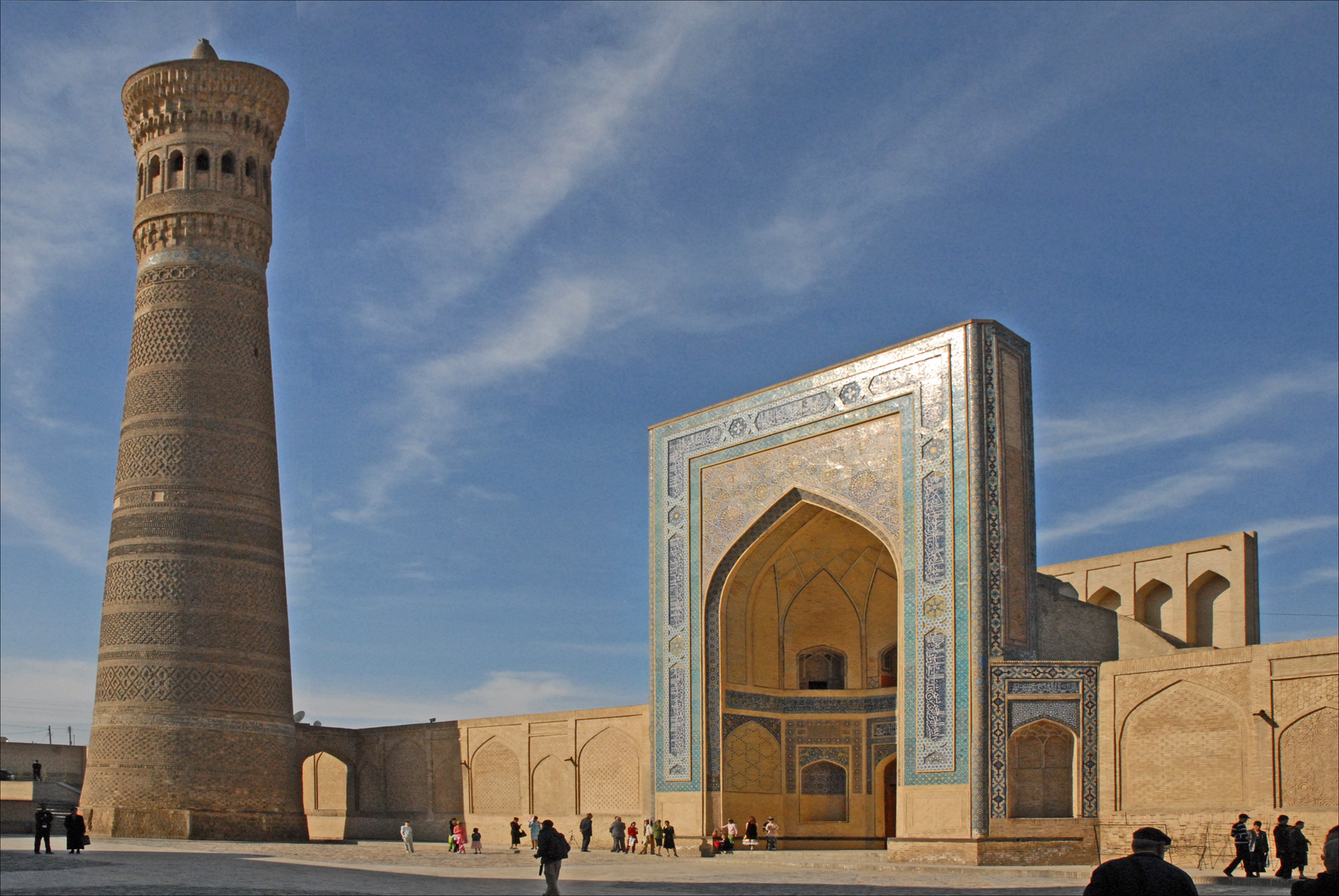
Минарет Калян и одноимённая мечеть в Бухаре

Руины дворца Аксарай и памятник Амиру Тимуру в Шахрисабзе

Территория современного Узбекистана была заселена неандертальцами ещё в палеолите (Оби-Рахмат, Тешик-Таш пригород Андижана). Узбекистан находится в междуречье, между реками Амударья и Сырдарья. Территория Узбекистана в средневековых арабских и среднеазиатских источниках упоминалась как Мавераннахр, в европейских — Трансоксиана. Появление первых государств на территории Узбекистана относится к VIII—VII векам до н. э., когда возникли такие государства как Хорезм, Согдиана и Бактрия. Древнейшими городами на территории современного Узбекистана являются Самарканд (742 год до н. э.), Андижан (V век до н. э.), Шахрисабз (VII век до н. э.), Хива (VI век до н. э.), Карши и Термез (V век до н. э.), Бухара (IV век до н. э.), Ташкент и Маргилан (II век до н. э.).
В 329—327 годах до н. э. Александр Македонский завоевал Согдиану и Бактрию. Сопротивление захватчикам было ожесточённым, что заставило армию Александра задержаться в этой области на 3 года.
С IV века н. э. начинается расцвет древнего Хорезма. С 305 по 995 год Хорезмом управляла династия хорезмшахов Афригидов.
В VI веке часть территории современного Узбекистана входила в состав Согдианы, которая позднее была зависима от Тюркского каганата. В 603—658 годах территория Узбекистана входила в состав Западнотюркского каганата, самым выдающимся правителем которого был Тон-ябгу каган, который провёл административную реформу и назначил своих представителей — тудунов в области для наблюдения и контроля за сбором дани. После завоевания арабами она входила в состав Арабского халифата. Со второй четверти IX века территория современного Узбекистана входит в состав империи Саманидов. В эпоху правления Саманидов ислам стал доминирующей религией в регионе. Саманидская империя охватывала территорию Мавераннахра, Хорасана, а также восточной Персии. В период правления династии Саманидов были сформированы основы государственного правления (министерства), которые существовали до начала X века. В это время происходит расцвет науки, культуры и поэзии в регионе. Развивается математика, астрономия, физика, биология, медицина и философия. Такие натурфилософы и математики как Авиценна, Ал-Кухи, Бируни развивали науку в Саманидской империи.
В конце X века Саманидское государство пало и его территория стала частью государств тюркских династий — Газневидов и Караханидов. Караханиды были династией из кочевого племени ягма и вначале обитали в Семиречье.
В Караханидской империи проживали тюрки, карлуки, ягма, чигили, канглы, персы, таджики и множество других народов и племён. Караханидская империя оставила после себя множество архитектурных памятников включая сооружение Пои-Калян и мечеть Магоки-Аттари в Бухаре. Множество архитектурных шедевров Караханидов вошли в список Всемирного наследия. Завоевание Караханидами Мавераннахра связано с именем караханидского владетеля, брата верховного правителя государства Тоган-хана Ахмад ибн Али — Насра ибн Али. В 994—995 годах он отвоевал у Саманидов Фергану и Худжанд. В 995 году покорил Илак. В качестве непосредственного владетеля области был оставлен, Мансур б. Ахмад, илакский дихкан, сидевший здесь ещё при Харун Богра-хане. Караханид Ибрагим Буритакин в 1038 году покорил столицу Мавераннахра город Самарканд и провозгласил себя ханом. В 1040 году оформились два отдельных караханидских государственных образования — Восточный каганат со столицей в Баласагуне (позднее в Кашгаре) и Западный каганат с центром в Самарканде. Даже заняв Баласагун, Тамгач-хан оставил столицей Западного каганата Самарканд. Политика Ибрагима выразилась в числе прочего в унификации денежной системы на территории всего государства. Благодаря политике централизации, борьбе с политической раздробленностью и поддержанию стабильной мирной обстановкой, воцарившейся в Мавераннахре, в повествованиях средневековых авторов Ибрагим Табгач хан предстаёт идеалом справедливого государя.
С 1040 года и до падения династии в 1212 году самаркандские ханы происходили из потомства Ибрагим Табгач-хана. Таким образом, Табгач-хан Ибрагим навсегда покончил со множественностью ханов, став единственным каганом. Ибрагим тамгач-хан построил в Самарканде медресе и бесплатную больницу. Представителями тюркской династии Караханидов был основан мемориальный архитектурный ансамбль Шахи Зинда в Самарканде. В дальнейшем формировался на протяжении IX веков и включает более двадцати сооружений XI—XIV и XIX веков. Старейшие сооружения ансамбля, от которых сохранились только основания и надгробия, датируются эпохой тюркской династии Караханидов (XI—XII века).
К X веку в государстве Караханидов функционировал литературный язык, продолживший традиции древнетюркских письменных текстов. Официальный караханидский язык X в. основывался на грамматической системе древних карлукских диалектов. Принятие ислама Караханидами и их тюркских подданных сыграло большую роль в культурном развитии тюркской культуры. В конце Х — начале XI века впервые в истории тюркских народов на тюркский язык был переведён Тафсир — комментарии к Корану. В период правления Караханидов в Мавераннахре жили и творили такие известные впоследствии учёные и поэты как Махмуд аль-Кашгари, Юсуф Баласагуни и другие.
В XII — начале XIII века территория современного Узбекистана вошла в состав огромной Хорезмшахской империи, в котором правила тюркская династия Ануштегинидов. Французский учёный Р. Груссе называл хорезмшаха Атсыза тюрком и к Хорезмшахской империи применял термин «Хорезмийская тюркская империя».
В период правления хорезмшаха Текеша Хорезмшахская империя стала одной из самых могущественных империй в Центральной Азии. Владения Хорезмшаха простиралась от северных степей Каспийского моря и низовьев Сырдарьи на севере, до Персидского залива и Индийского океана к югу, от Памира на востоке и до Иранского нагорья на западе, за своё правление он сумел увеличить территорию Хорезмшахской империи вдвое.
В начале XIII века произошло монгольское военное вторжение в Среднюю Азию. Монгольские захватчики во главе с Чингисханом захватили в начале Каракиданьское ханство, а в 1219 году совершили нашествие на территорию современного Узбекистана.
В марте 1220 года монгольские захватчики вторглись в город Бухара. Жители Бухары подверглись жестоким насилиям, а город был разграблен, разрушен и сожжён монголами. В начале 1221 года 50-тысячная армия монгольские захватчиков подступила к столице Хорезмшахской империи — городу Кёнеургенч . После 7-месячной осады монгольские захватчики взяли его, разгромили, а жителей увели в плен.
Таким образом, захваченное в 1219—1221 годах монголами Чингисхана, территория Узбекистана вошла в состав улусов его сыновей — Джучи и Чагатая.
В XIV веке правил Тамерлан (Амир Тимур) (1336—1405) из монгольского племени Барласы. В своих военных походах Тамерлан значительно расширил территорию своего государства и завоевал множество сопредельных территорий в том числе Персию, Малую Азию, Северную Индию, Закавказье, восточный Дешт-и-Кипчак и другие. Столицей государства Тамерлана был Самарканд. В эпоху Тимуридов происходит расцвет науки и культуры региона. В это время жили астроном Мирзо Улугбек, поэты Абдурахман Джами и Алишер Навои.
В 1499 году со степей Дешт-и-Кипчака на территории современного Узбекистана вторглись войска Шейбани ханa — узбекского хана, основателя Бухарского ханства. Шейбаниды в 1500—1501 годах завоевали столицу Тимуридов Самарканд, чем ускорили падение тимуридского государства и основали узбекское Бухарское ханство, также известно как государство Шейбанидов. Сам Шейбани-хан и его племянник Убадайдулла-хан были поэтами, писавшими на тюркском языке.
Государственное образование Шейбанидов со временем разделилось надвое: на Хивинское ханство и Бухарское ханство. Жители Хивинского ханства всегда именовали своё государство как Хорезм, а Хивинским ханством стало называться у российских историков в честь своей столицы — Хивы, начиная с XVII века В Хорезме на престол взошли родственники Шейбанидов Арабшахиды происходящие от Араб-шах-ибн-Пилада, потомка Шибана в девятом поколении. В Бухарском ханстве правящей династией оставались Шейбаниды (1500—1599), позже уступившие власть Аштарханидам (1599—1756). После Аштарханидов на престол взошла последняя династия из узбекского племени Мангытов (1756—1920), правившая Бухарой, ставшим к тому моменту эмиратом до самого его упразднения в 1920 году.

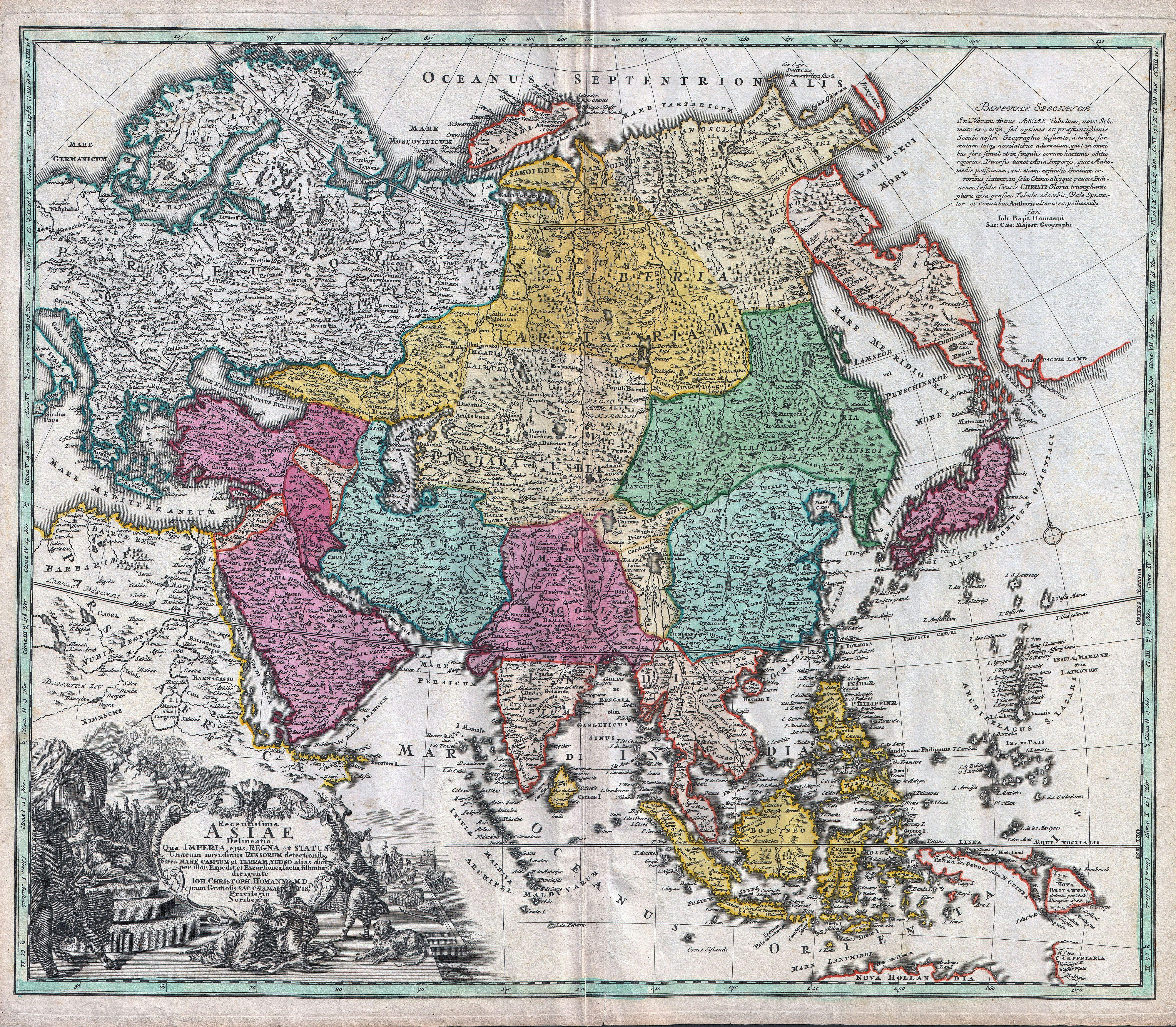
Карта Азии с названием Узбекская Бухара, составлена немецким картографом И. Хоманном в 1730 году.

В Хивинском ханстве правили Шибаниды, а с 1770 по 1920 год к династии из узбекского рода кунграт, правивших до упразднения ханства.
С 1709 по 1876 годы на территории современного Узбекистана также существовало Кокандское ханство, образованное выходцами из узбекского племени Минг.
К моменту начала территориальной экспансии Российской империи, на территории современного Узбекистана существовало три государственных образования: Бухарский эмират, Кокандское ханство и Хивинское ханство. В 1876 году Кокандское ханство было разбито Российской империей, ханство упразднено, а центральные территории ханства были включены в состав Ферганской области. В 1873 году Хивинское ханство и Бухарский эмират были признаны протекторатами Российской империи, значительная часть их территорий была присоединена к России.
Таким образом, к началу XX века Средняя Азия частично находилась в составе Российской империи, частично под её протекторатом. В начале становления советской власти, несмотря на сопротивление басмачей большевикам, вся Средняя Азия стала частью СССР и состояла из Туркестанской АССР, Бухарской Народной Советской Республики (в сентябре 1924 года БНСР переименована в Бухарскую ССР, которая после национально-территориального размежевания в советской Средней Азии была ликвидирована (октябрь 1924)) и Хорезмской Народной Советской Республики (4-й Всехорезмский курултай в октябре 1924 года преобразовал ХНСР в Хорезмскую ССР, установил разделение её на Узбекскую, Туркменскую и Киргизо-Каракалпакскую автономные области). С 27 ноября 1917 года по 22 февраля 1918 года на территории Узбекистана существовало непризнанное независимое государство — Туркестанская автономия. В январе 1918 года, после того как Туркестанская автономия отказалась исполнять предъявленный ультиматум — признать власть Советов, — для ликвидации самопровозглашённой автономии из Москвы в Ташкент прибыли 11 эшелонов с войсками и артиллерией под командованием К. Осипова. С 6 по 9 февраля 1918 происходили уличные бои, со значительными жертвами и разрушениями, в которых погибло более 10 тыс. мирных жителей. Эта операция на долгие десятилетия подорвала доверие местного населения к русской революции, центральной и местной Советской власти. Ответом на ликвидацию Туркестанской автономии стало мощное национально-освободительное партизанское движение, известное в советской историографии как басмачество, ликвидированное Советской властью лишь в 1930-е годы.
После национально-территориального размежевания Средней Азии, 27 октября 1924 года была образована Узбекская Советская Социалистическая Республика со столицей в городе Самарканде. 17 августа 1930 года столица Узбекской ССР была перенесена из Самарканда в Ташкент. 5 декабря 1936 года Кара-Калпакская АССР (ККАССР) вошла в состав Узбекской ССР. В 1964 году переименована в Каракалпакскую АССР (ККАССР).
Крестьянское население Узбекской ССР, как и других республик СССР, подверглось коллективизации и раскулачиванию. В 1931 году из республики были выселены преимущественно в Украинскую ССР более 3,5 тыс. кулацких семей. Население оказывало сопротивление — только за январь — март 1930 года в республике было 105 вооружённых антиколхозных выступлений.
Находясь в составе СССР, Узбекистан из отсталого колониального региона превратился в индустриально-аграрную республику, с развитой лёгкой и пищевой промышленностью, в десятки раз выросла тяжёлая промышленность. Были построены крупнейшие тепловые (Ташкентская, с 1971, Сырдарьинская, с 1975, Навоийская, Ангренская ГРЭС) и гидроэлектростанции (Чарвакская, с 1972), началась разработка газовых (месторождение Газли, с 1961) и нефтяных месторождений особенно в Андижанской области. Появились совершенно новые для республики отрасли машиностроения (электротехническая, радиоэлектронная, приборостроительная, химическая, авиационная и др.) Созданы новые крупные районы хлопководства, Узбекистан стал мощной хлопковой базой СССР.
20 июня 1990 года, благодаря инициативе демократических депутатов (Ж. Маматов, С. Мадаминов, Э. Вохидов), была принята Декларация независимости Узбекистана. В 1991 году Августовский путч в столице СССР Москве потерпел крах. 31 августа 1991 года президент Узбекской ССР Ислам Каримов объявил независимость Узбекистана. В тот же день Верховный Совет республики принял постановление «О провозглашении государственной независимости Республики Узбекистан», а также Закон «Об основах государственной независимости Республики Узбекистан». 30 сентября 1991 года внесены соответствующие изменения в Конституцию Узбекской ССР. В конце этого года уже после распада СССР был проведён референдум о независимости Узбекистана, где задавался вопрос: «Одобряете ли Вы провозглашённую Верховным Советом Республики Узбекистан государственную независимость Республики Узбекистан?». В результате 98,3 % голосующих поддержали независимость, против выступили 1,7 % голосующих. Явка составила 94,1 %. 1 сентября всенародно отмечается День независимости Узбекистана и этот день объявлен нерабочим.
Государственным языком Узбекистана является узбекский язык. Конституция Узбекистана была принята 8 декабря 1992 года.

## Политическое устройство
Становление государственности:

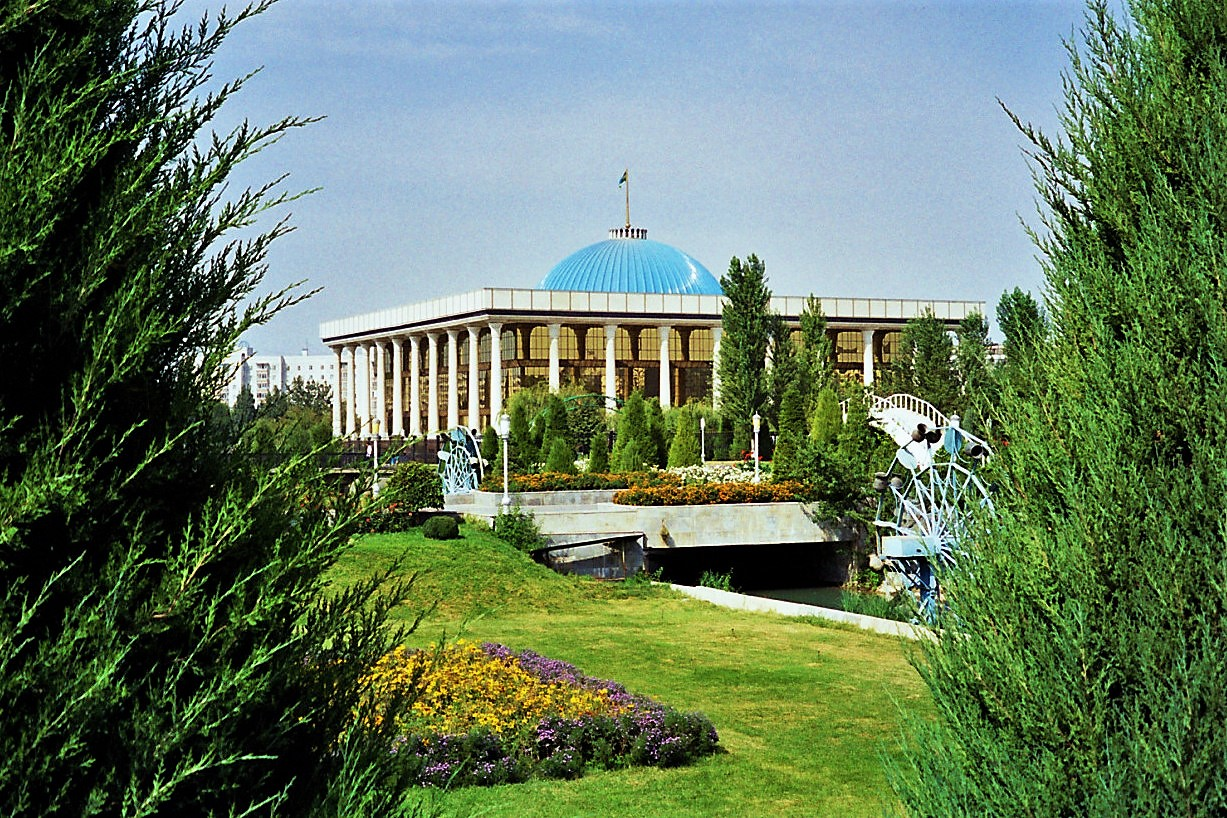
Здание парламента (Олий Мажлиса) Узбекистана

- 21 октября 1989 года — принят закон о государственном языке республики Узбекистан — узбекском языке;
- 24 марта 1990 года — введён пост Президента Узбекской ССР;
- 31 августа 1991 года — Республика Узбекистан объявлена независимым государством;
- 1 сентября 1991 года — день независимости Республики Узбекистан;
- 18 ноября 1991 года — утверждён государственный флаг Республики Узбекистан;
- 29 декабря 1991 года — всенародно избран первый президент Республики Узбекистан;
- 4 января 1992 года — Верховный Совет Республики Узбекистан ратифицировал Беловежское соглашение о прекращении существования СССР и о создании СНГ, а также Алма-Атинскую декларацию[48];
- 2 марта 1992 года — Республика Узбекистан вошла в состав ООН, став его полноправным членом;
- 2 июля 1992 года — утверждён государственный герб Республики Узбекистан;
- 8 декабря 1992 года — принята Конституция Республики Узбекистан;
- 10 декабря 1992 года — утверждён государственный гимн Республики Узбекистан;
- 9 января 1993 года между руководством Республики Каракалпакстан и Республики Узбекистан был подписан межгосударственный договор «О вхождении Республики Каракалпакстан в состав Республики Узбекистан сроком на 20 лет»[49]
- С 15 ноября 1993 года в Республике Узбекистан для защиты внутреннего рынка от избыточной рублёвой массы были введены временные денежные знаки «сум-купон», образца 1992 года;
- 1 июля 1994 года — введена национальная валюта — сум.

Согласно конституции, Узбекистан — правовое демократическое государство. Глава государства — президент. Высшим государственным представительным органом является Олий Мажлис Республики Узбекистан, осуществляющий законодательную власть. Олий Мажлис республики Узбекистан состоит из двух палат — законодательной палаты (нижняя палата) и Сената (верхняя палата) (Конституция республики Узбекистан, гл. 18, ст. 76). Органом исполнительной власти Республики Узбекистан, обеспечивающим руководство эффективного функционирования экономики, социальной и духовной сферы, исполнение законов, иных решений Олий Мажлиса, Указов и распоряжений президента Узбекистана является Кабинет министров Узбекистана.
Политические партии и движения:
- 1991 год — Народно-демократическая партия Узбекистана (НДПУ);
- 1995 год — Социал-демократическая партия «Адолат»;
- 1995 год — Партия «Ватан тараккиёти» (в 2000 г. объединилась с партией «Фидокорлар» в одну партии под названием «Фидокорлар»);
- 1995 год — Демократическая партия «Миллий тикланиш»;
- 2000 год — Национально-демократическая партия «Фидокорлар» (в начале 2008 г. политические партии «Миллий тикланиш» и «Фидокорлар» объявили о слиянии в одну партии под названием «Миллий тикланиш»);
- 2003 год — Либерально-демократическая партия Узбекистана (УзЛиДеП);
- 2008 год — Общественное объединение «Экологическое движение Узбекистана»[50][51][прим. 2] (движение было преобразовано в Экологическую партию Узбекистана 8 января 2019 года; 24 января 2019 года получила регистрацию)[52].

В составе Олий Мажлиса первого созыва (1995—1999 годов) заседали 69 представителей от Народно-демократической партии Узбекистана, 47 от Социал-демократической партии «Адолат», 14 от партии «Ватан тараккиёти» и 7 от партии «Миллий тикланиш», остальные депутаты были выдвинуты от органов представительной власти.
Первые выборы в законодательную палату двухпалатного парламента прошли 26 декабря 2004 года, по их итогам в нижнюю палату прошли депутаты от партий ЛДПУ, НДПУ, «Фидокорлар», «Адолат», «Миллий тикланиш».
21 декабря 2014 года прошли очередные выборы в законодательную палату парламента, по результатам которых было зарегистрировано 52 депутата от либерально-демократической партии, 36 депутатов от партии «Миллий тикланиш», 27 депутатов от Народно-демократической партии Узбекистана, 20 депутатов от Социал-демократической партии «Адолат» и ещё 15 депутатов получили свои мандаты от Экологического движения Узбекистана, согласно Закону о выборах в Олий Мажлис Республики Узбекистан, действовавшем до принятия Избирательного Кодекса.

## Административное деление

Карта административно-территориального деления Узбекистана

Республика Узбекистан состоит из Республики Каракалпакстан, которая занимает 40 % территории Узбекистана (см. на карту — 14), областей, районов сельского типа, районов городского типа, городов областного подчинения, городов районного подчинения, сёл (кишлаков и аулов). Столица Узбекистана — город Ташкент (на карте — 1), имеет статус города центрального подчинения (в конце декабря 2022 года президент Узбекистана заявил, что города Самарканд и Наманган, численность населения каждого из которых приближается к 1 миллиону, получат статус городов республиканского подчинения).
Регионы Узбекистана:
| Номер на карте | Русское название          | Узбекское название                                         | Население (1-07-2022) тыс. жит. | Площадь, (2021) км² | Центр     |
| -------------- | ------------------------- | ---------------------------------------------------------- | ------------------------------- | ------------------- | --------- |
| 1              | Ташкент                   | Toshkent Тошкент                                           | 2909,5                          | 435                 |           |
| 14             | Республика Каракалпакстан | Qoraqalpog’iston Respublikasi Қорақалпоғистон Республикаси | 1962,4                          | 166 561             | Нукус     |
| 2              | Андижанская область       | Andijon viloyati Андижон вилояти                           | 3283,8                          | 4303                | Андижан   |
| 3              | Бухарская область         | Buxoro viloyati Бухоро вилояти                             | 1990,4                          | 41 831              | Бухара    |
| 5              | Джизакская область        | Jizzax viloyati Жиззах вилояти                             | 1457,7                          | 21 179              | Джизак    |
| 8              | Кашкадарьинская область   | Qashqadaryo viloyati Қашқадарё вилояти                     | 3438,6                          | 28 568              | Карши     |
| 7              | Навоийская область        | Navoiy viloyati Навоий вилояти                             | 1044,0                          | 109 481             | Навои     |
| 6              | Наманганская область      | Namangan viloyati Наманган вилояти                         | 2959,3                          | 7433                | Наманган  |
| 9              | Самаркандская область     | Samarqand viloyati Самарқанд вилояти                       | 4069,3                          | 16 773              | Самарканд |
| 11             | Сурхандарьинская область  | Surxondaryo viloyati Сурхондарё вилояти                    | 2771,1                          | 20 099              | Термез    |
| 10             | Сырдарьинская область     | Sirdaryo viloyati Сирдарё вилояти                          | 887,1                           | 4276                | Гулистан  |
| 12             | Ташкентская область       | Toshkent viloyati Тошкент вилояти                          | 2962,5                          | 15 150              | Нурафшон  |
| 4              | Ферганская область        | Farg’ona viloyati Фарғона вилояти                          | 3931,1                          | 6753                | Фергана   |
| 13             | Хорезмская область        | Xorazm viloyati Хоразм вилояти                             | 1936,6                          | 6082                | Ургенч    |

| Город     | Численность населения, тыс. чел., на 1.07.2001 | Численность населения, тыс. чел., на 1.01.2014 | Численность населения, тыс. чел., на 1.01.2016 | Численность населения, тыс. чел., на 1.01.2020 |
| --------- | ---------------------------------------------- | ---------------------------------------------- | ---------------------------------------------- | ---------------------------------------------- |
| Ташкент   | 2137,2                                         | 2352,9                                         | 2393,2                                         | 2571,7                                         |
| Наманган  | 391,3                                          | 475,7                                          | 493,3                                          | 626,1                                          |
| Самарканд | 361,3                                          | 509                                            | 519,2                                          | 546,3                                          |
| Андижан   | 338,4                                          | 403,9                                          | 416,2                                          | 441,7                                          |
| Нукус     | 212                                            | 295,2                                          | 303,7                                          | 319,6                                          |
| Бухара    | 237,4                                          | 272,5                                          | 274,7                                          | 280,2                                          |
| Фергана   | 183                                            | 264,9                                          | 271                                            | 288,8                                          |
| Карши     | 204,7                                          | 254,6                                          | 260,7                                          | 274,9                                          |
| Коканд    | 197,5                                          | 233,5                                          | 239,9                                          | 252,7                                          |
| Маргилан  | 149,6                                          | 215,4                                          | 222,1                                          | 235,0                                          |
| Ангрен    | 128,8                                          | 175,4                                          | 180,4                                          | 188,4                                          |
| Джизак    | 131,5                                          | 163,2                                          | 167,4                                          | 177,4                                          |
| Чирчик    | 141,7                                          | 149,4                                          | 151,8                                          | 157,2                                          |
| Ургенч    | 138,6                                          | 137,3                                          | 138,6                                          | 143,8                                          |
| Термез    | 116,5                                          | 136,2                                          | 140,2                                          | 179,6                                          |
| Навои     | 138,1                                          | 134,1                                          | 133,5                                          | 144,2                                          |
| Алмалык   | 113,1                                          | 121,1                                          | 124,4                                          | 131,1                                          |
| Ходжейли  | н.д.                                           | 104,5                                          | н.д.                                           | н.д.                                           |
| Денау     | н.д.                                           | 104,4                                          | н.д.                                           | н.д.                                           |
| Бекабад   | н.д.                                           | 101,2                                          | н.д.                                           | н.д.                                           |
| Шахрисабз | н.д.                                           | 100,3                                          | 103,5                                          | 139,1                                          |

## Население

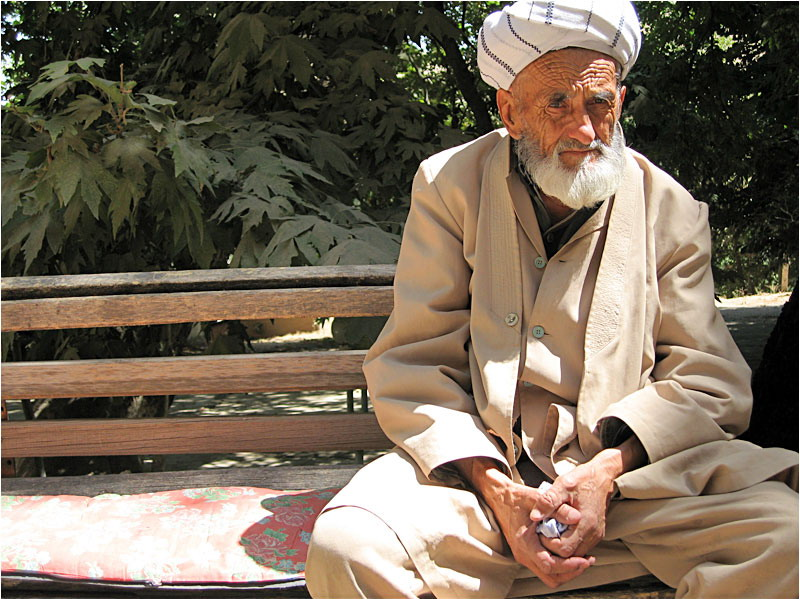
Узбекский старец в национальной одежде

Возрастно-половая пирамида населения Узбекистана на 2023 год

По данным Государственного комитета статистики на 9 декабря 2022 года, численность постоянного населения республики составила 36 001 301 человек. На 1 января 2022 года средняя продолжительность жизни постоянного населения в Узбекистане составила 73,8 года. Этот показатель составлял 73,4 года на начало 2021 года. Жители городов живут в среднем около 73,7 лет, сельские жители — 73,8 года. Количество мужчин составляет 18 076 253, а женщин — 17 849 445 человек. Население столицы: На 1 января 2023 года численность населения столицы достигла 2 955,7 тыс. человек.
Из них:
- численность женщин — 1 506,4 тыс. человек;
- численность мужчин — 1449,3 тыс. человек.

В разрезе регионов наибольшая плотность населения составила 6 597,5 человек в Ташкенте, 772,7 — Андижанской области и 588,2 — Ферганской области. Наиболее низкие показатели зафиксированы в Навоийской области — 9,5 и Республике Каракалпакстан — 11,9 человек.
В течение 2019 года число родившихся составило 815,9 тыс. человек, коэффициент рождаемости — 24,3 ‰ (в 2018 году — 23,3 ‰). Число умерших в 2019 году составило 155 тыс. человек, коэффициент смертности составил 4,6 ‰ (в 2018 году — 4,7 ‰). За январь — декабрь 2019 года население Узбекистана увеличилось на 650,3 тыс. человек.
Население на 1 апреля 2020 года составило 34 036 800 человек, из них 50,5 % — городское и 49,5 % — сельское. При оценке этой пропорции следует учесть, что в 2009 году в стране сразу 966 сельских населённых пунктов, где проживали 4 млн человек, были переведены в разряд городских посёлков, в результате чего общий показатель урбанизации сразу поднялся с 35,8 % до 51,7 %.

На 1 января 2023 года плотность населения по стране составила 80,2 человека на один квадратный километр. Это на 1,6 человек больше, если сравнить с аналогичным периодом 2021 года (78,6 человек на один квадратный километр в 2022 году).

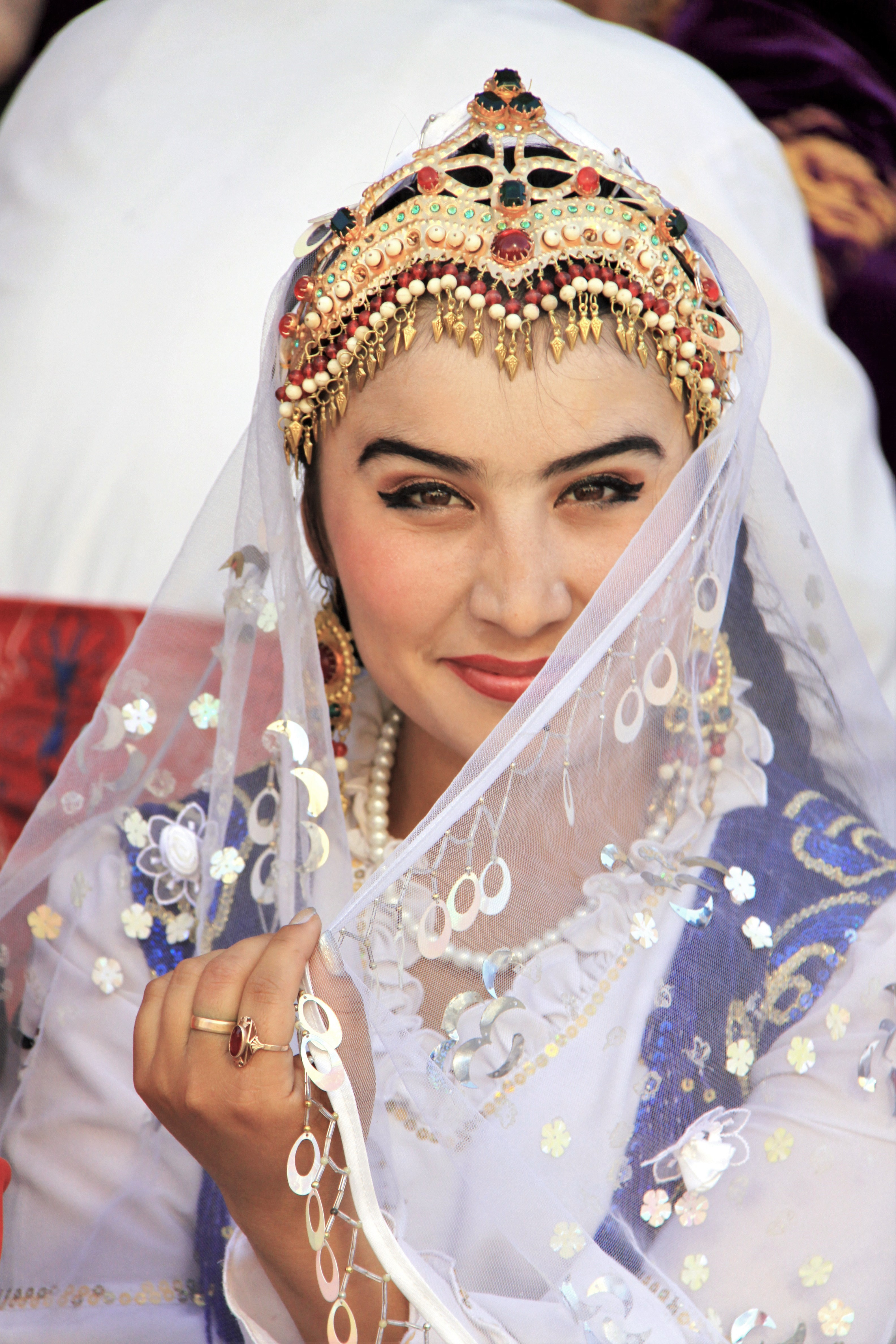
Узбекистан, Бухара, на Фестивале шёлка и специй

Средняя плотность населения 74,1 чел./км². Самая высокая плотность населения среди областей занимает Андижанская область как в Узбекистане так и в СНГ. По числу жителей Узбекистан занимает 3-е место среди стран СНГ, уступая только России и Украине, но, в отличие от последних, в Узбекистане регистрируется высокий уровень рождаемости и положительный прирост населения и, как следствие, бо́льшую часть населения составляют дети и молодёжь. Однако уровень рождаемости в Узбекистане стал достаточно быстро снижается. Так, по данным ООН, в 1985 году суммарный коэффициент рождаемости был 5,7 ребёнка на одну женщину, в 2024 году, по данным Справочника ЦРУ по странам мира, он продолжил быть выше простого воспроизводства поколений и составил 2,76.
Населению страны свойственно постепенное повышение среднего возраста вступления в брак: в 2000—2010 годах он увеличился у мужчин с 24,2 до 26,5 лет, а у женщин — с 21,4 до 22,4 лет. Средний возраст женщин при рождении первого ребёнка в 2010 году составил 22,6 года (в 2000 году — 23,3 года). Росту населения также способствует снижение младенческой смертности (с 35,1 ‰ в 1990 году до 10,8 ‰ в 2010 году).
Ожидаемая продолжительность жизни по официальным данным (2010 год) составляет 72,9 лет, в том числе 70,6 лет у мужчин и 75,1 год у женщин.
В республике насчитывается 120 городов и 115 городских посёлков; в них в общей сложности проживает 15 552 800 чел., или около 51 % всего населения. Проведение первой после распада СССР переписи населения было запланировано на 2023 год.
Национальный состав населения
| Национальность | 12 января 1989 (перепись) | 12 января 1989 (перепись) | 1 января 1991 (оценка) | 1 января 1991 (оценка) | 1 января 2011 (оценка) | 1 января 2011 (оценка) | 1 января 2017 (оценка) | 1 января 2017 (оценка) | 1 января 2021 (оценка) | 1 января 2021 (оценка) |
| Национальность | численность тыс. чел.     | Доля %                    | численность тыс. чел.  | Доля %                 | численность тыс. чел.  | Доля %                 | численность тыс. чел.  | Доля %                 | численность тыс. чел.  | Доля %                 |
| -------------- | ------------------------- | ------------------------- | ---------------------- | ---------------------- | ---------------------- | ---------------------- | ---------------------- | ---------------------- | ---------------------- | ---------------------- |
| узбеки         | 14 142,5                  | 71,39                     | 14 995,3               | 72,77                  | 23 983,2               | 82,35                  | 26 917,7               | 83,8                   | 29 200                 | 84,39                  |
| таджики        | 933,6                     | 4,71                      | 980,7                  | 4,76                   | 1 411,6                | 4,85                   | 1544,7                 | 4,81                   | 1700                   | 4,91                   |
| казахи         | 808,2                     | 4,08                      | 845,3                  | 4,1                    | 832,7                  | 2,86                   | 803,4                  | 2,5                    | 821,2                  | 2,37                   |
| каракалпаки    | 411,9                     | 2,08                      | 431,9                  | 2,1                    | 641,5                  | 2,2                    | 708,8                  | 2,21                   | 752,7                  | 2,18                   |
| русские        | 1653,5                    | 8,35                      | 1593,8                 | 7,73                   | 837,5                  | 2,88                   | 750                    | 2,33                   | 720,3                  | 2,08                   |
| киргизы        | 374,9                     | 1,88                      | 482,6                  | 1,89                   | 254,6                  | 1,87                   | 274,4                  | 0,85                   | 291,6                  | 0,84                   |
| туркмены       | 121,6                     | 0,61                      | 126,6                  | 0,61                   | 174,7                  | 0,6                    | 192                    | 0,6                    | 206,2                  | 0,60                   |
| татары         | 467,8                     | 2,36                      | 414,6                  | 2,01                   | 218,6                  | 0,75                   | 195                    | 0,61                   | 187,3                  | 0,54                   |
| корейцы        | 183,1                     | 0,92                      | 183,7                  | 0,89                   | 188,0                  | 0,65                   | 176,9                  | 0,55                   | 174,2                  | 0,50                   |
| украинцы       | 153,2                     | 0,77                      | 146,8                  | 0,71                   | 78,2                   | 0,27                   | 70,7                   | 0,22                   | 67,9                   | 0,20                   |
| другие         | 759,8                     | 3,84                      | 706,4                  | 3,43                   | 502,8                  | 1,73                   | 486,9                  | 1,52                   | 486,1                  | 1,40                   |
| ВСЕГО          | 19 810,1                  | 100                       | 20 607,7               | 100                    | 29 123,4               | 100                    | 32 120,5               | 100                    | 34 600                 | 100                    |

Перепись населения в Узбекистане с 1989 года не проводилась. Данные о численности населения фиксируются государственными органами ЗАГСа, а также Государственным центром персонализации при Кабинете министров Республики Узбекистан. Национальная принадлежность указывается на основании свидетельства о рождении (национальность родителей) в соответствующей графе паспорта при его выдаче.

### Религия

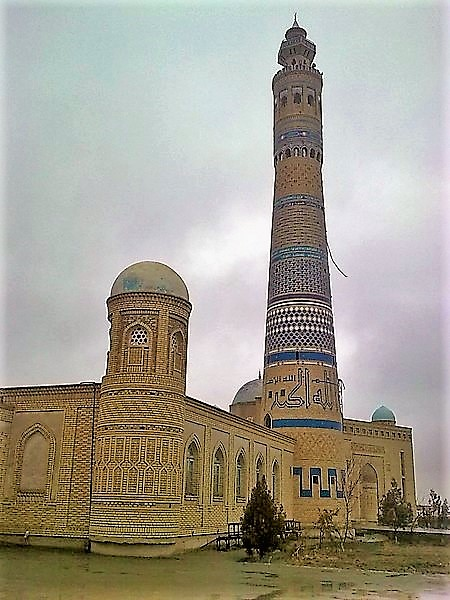
Мечеть в городе Турткуль

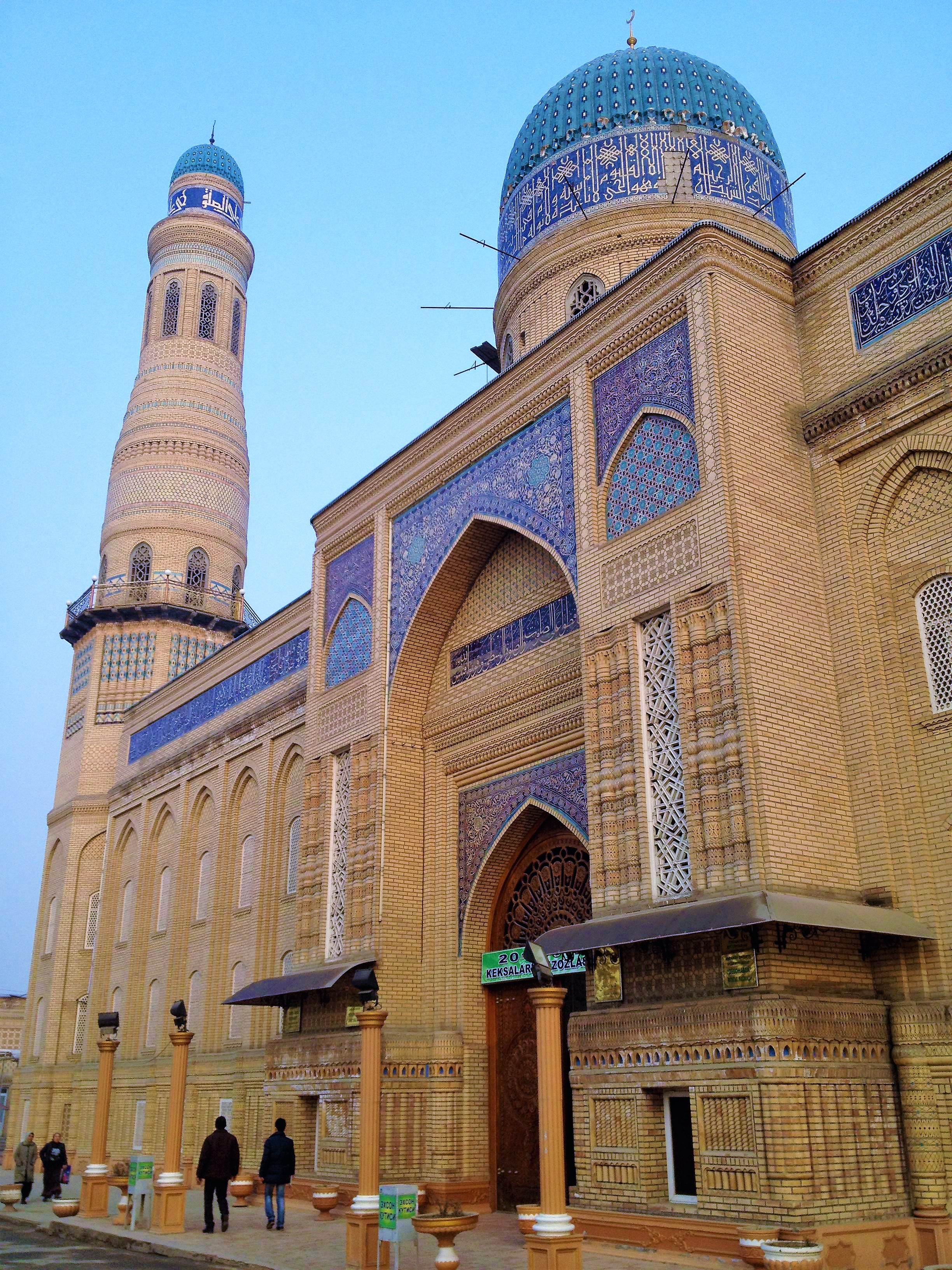
Мечеть в городе Андижан

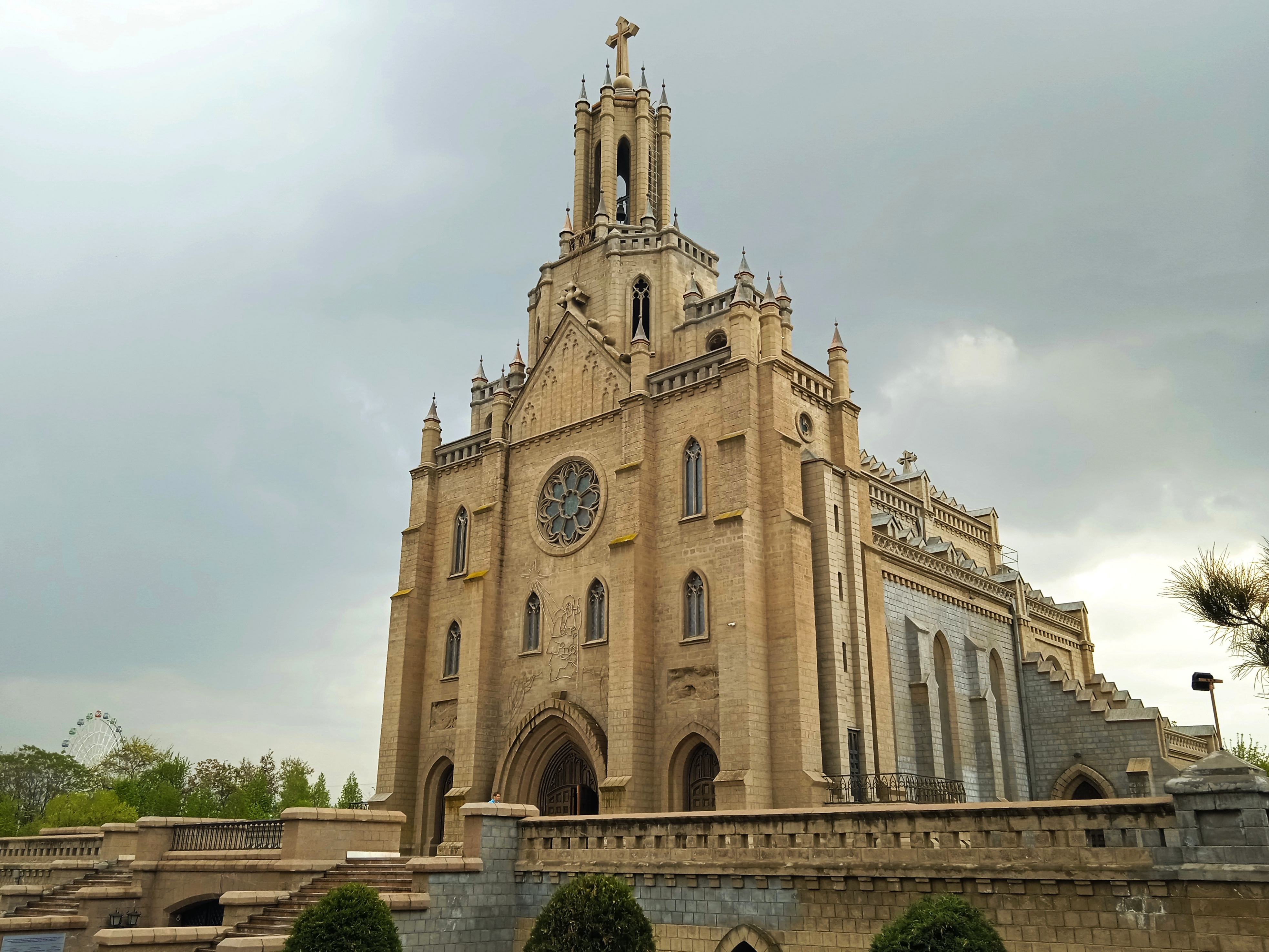
Собор Святейшего Сердца Иисуса

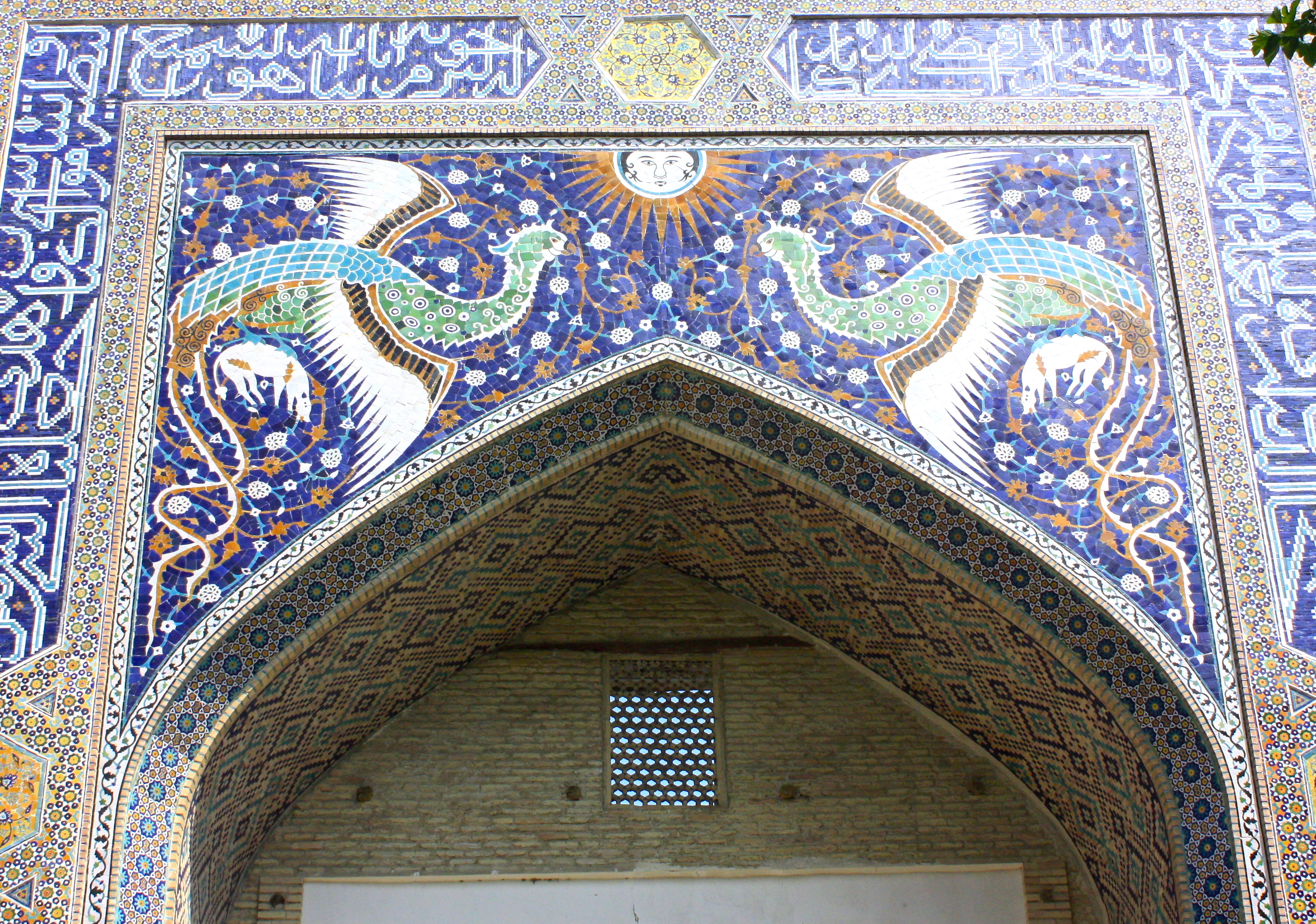
Фасад медресе Надира диванбеги в Бухаре

По официальным данным, мусульмане — 89 % (в основном сунниты ханафитского мазхаба меньшинство шафиитского мазхаба), численность православных — 4 % (доля православных снижается, что вызвано эмиграцией русских, украинцев, белорусов и др.), остающиеся 3 % — это римские католики, корейские христиане, баптисты, лютеране, адвентисты седьмого дня, евангелические христиане и пятидесятники, свидетели Иеговы, буддисты, бахаисты, кришнаиты и атеисты. В советский период религиозные организации подверглись, как и в целом по Союзу, гонениям — многие культовые здания были разрушены (например, в 1980 году в республике было лишь 89 мечетей). С конца 1980-х власть стала лучше относиться к конфессиям, сохраняя светский характер государства. Изменение государственной политики выразилось в передаче религиозным организациям (не только мусульманским) конфискованной собственности, а порой и в строительстве за государственный счёт культовых зданий. Например, в конце 1980-х — начале 1990-х годов была на государственные деньги отреставрирована и передана верующим местной иранской общины мечеть Панджоб в Самарканде, бухарским евреям переданы из музея свитки Торы, немецкий культурный центр получил Ташкентскую евангелическую кирху, римско-католическому приходу вернули Польский костёл и т.д.
По официальным данным, на 1 июня 2010 года в Узбекистане были официально зарегистрированы 2225 религиозных организаций 16 различных религиозных конфессий:
- ислам — 2050 (мечети, религиозные образовательные учреждения, исламские центры);
- христианство — 175, в том числе:

- корейские христиане— 52;
- православные (РПЦ) — 37;
- баптисты — 23;
- пятидесятники (полного Евангелия) — 21;
- адвентисты седьмого дня — 10;
- католики — 5;
- лютеране — 2;
- новоапостольские христиане — 4;
- армянская апостольская церковь — 2;
- церковь голоса Божия — 1;
- межконфессиональное библейское общество — 1;

- свидетели Иеговы — 1;
- иудаизм — 8;
- бахаи — 6;
- кришнаиты — 1;
- буддизм — 1.

Отмечается, что посещаемость мечетей высокая, особенно среди молодёжи, которая составляет большинство молящихся.
Из христианских конфессий на территории Узбекистана официально действуют:
- Русская православная церковь (Ташкентская и Узбекистанская епархия);
- Римско-католическая церковь;
- Армянская апостольская церковь;
- Евангелическо-лютеранская церковь;
- Союз церквей Евангельских христиан-баптистов;
- Центр церквей христиан полного Евангелия.

Существуют оценки, согласно которым в Узбекистане насчитывается до 10 тыс. бухарских евреев и евреев-ашкеназов. Евреи сконцентрированы в городах Ташкент, Бухара, Самарканд и Андижан. Свыше 80 тыс. евреев за последние 20 лет эмигрировало в Израиль и США, что было обусловлено в первую очередь экономическими мотивами.
Конституция Узбекистана декларирует свободу совести для всех. По конституции каждый имеет право исповедовать любую религию или не исповедовать никакой. Также недопустимо принудительное насаждение религиозных взглядов.
Однако существуют данные о том, что свобода совести в Узбекистане нарушается. Например, Госдепартамент США отнёс Узбекистан к списку стран, «вызывающих особую озабоченность» состоянием свободы совести.
По итогам исследования международной благотворительной христианской организации «Open Doors» за 2017 год, Узбекистан занимает 16-е место в списке стран, где чаще всего притесняют христиан и нарушают их права

### Языки
Государственным языком Узбекистана является узбекский — один из тюркских языков, имеющий несколько диалектов и записываемый и с помощью кириллицы, и с помощью латиницы (см. узбекская письменность).

Второй по распространённости в стране язык — русский, которым владеет определённая часть населения. Жители городов владеют русским языком гораздо лучше, чем жители сельской местности. Хотя русский язык не имеет никакого статуса в стране, значительная часть официальных документов, отчётов и т. п. издаются или дублируются на нём, и он имеет широкое распространение во всех областях деятельности. На территории Узбекистана сохранилась и продолжает действовать сеть государственных учебных заведений, в том числе высших учебных заведений с преподаванием на русском языке. В Узбекистане издаётся множество газет и журналов на русском языке, а также 848 школ с русским языком обучения с общим количеством обучающихся в 372 256 человек (2013).
В 1993 году узбекскими властями было принято решение о переводе узбекского языка с кириллицы на латиницу.
Обязательное изучение английского языка и других иностранных языков является одним из приоритетов государства. Этот язык также является обязательным к преподаванию в школах. С 2013/2014 учебного года введено обязательное изучение иностранного языка (преимущественно английского, но и немецкого, французского) с первого класса в школе (до этого иностранные языки школьники начинали изучать с пятого класса).
Помимо узбекского языка, который является государственным по всей стране, в ряде регионов используются и другие языки. Так, на территории Республики Каракалпакстан государственным является также и каракалпакский язык. В Сохском районе Ферганской области, который со всех сторон окружён территорией республики Кыргызстан, 99,4 % населения (около 58 тыс. человек) составляют этнические таджики. В районе работают 24 школы, 2 лицея и 2 колледжа с таджикским языком обучения. СМИ, школы, лицеи, колледжи и отделения вузов на таджикском языке работают в Сурхандарьинской, Самаркандской, Бухарской, Наманганской и других областей с компактным таджикским населением. В Ташкентской и Навоийской областях, а также в Республике Каракалпакстан функционируют школы и отделения вузов с казахским языком обучения. В Хорезмской области и Республике Каракалпакстан функционируют школы с туркменским языком обучения.
Всего в Узбекистане работают, кроме узбекоязычных школ, 848 русскоязычных, 417 казахоязычных, 377 каракалпакоязычных, 256 таджикоязычных, 60 киргизоязычных и 43 туркменоязычных школ.

### Общественные организации
В стране довольно много официальных некоммерческих организаций — в 2013 году их было зарегистрировано более 6,5 тыс. (не считая нескольких десятков тысяч махаллинских комитетов). Значительная часть профсоюзов работников входит в Федерацию профсоюзов Узбекистана: она на II квартал 2012 года объединяла 14 отраслевых территориальных объединённых организаций, более 33 355 первичных ячеек, в которых состояли 5,9 млн человек.

## Экономика
Большая часть населения республики проживает в сельской местности, именно поэтому трудоспособный народ внутри страны задействован в сельском хозяйстве. Средняя зарплата в стране составляет порядка 3,5 млн сумов или 21 000 руб, примерно 40 % граждан занято в сельском хозяйстве. Направления: выращивание хлопка, винограда, риса, инжира некоторых фруктов, бахчи и орехов. В животноводстве преобладает овцеводство.
Основные экспортёры — Китай (1,8 млрд дол) и Россия (1,5 млрд дол), основные импортёры — Россия (3,6 млрд дол) и Китай (3,6 млрд дол). По состоянию на конец 2021 года 12 % ВВП страны формируют граждане страны, работающие за границей, преимущественно в России и Турции, а также в США, Республике Корее, в странах Европы, Казахстане и других странах. Трудовые мигранты и иммигранты из Узбекистана ежегодно отправляют на родину в среднем 15 млрд долларов США.
По запасам золота республика занимает 4-е место в мире, а по уровню его добычи — 7-е место (около 100 т золота ежегодно), по запасам меди — 10—11 место; урана — 11—12 место, а по его добыче — 7—8 место (по данным World Nuclear Association, European Nuclear Society и British Geological Survey Узбекистан стоит на 12-м месте в мире по запасам урана и на 5-м — по его добыче (см. статью Уран по странам).
Отраслевая структура ВВП Узбекистана на 2022 год: услуги — 41,5 %, промышленность — 26,7 %, сельское хозяйство — 25,1 %, строительство — 6,7 %.
В 1994—1995 годах в стране была проведена масштабная приватизация: за 2 года передано в частные руки и преобразовано в акционерные общества 18 281 предприятие. Вторая, менее масштабная волна приватизации пришлась на 2001—2005 годы, когда приватизации подверглись 6698 предприятий. Если в ходе первой волны около 21 % предприятий было разгосударствлено через акционирование, то в 2001—2005 годах этот показатель составил чуть более 8 %. В 2007—2010 годах приватизация шла исключительно путём прямых продаж, а не акционирования. Всего в 1994—2010 годах в республике были разгосударствлено (акционирование и прямые продажи в частные руки) 30 731 предприятие.
В стране к началу 2010-х годов было разведано около 40 месторождений с запасами урана, основу которых составили 27 месторождений. По данным информационного центра Государственного комитета по геологии и минеральным ресурсам республики, разведанные запасы урана оценивались в 185,8 тыс. т.
Узбекистан пока не обладает собственной ядерной энергетикой (в планах строительство первой в стране АЭС), весь произведённый малообогащённый уран поставляется на экспорт, в основном в США, Францию, Японию, Китай, Республику Корею и Индию.
Узбекистан обладает рынком хлопка. В 2014 году был собран урожай зерна (более 8 млн т), в 2017 году было собрано 2,9 млн т хлопка-сырца. Значительные нетронутые запасы нефти и газа. Текущая добыча газа вносит решающий вклад в производство электроэнергии. В городе Асаке́ в пригороде Андижана находится крупный завод «GM Uzbekistan», выпускающий автомобили по лицензиям Daewoo и Chevrolet. Также Ташкентский тракторный завод выпускает с/х машины и оборудование и запчасти к ним.

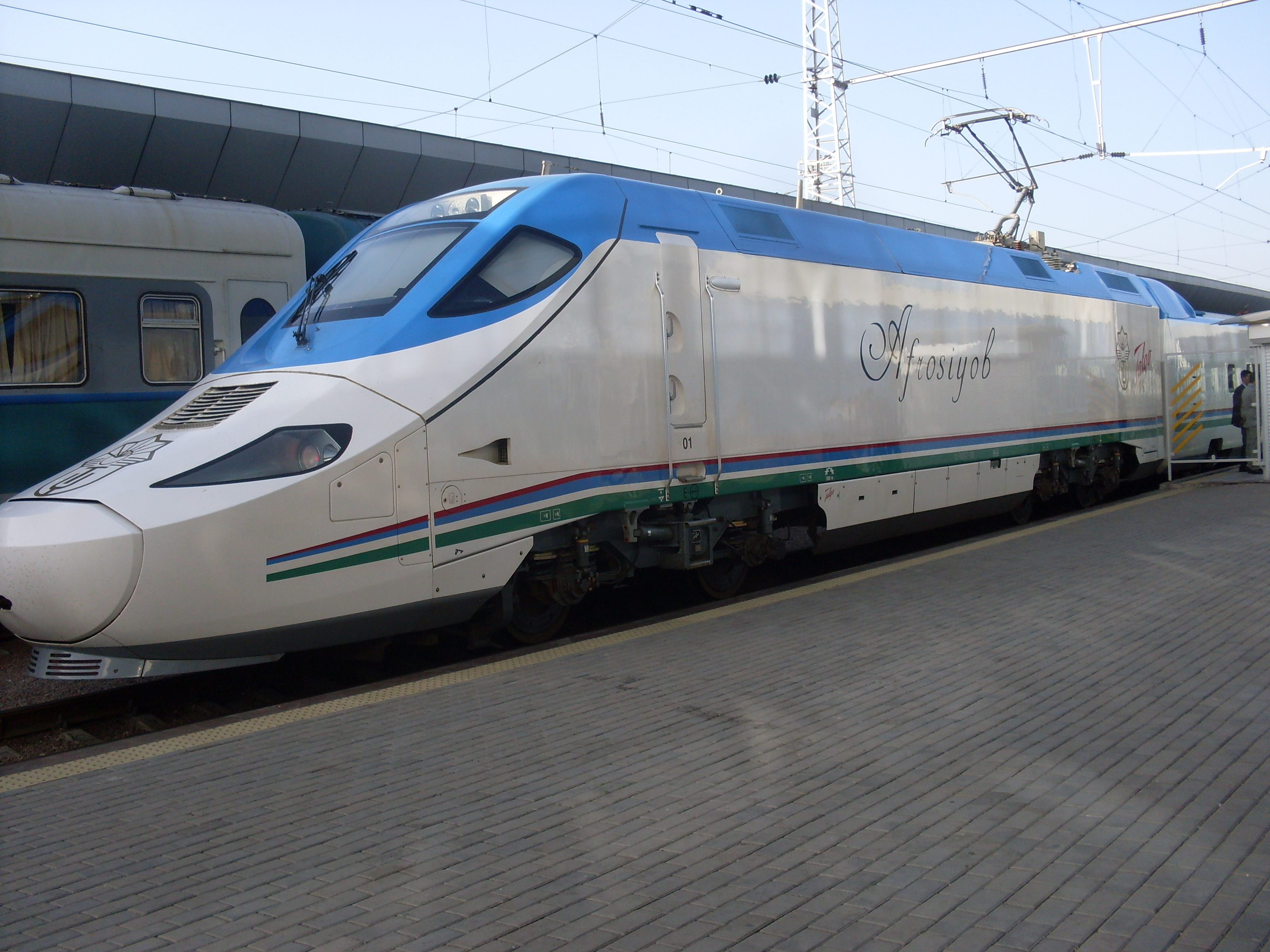
Электропоезд Afrosiyob на высокоскоростной железной дороге

Национальная компания «Узбекнефтегаз» занимает 11-е место в мире по добыче природного газа (ежегодная добыча газа — 60-70 млрд м³). 194 месторождения углеводородного сырья, из них газовых и конденсатных — 98, нефтегазовых, нефтяных и нефтегазоконденсатных — 96.
- Геологические запасы нефти — 5 млрд т.
- Доказанные запасы нефти — 530 млн т (по состоянию на начало 2016 года[91], доказанные запасы нефти в Узбекистане составляли 81 млн т);
- Геологические запасы природного газа — более 5 трлн м³.
- Доказанные запасы природного газа — 3,4 трлн м³.
- Добыча нефти — 3,5 млн т в год.
- Крупнейшие корпорации в энергетике — АО «Uzbekneftegaz», CNPC (China National Petroleum Corporation), Petronas (Малайзия), KNOC (Республика Корея), Газпром, Лукойл.
- Крупнейшие компании по переработке углеводородов ООО «Uzbekistan GTL»[англ.].

Самая крупная купюра — 200 000 сумов, равна по стоимости 18 долларам США (по состоянию на август 2022 года).
5 сентября 2017 года власти Узбекистана провели девальвацию национальной валюты, обрушив её курс на 48 %: до 8100 сумов против 4210,35 сума накануне. При этом были сохранены ограничения на покупку иностранной валюты физическими лицами (за исключением индивидуальных предпринимателей).
С 1 апреля 2018 года стало доступно снятие наличной иностранной валюты с международных пластиковых карт без ограничений
Важнейшей сельскохозяйственной продукцией Узбекистана, помимо хлопка, являются фрукты, овощи и зерно (пшеница, рис и кукуруза).
Основными энергетическими ресурсами государства являются природный газ (подтверждённые запасы до 2 трлн м³, в том числе крупные Шуртанское (0,5 трлн м³) и Аланское (0,2 трлн м³) месторождения, разведано крупное месторождение Урга с запасами до 1,5 трлн м³), уголь (Ангренское месторождение с запасами до 1,9 млрд т бурого угля), запасы урановых руд (общие до 230 тыс. т урана, в том числе крупнейшее — Учкудукское месторождение) и гидроэнергия (рек Чирчик, Ахангаран, Сурхандарья и множества малых).
По состоянию на 1 июля 2019 года в Республике насчитывалось 66,6 тыс. предприятий, около 14,5 тыс. из них находились в столице.
Узбекистан впервые получил суверенный кредитный рейтинг в 2018 году. Fitch присвоило стране рейтинг на уровне «BB-» со стабильным прогнозом.
Узбекистан разместил первые евробонды на $ 1 млрд в Лондоне в 2019 году. Большую часть выпуска выкупили инвесторы из Великобритании.
В декабре 1994 года Узбекистан получил статус наблюдателя Всемирной торговой организации, инициировав процесс вступления в данную организацию. В июле 2020 года проведено четвёртое заседание Рабочей группы по вступлению Узбекистана в ВТО — почти через 15 лет после последнего официального заседания.
С 1 сентября 2021 года минимальный размер оплаты труда в Узбекистане составляет 822000 сумов ($75,44).

### Сельское хозяйство

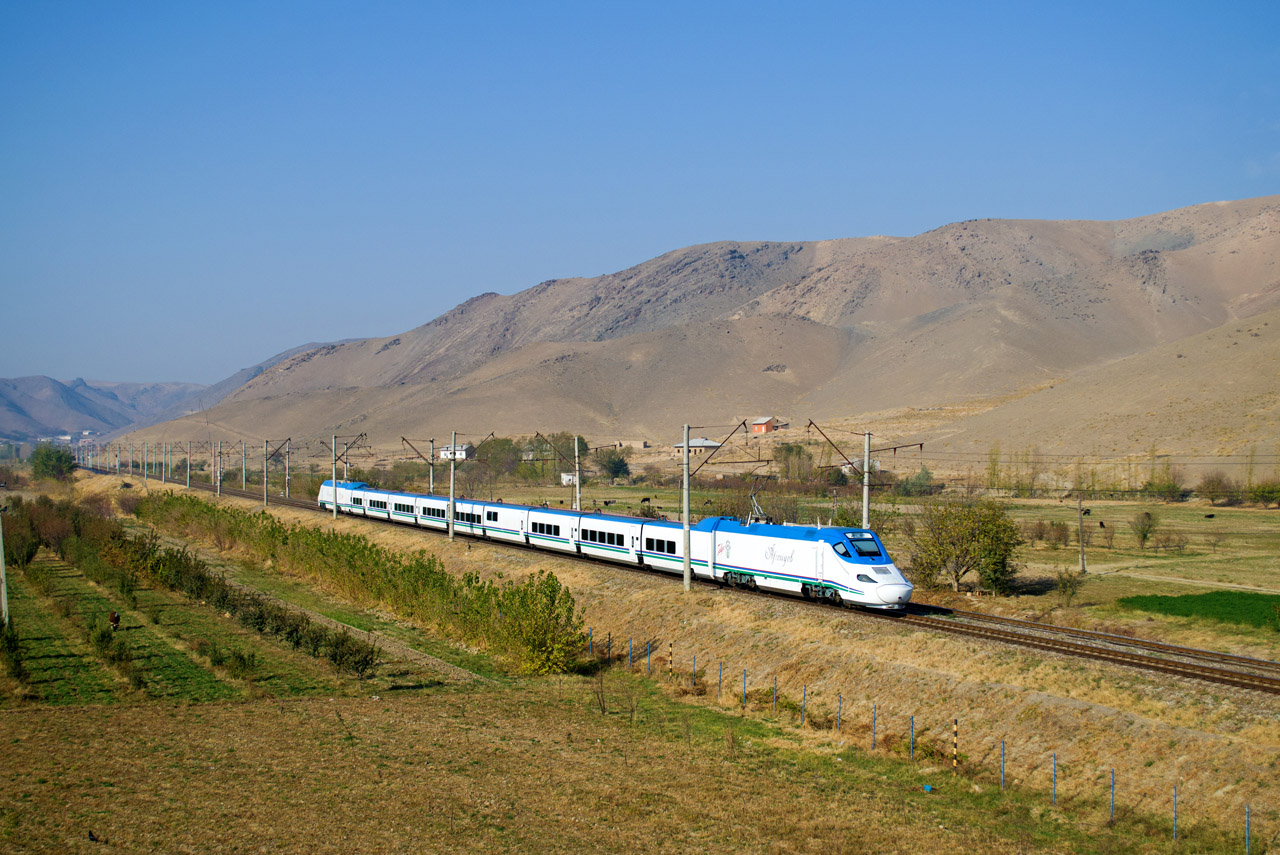
Джизакская область, перегон Джизак — разъезд 13

К концу советского периода основной посевной культурой республики был хлопчатник, который в масштабах Узбекистана был почти что монокультурой. За период независимости произошёл переход аграрного сектора с хлопчатника в качестве основной посевной культуры на другие: посевные площади пшеницы выросли с 433,2 тыс. га до 1404,1 тыс. га, а средняя урожайность — с 12,8 ц/га до 47,3 ц/га.
Как итог в 1991—2013 годах годовое производство хлопка-сырца упало с 4446 тыс. тонн до 3460,1 тыс. т, зато резко возросло годовое производство продовольственных культур: зерна — в 3,5 раза (с 1908,2 тыс. т до 6612,2 тыс. т), овощей — в 2,3 раза (с 3348 тыс. т до 7767,4 тыс. т), картофеля — в 5,9 раз (с 351,2 тыс. т до 2057,1 тыс. т), бахчевых — в 1,5 раза (с 925,8 тыс. т до 1418,4 тыс. т), плодовых — в 3,9 раз (с 516,6 тыс. т до 2052,8 тыс. т), винограда — в 2,5 раза (с 480,4 тыс. т до 1200 тыс. т).
Объём выращенной продукции сельского хозяйства в 2022 году: зерно — 8 млн тонн, овощи — 11,2 млн тонн, картофель — 3,4 млн тонн, бахчевые — 2,4 млн тонн, фрукты и ягоды — 3 млн тонн, виноград — 1,8 млн тонн.
Кроме того, за период независимости развивалось животноводство: в 1991—2013 годах производство мяса возросло в 2,1 раза (с 800,2 тыс. т до 1672,9 тыс. т), а молока — в 2,2 раза (с 3331,4 тыс. т до 7310,9 тыс. т). Значительную роль в производстве сельскохозяйственной продукции играют небольшие (в среднем, по 18 работников) фермерские хозяйства, которых в республике в 2013 году насчитывалось 73,5 тыс. и которые занимали площадь в 5,8 млн га.

### Внешняя торговля
Узбекистан экспортирует (19.4 млрд $ в 2021 году) хлопок, золото, урановую руду, природный газ, минеральные удобрения, металлы, продукцию текстильной и пищевой промышленности, автомобили.
За 1991—2017 годы произошло существенное изменение структуры экспорта Узбекистана: главным товаром республики стала сфера услуг (её доля в экспорте составляет 25,1 %), при этом доля хлопкового волокна в экспорте снизилась с 59,7 % до 3,4 %, возросла доля продовольствия (с 3,9 % до 6,3 %), химической продукции (с 2,3 % до 6,3 %), чёрных и цветных металлов (с 4,6 % до 6,6 %), машин и оборудования (с 1,7 % до 2,5 %).
Положительное сальдо торгового баланса в 2017 году — 945,5 млн $.
Золотовалютные резервы — $ 36.7млрд (1 мая 2021 года).
В 2023 году внешнеторговый оборот Республики Узбекистан достиг 62,6 млрд долларов США.
Топ-10 стран внешнеторгового оборота Узбекистана:
- Китай — $13,7 млрд.
- Россия — $9,8 млрд.
- Казахстан — $4,4 млрд.
- Турция — $3,1 млрд.
- Корея — $2,3 млрд.
- Туркменистан — $1,1 млрд.
- Германия — $1,1 млрд.
- Франция — $985 млн.
- Кыргызстан — $953 млн.
- Афганистан — $867 млн.

ТОП-10 стран по экспорту товаров Узбекистана по итогам 2023 года:
- Россия — $3,3 млрд.
- Китай — $2,5 миллиарда
- Казахстан — $1,4 млрд.
- Турция — $1,2 миллиарда
- Афганистан — $857 млн.
- Кыргызстан — $632 млн.
- Таджикистан — $605 млн.
- Франция — $392 млн.
- Пакистан — $269 млн.
- ОАЭ — $262 млн.

В 2023 году Узбекистан экспортировал 1,7 миллиона тонн фруктов и овощей на сумму почти 1,2 миллиарда долларов США. Россия (37 %), Пакистан (16,7 %), Китай (12,3 %) и Казахстан (10,3 %) были основными рынками для экспорта плодоовощной продукции.
На вторую половину 2022 года общий внешнеторговый оборот Узбекистана составил около $ 48 млрд, из них экспорт — около 19.5 млрд, импорт — свыше 28.5 млрд.
В ноябре 2022 Россия опередила Китай и стала главным партнёром по внешней торговле для Узбекистана — 8,34 млрд долларов (доля — 18,6 %). Объём экспорта в РФ вырос на 49,5 % — до 2,8 млрд долларов, а импорт увеличился на 17,3 % — до 5,54 млрд долларов. Китай опустился на второе место — 8,18 млрд долларов (18,2 %). Дальше идут Казахстан — 4,2 млрд долларов (9,3 %), Турция (6,5 %) — 2,93 млрд долларов, и Республика Корея — 2,17 млрд долларов (4,8 %).

### Туризм
Туризм в последние годы стал одной из ключевых сфер экономики Узбекистана. Сфера туризма на государственном уровне определена одной из главных отраслей экономики, которому государство уделяет большое внимание. Если в 2008—2017 годах Узбекистан посещало в год в среднем от 1,2 до 2,5 млн иностранцев, то в 2018 и 2019 годах страну посетили свыше 6,4 и 6,7 млн иностранцев соответственно. Для примера, в период с 1992 по 2007 страну в среднем ежегодно посещало всего от 170 до 900 тыс. иностранцев. С 2017 года Узбекистан начал радикальную либерализацию визовой политики, отменив въездные визы для большинства стран мира. Про визовую политику Узбекистана можно почитать в этой статье.

## Внешняя политика
Узбекистан является полноправным членом таких международных организаций как Организации объединённых наций (и её «дочерних» организаций как МВФ, ЮНЕСКО, ВОЗ, ИКАО и т. п.), Содружества независимых государств (одно из государств-основателей), Шанхайской организации сотрудничества, Организации исламского сотрудничества, Организации тюркских государств, Международной организации тюркской культуры, наблюдателем в Евразийском экономическом союзе и во Всемирной торговой организации.
В 1992—1999 и 2006—2012 годах Узбекистан являлся членом ОДКБ, в 1999—2005 годах членом ГУУАМ (ныне ГУАМ), а в 2006—2008 годах членом ЕврАзЭС.

## Образование
В 2016 году в республике действовали 9 628 школ, которые по языку обучения распределялись следующим образом: 8 825 — узбекский, 836 — русский, 380 — казахский, 363 — каракалпакский, 247 — таджикский, 57 — киргизский, 56 — туркменский. В некоторых школах обучение ведётся на нескольких языках. По языку обучения ученики школ в 2016 году распределялись так: 85,61 % обучались на узбекском, 9,94 % — на русском, 1,97 % — на каракалпакском, 1,14 % — на таджикском, и 1 % — на казахском. Несмотря на развитую сеть высших учебных заведений, численность работающего в них профессорско-преподавательского состава невелика (22,8 тыс. человек в 2015 году), а его квалификация в целом невысока: в 2009 году доля профессоров, докторов наук в профессорско-преподавательском составе вузов составила лишь 6,7 %, кандидатов наук — 30,4 %. В 2010 году Детский фонд ООН и Фонд социальных инициатив IKEA выделили 35 тыс. детских книг 850 школам Узбекистана.
Обучение в школах Узбекистана бесплатное, но за пользование учебниками с каждого ученика взимается ежегодная арендная плата. Самая дешёвая арендная плата за учебники в 2017/2018 году составила 7400 сумов. Бесплатно получают учебники первоклассники, воспитанники домов «Мехрибонлик», специальных школ и школ-интернатов, дети из нуждающихся в социальной помощи семей.
За годы независимости унаследованная от СССР образовательная система страны сильно изменилась: например, в 2004 году была отменена заочная форма обучения, но с 2017 года она была вновь введена в некоторых высших учебных заведениях.
С приходом к власти Ш. Мирзиёева в 2016 году одним из основных партнёров Узбекистана в сфере образования стала Россия: в Узбекистане действует 10 филиалов российских высших учебных заведений. Только в 2019 году было открыто шесть, включая МИСИС, НИЯУ МИФИ, МГИМО, Российский государственный университет физической культуры, спорта, молодёжи и туризма, Российский химико-технологический университет имени Д. И. Менделеева, МЭИ.
В стране в годы независимости вместе с российскими открылся и ряд зарубежных учебных заведений. B 2002 году открылось первое англоязычное учебное заведение — Международный Вестминстерский университет в Ташкенте.
С 2022/2023 учебного года все учащиеся государственных школ Узбекистана обязаны носить единую форму.

## Наука
Несмотря на унаследованную с советских времён развитую сеть научных организаций (разработками в 2011 году в стране занимались 317 учреждений, в том числе 80 вузов), исследовательская активность невелика — в 2011 году в стране было подано только 556 заявок на патенты (в 1994 году — 1125 заявок). Причём около половины заявок поданы нерезидентами Узбекистана.

## Здравоохранение
Несмотря на сравнительно «молодое» население республики, затраты на здравоохранение в бюджете страны очень существенны — 15,3 % на 2018 год.
Здравоохранение Узбекистана представлено государственными и частными лечебно-профилактическими учреждениями. За годы независимости узбекское здравоохранение претерпело существенные изменения, создана уникальная система центров неотложной медицинской помощи, оснащённая относительно современным оборудованием. Центры экстренной медицинской помощи осуществляют бесплатную медицинскую помощь населению как на первичном, догоспитальном этапе так и на уровне квалифицированной стационарной помощи.

## Культура
Культура и общественные отношения в Узбекистане имеют многовековую историю. Из средств массовой информации (более 1300) стоит выделить Национальную телерадиокомпанию Узбекистана, региональные теле- и радиокомпании, FM-радиостанции, правительственные газеты, а также интернет-ресурсы. Теле- и радиоиндустрия в Узбекистане получили бурное развитие в связи с переходом на цифровые технологии.
На 2010 год в стране выходило 881 печатное издание. В Узбекистане издаются газеты на узбекском, каракалпакском («Еркин Каракалпакстан»), таджикском («Овози Тоджик»), на казахском («Нурлы жол»), русском и других языках. Также развито книгоиздание: суммарный годовой тираж выпущенных в республике книг в 2000—2010 годах увеличился с 8,9 млн экз. до 28,5 млн экземпляров. Тем не менее распространение изданий среди населения сдерживается из-за того, что после приватизации пришла в упадок книготорговая сеть: в Узбекистане в 1990—2010 годах число книжных магазинов сократилось с 657 до 70.
В Республике действует около 40 театров, среди которых — Государственный Академический Большой Театр имени Алишера Навои, Государственный Академический Русский Драматический театр Узбекистана, театр Ильхом, также имеется консерватория. Большой вклад в искусство вносит Национальный симфонический оркестр Узбекистана.

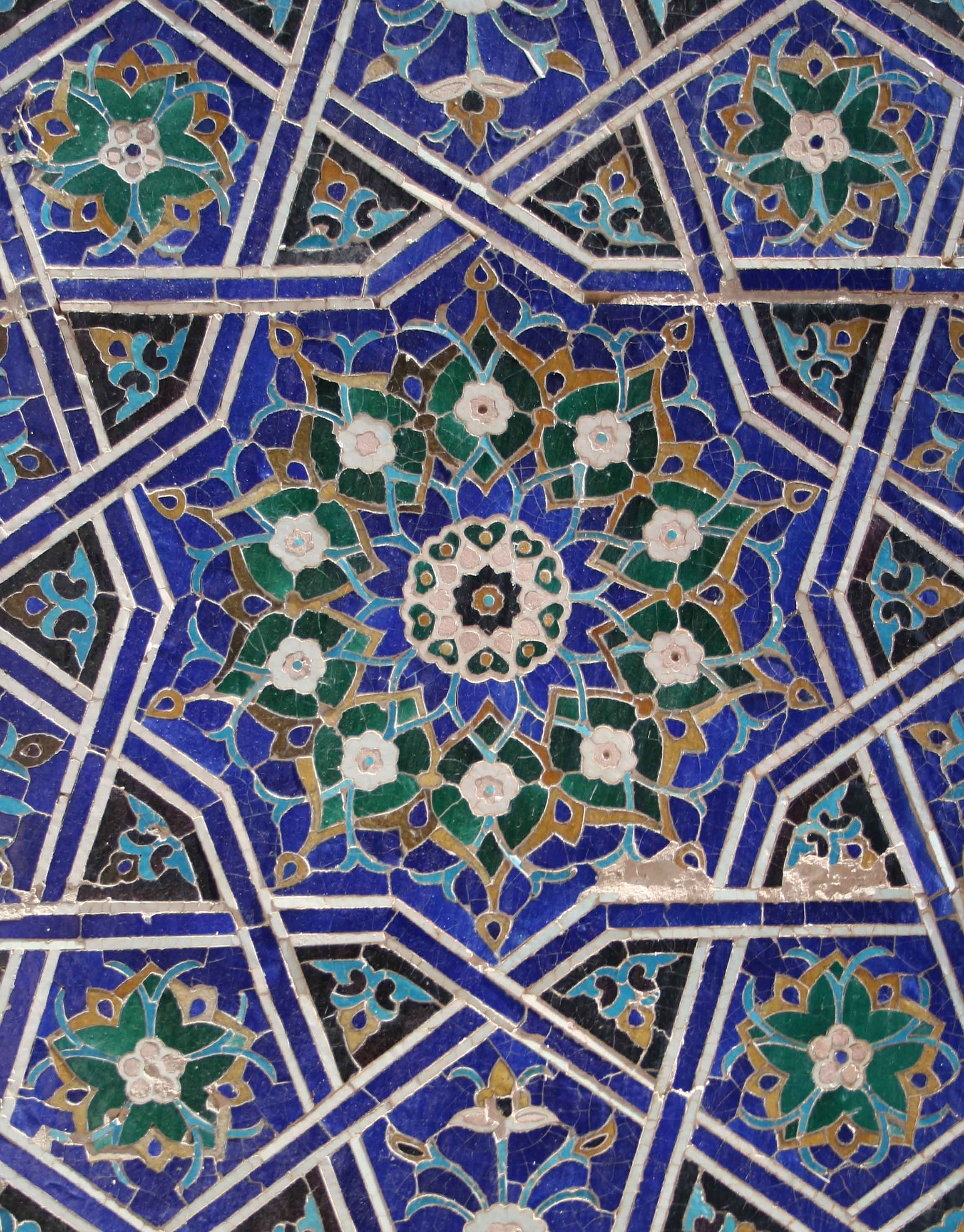
Орнамент гирих в ансамбле мавзолеев Шахи-Зинда в Самарканде
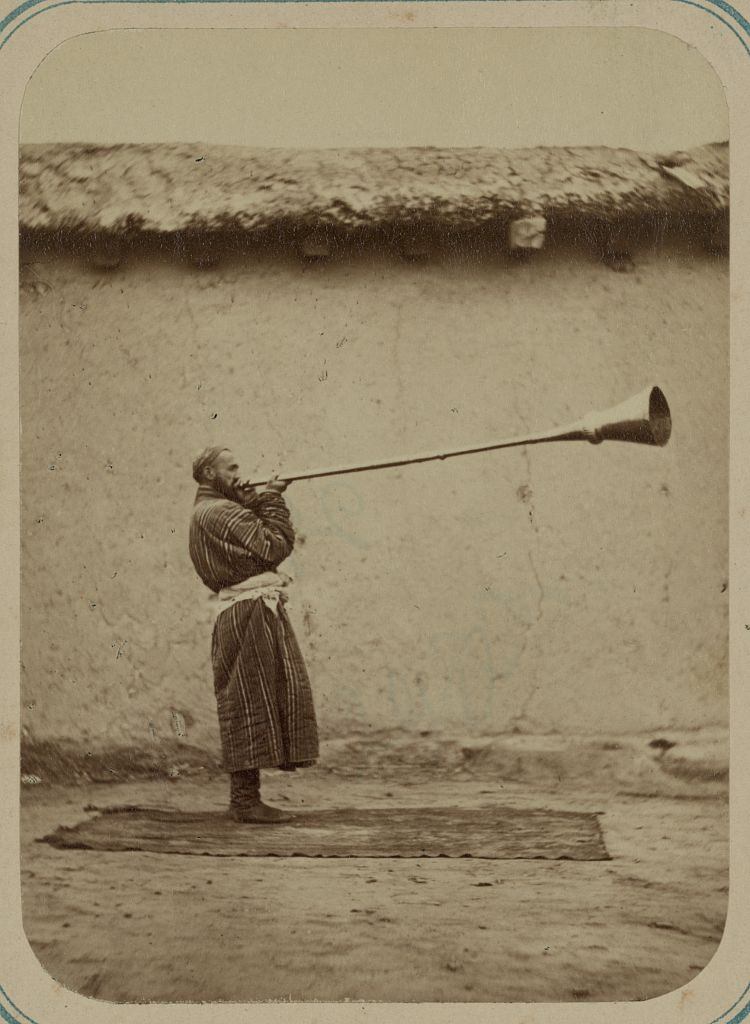
Узбекский народный инструмент — карнай
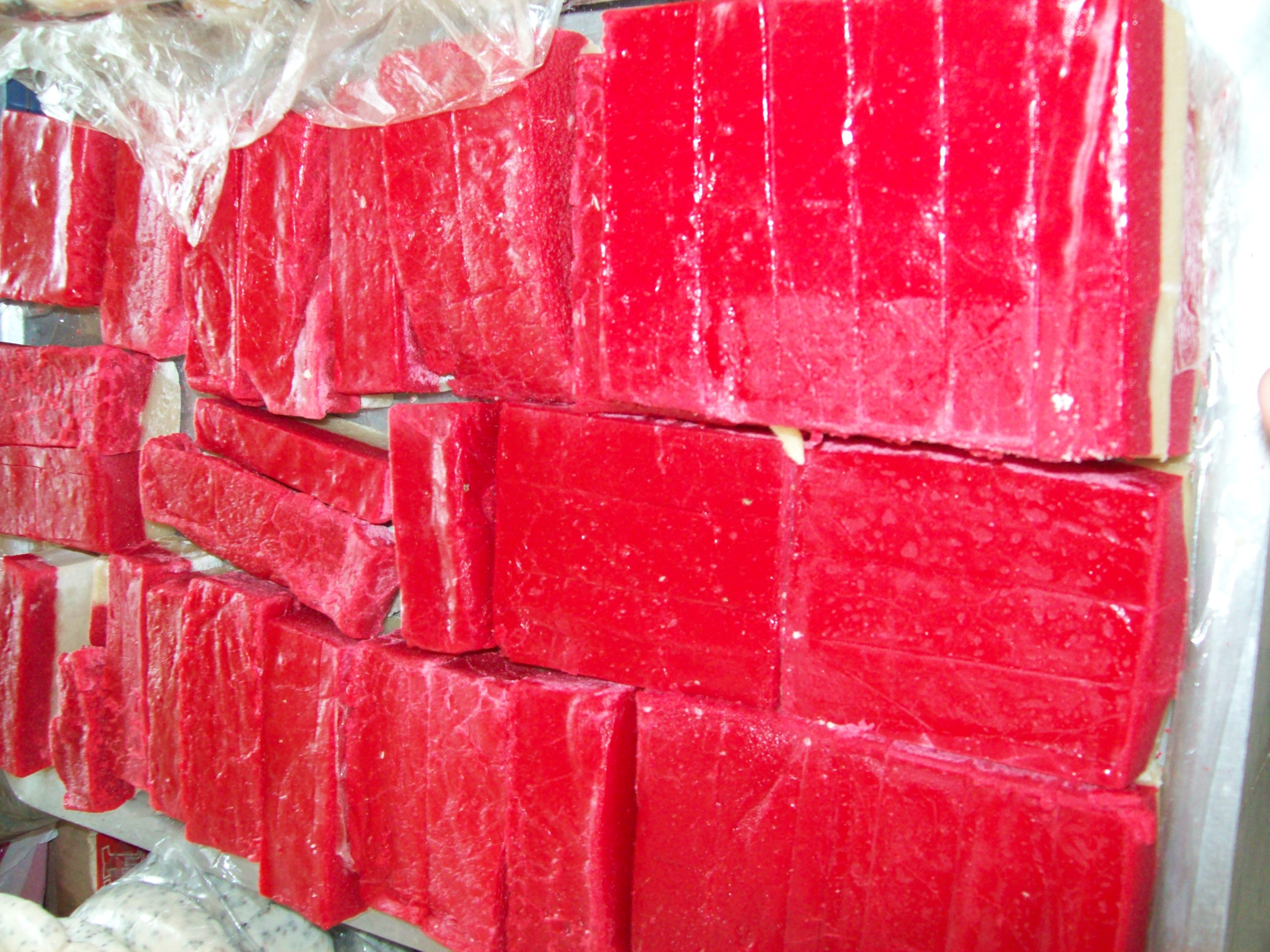
Красная халва из Самарканда
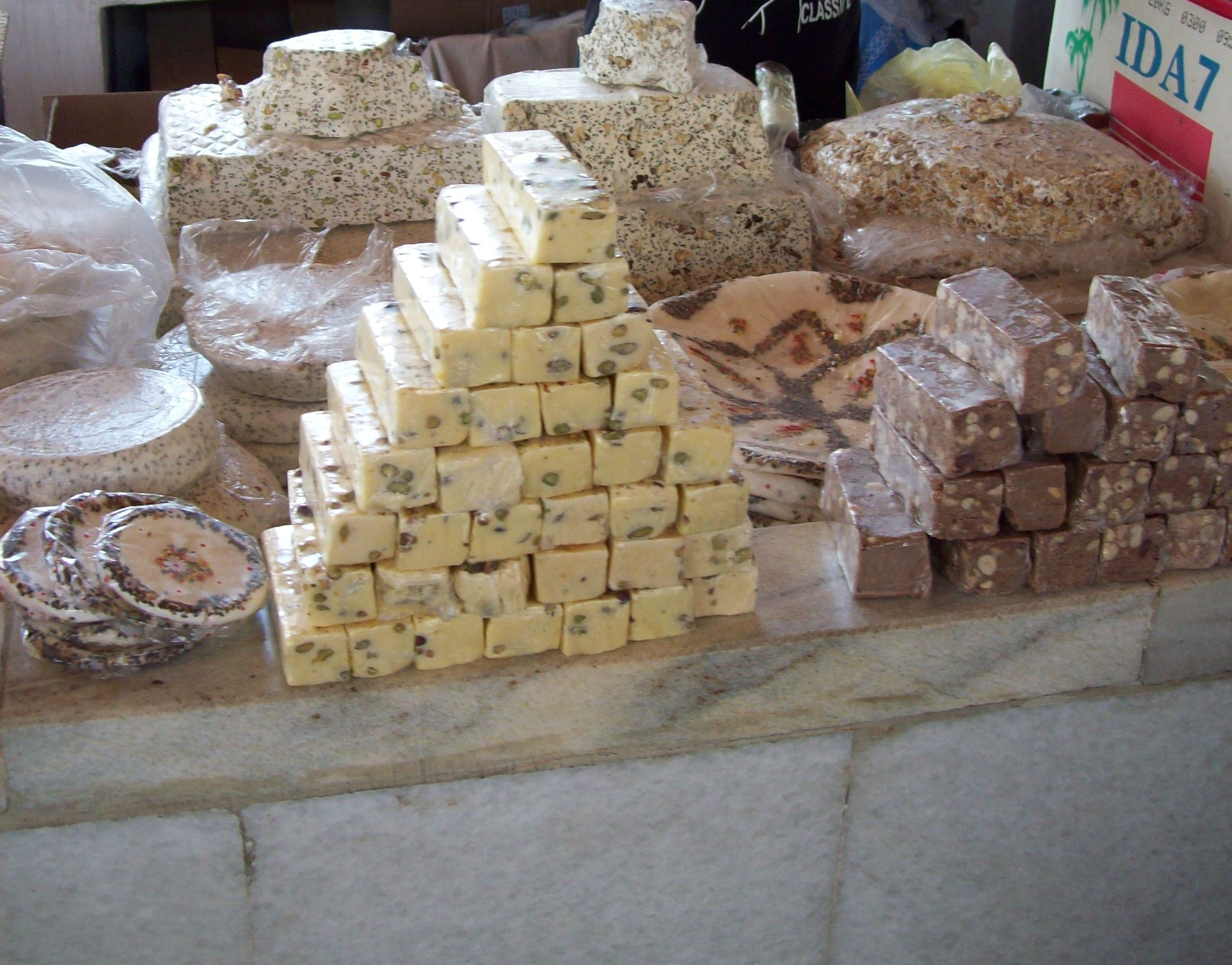
Халва с фисташками и кунжутом
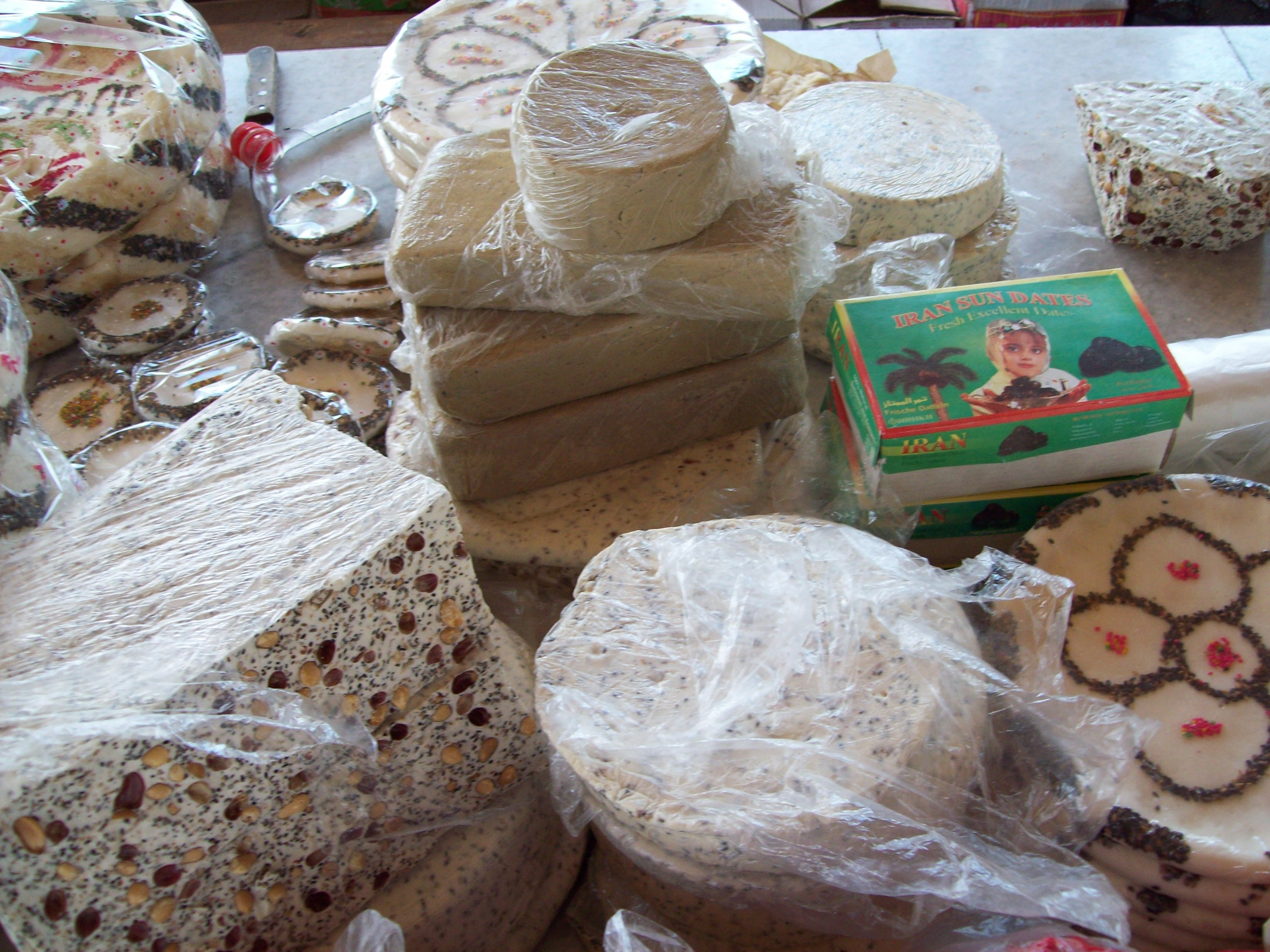
Халва на каждое утро
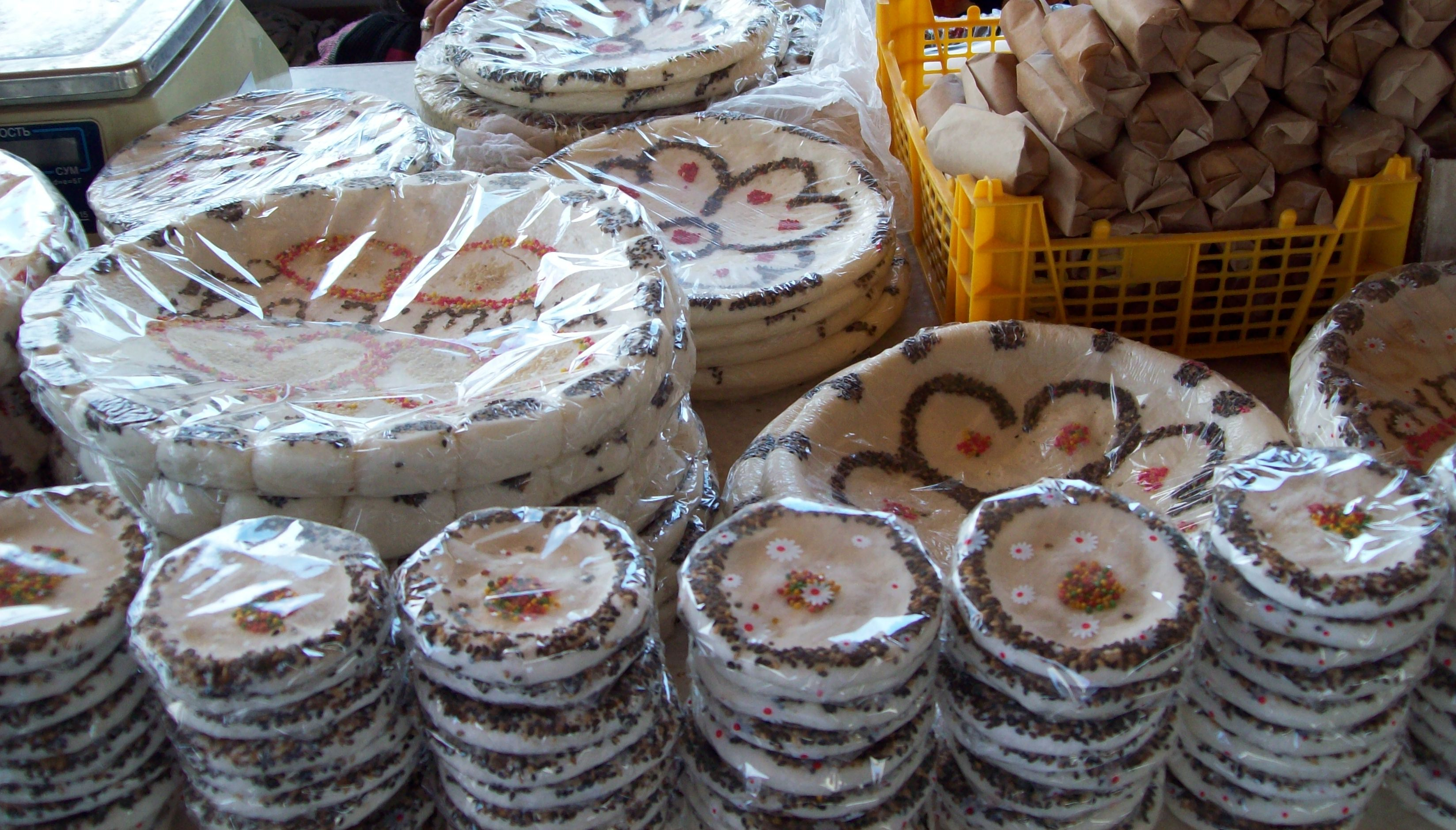
Халва из Самарканда (Сиабский базар)
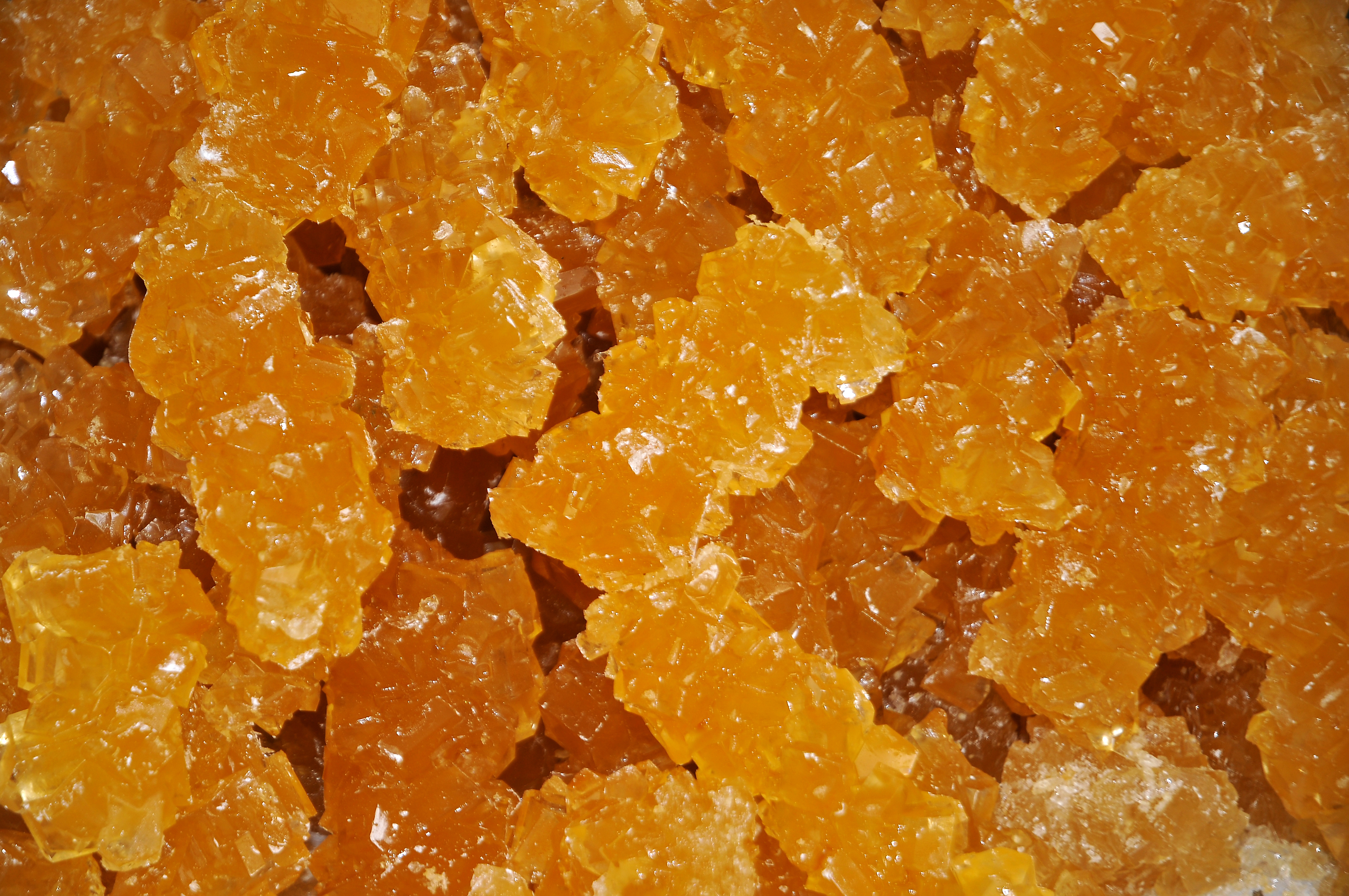
Самаркандский леденцовый сахар
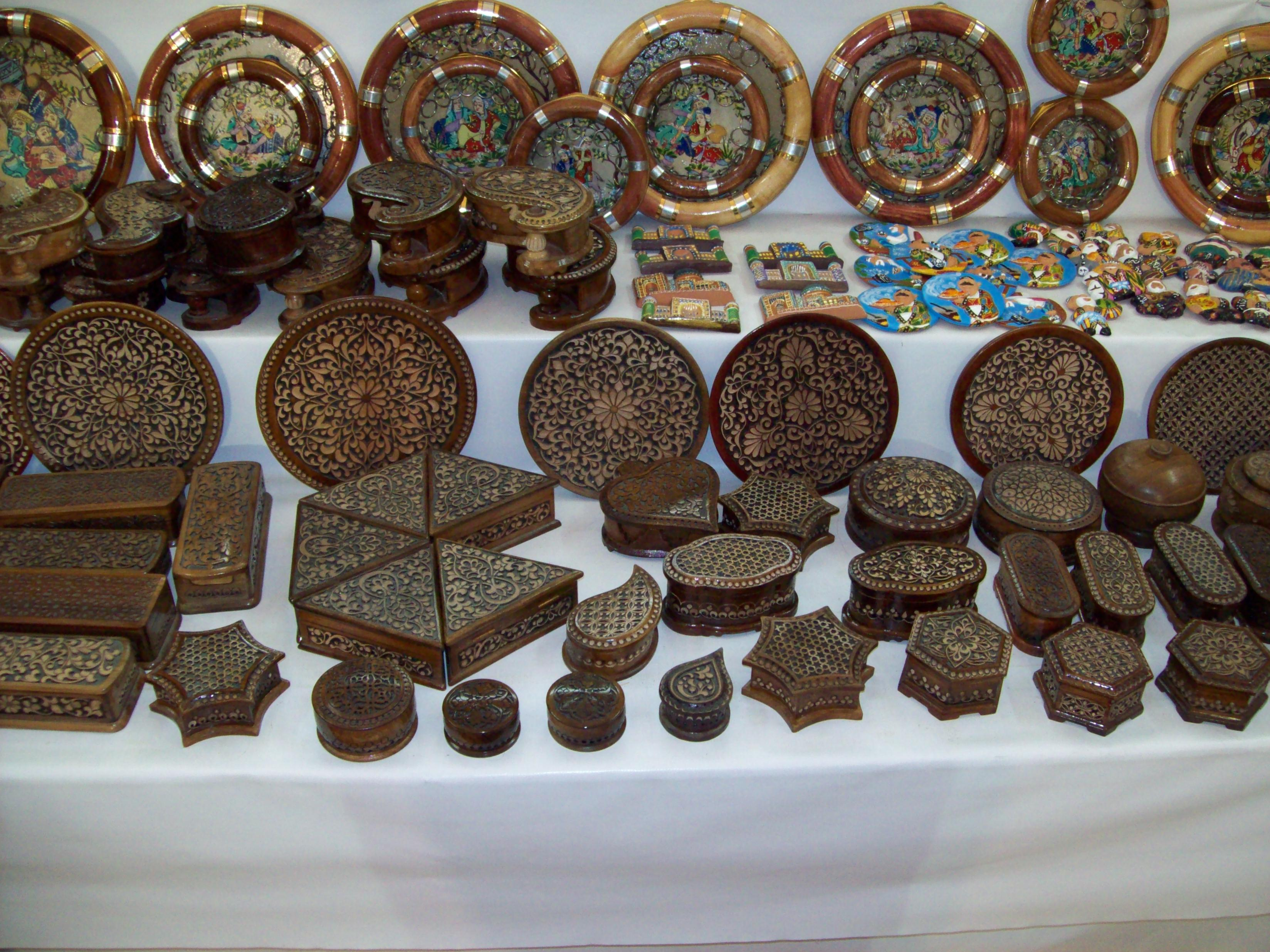
Шкатулки ручного производства ташкентских мастеров прикладного искусства
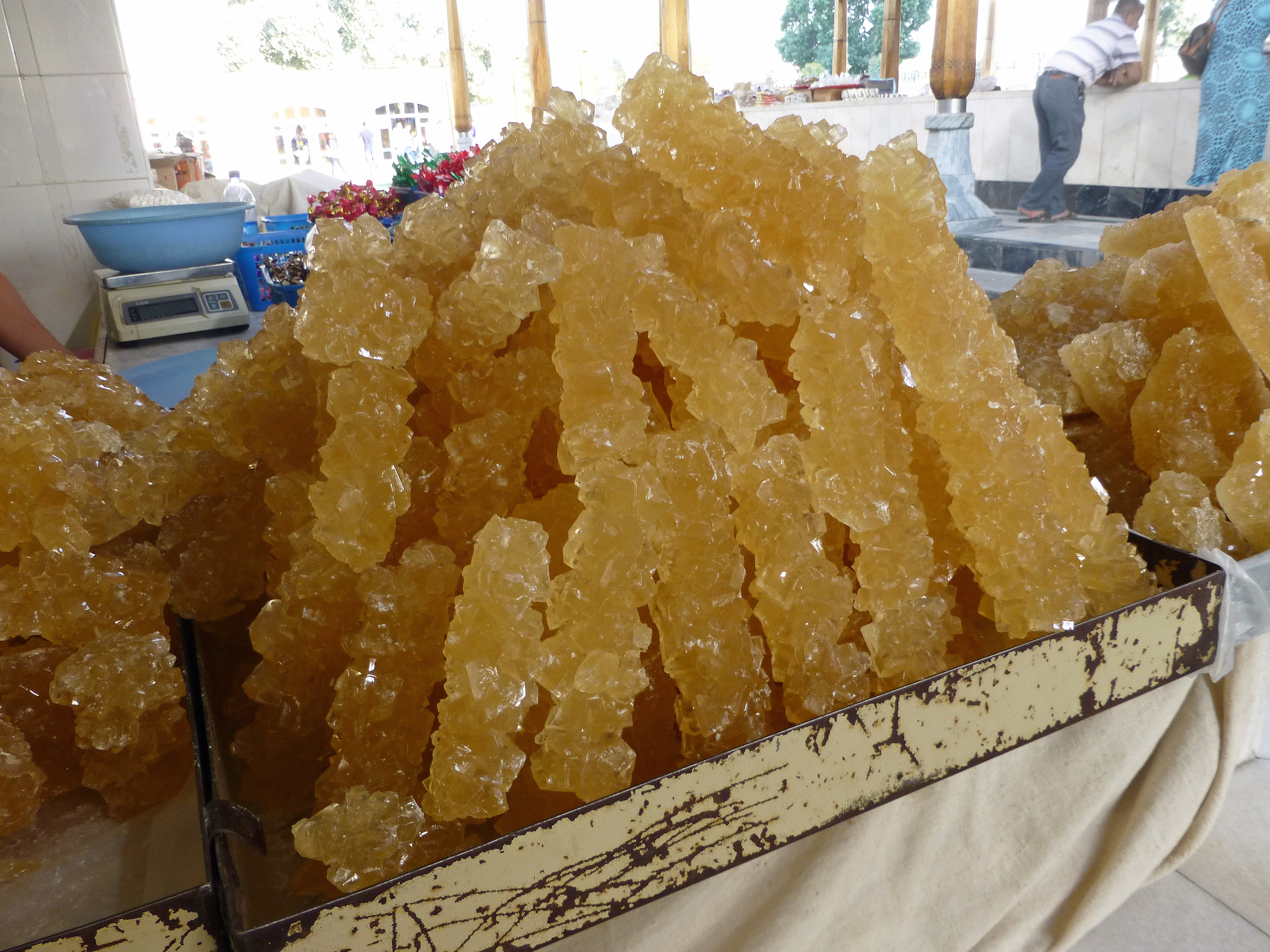
Сахар-нават на базаре в Самарканде
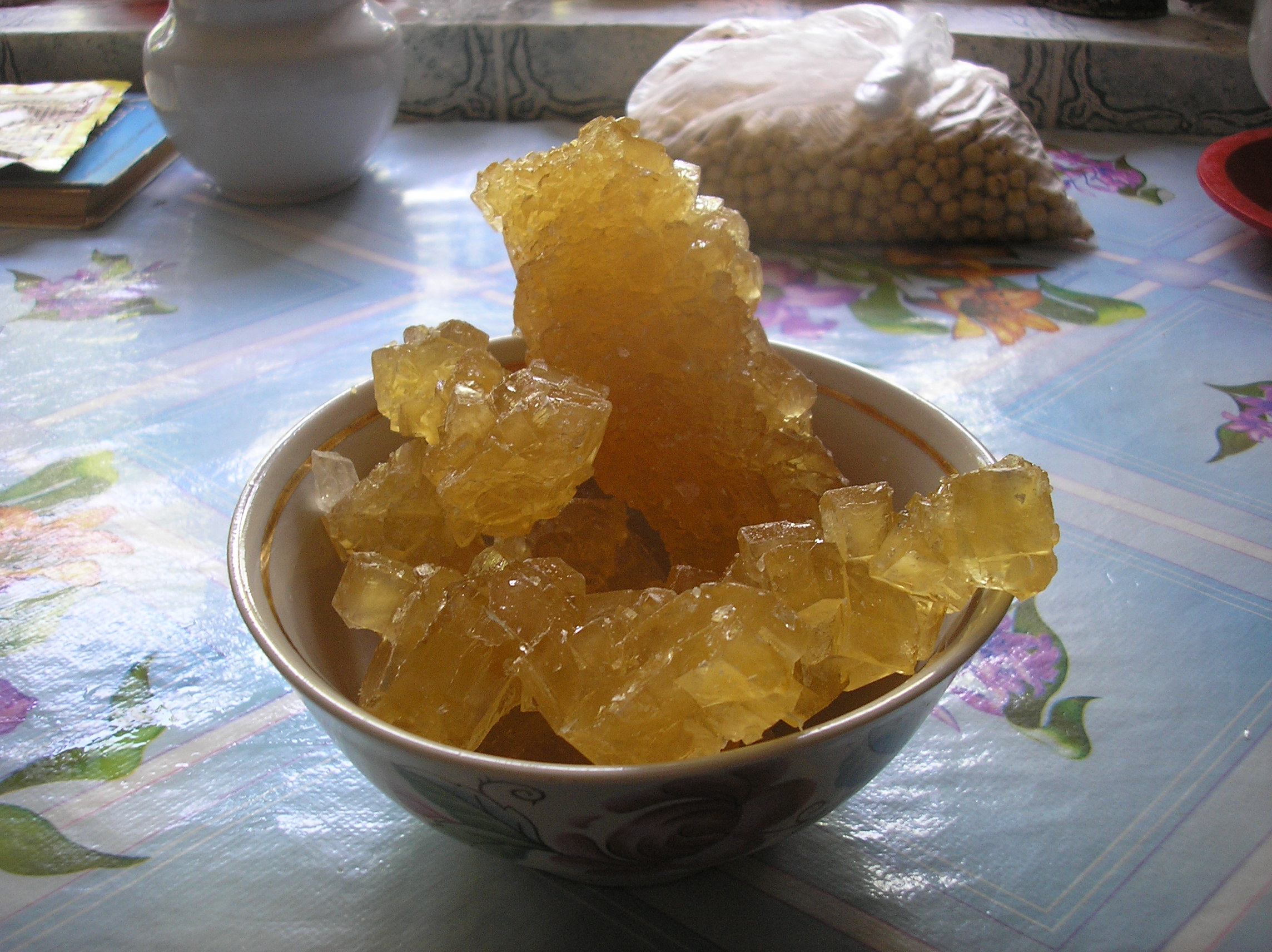
Нават
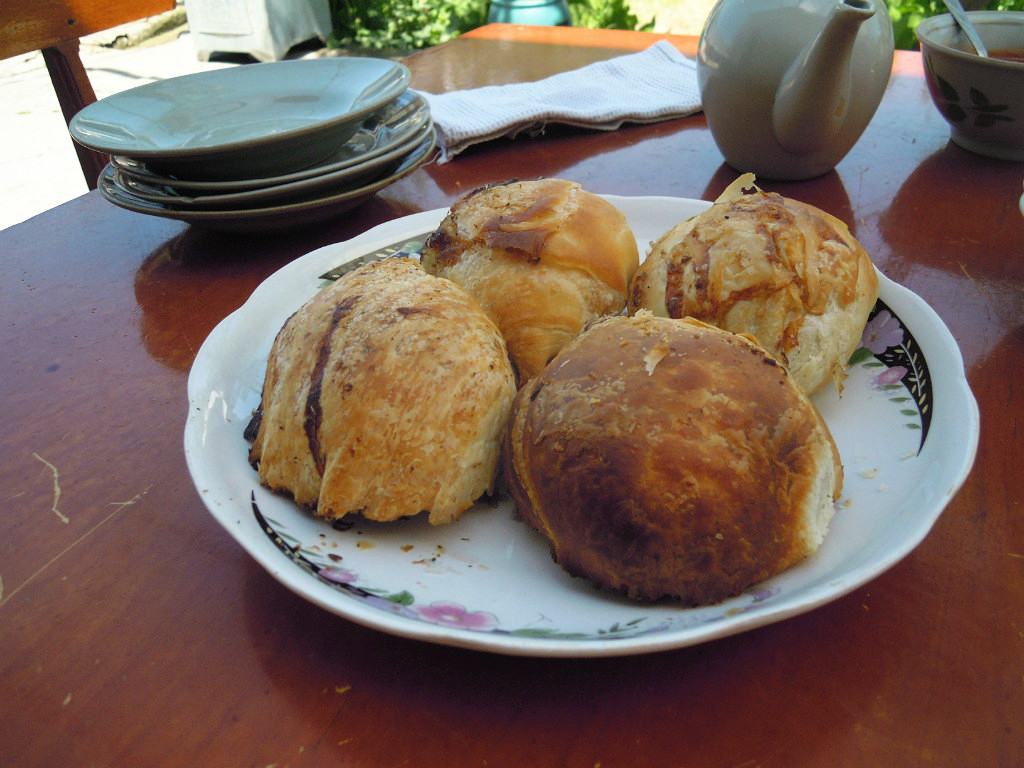
Самаркандская самса
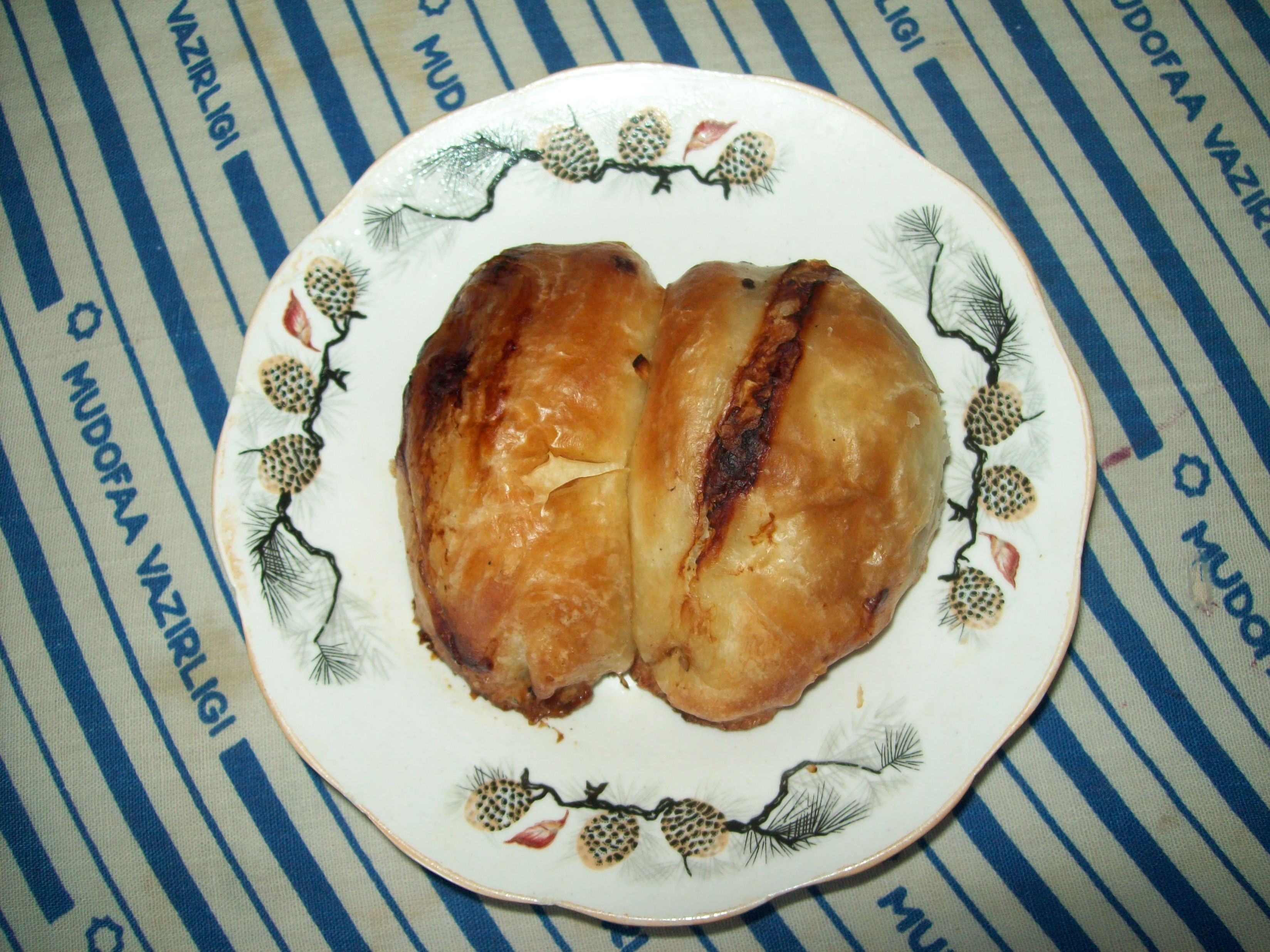
Пармуда — узбекская самса
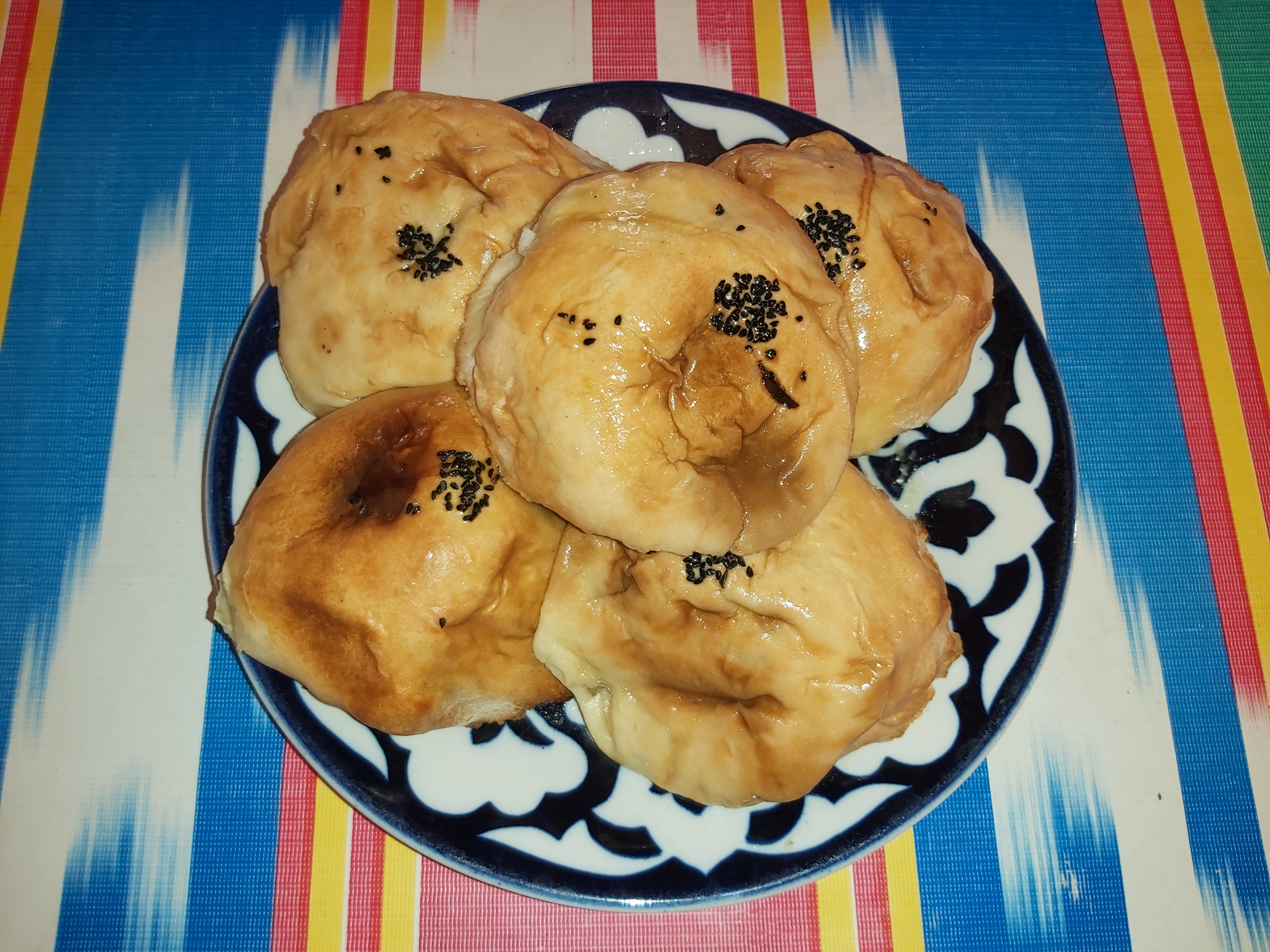
Джизак самса
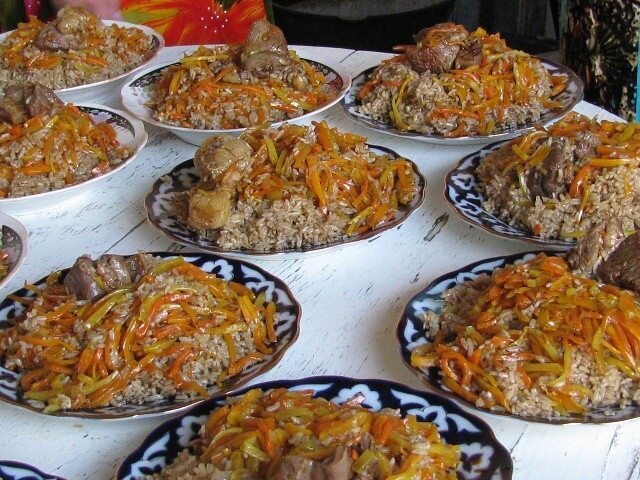
Самаркандский плов
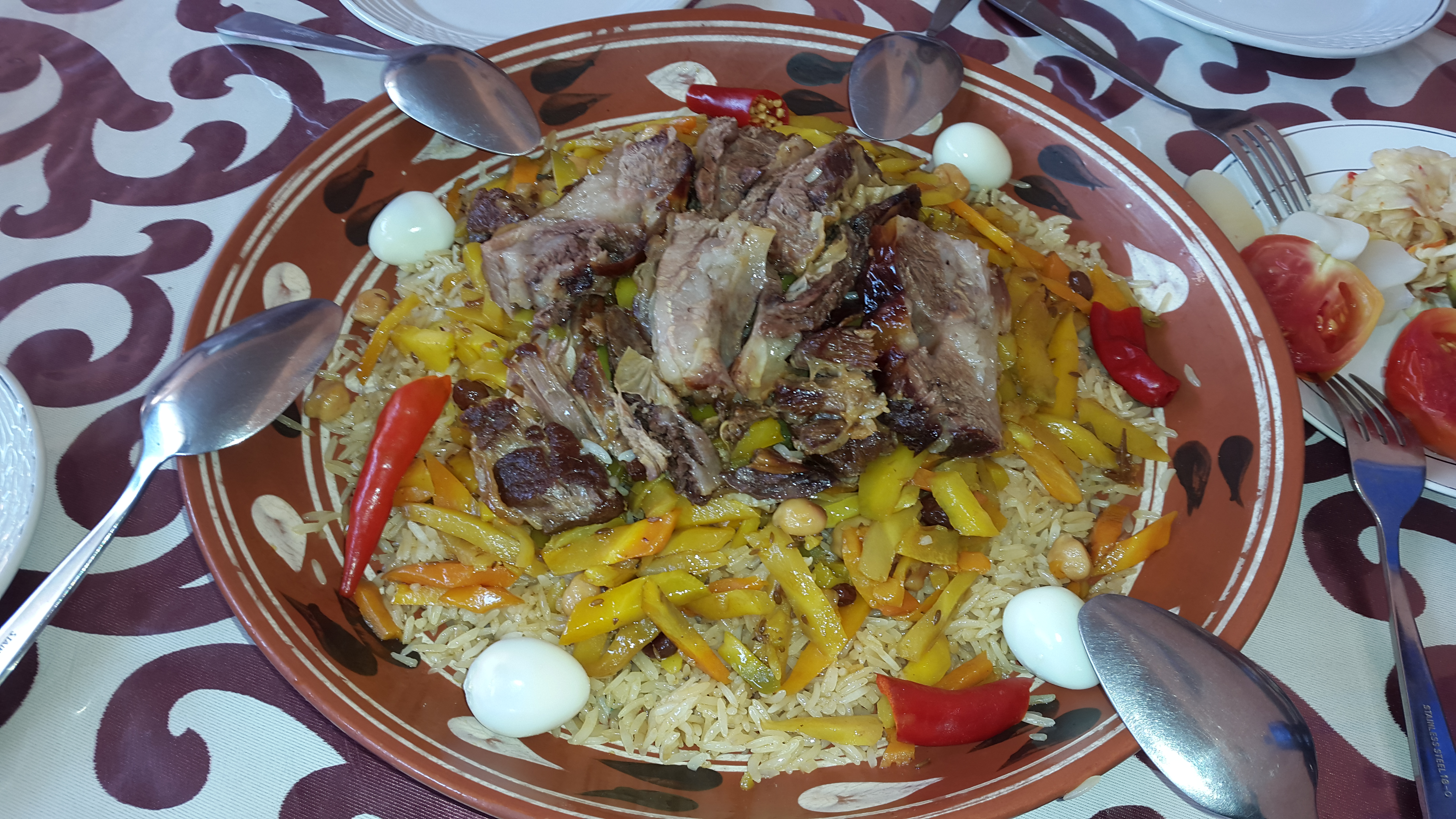
Самаркандский плов, приготовленный с льняным маслом (зигир-ош)
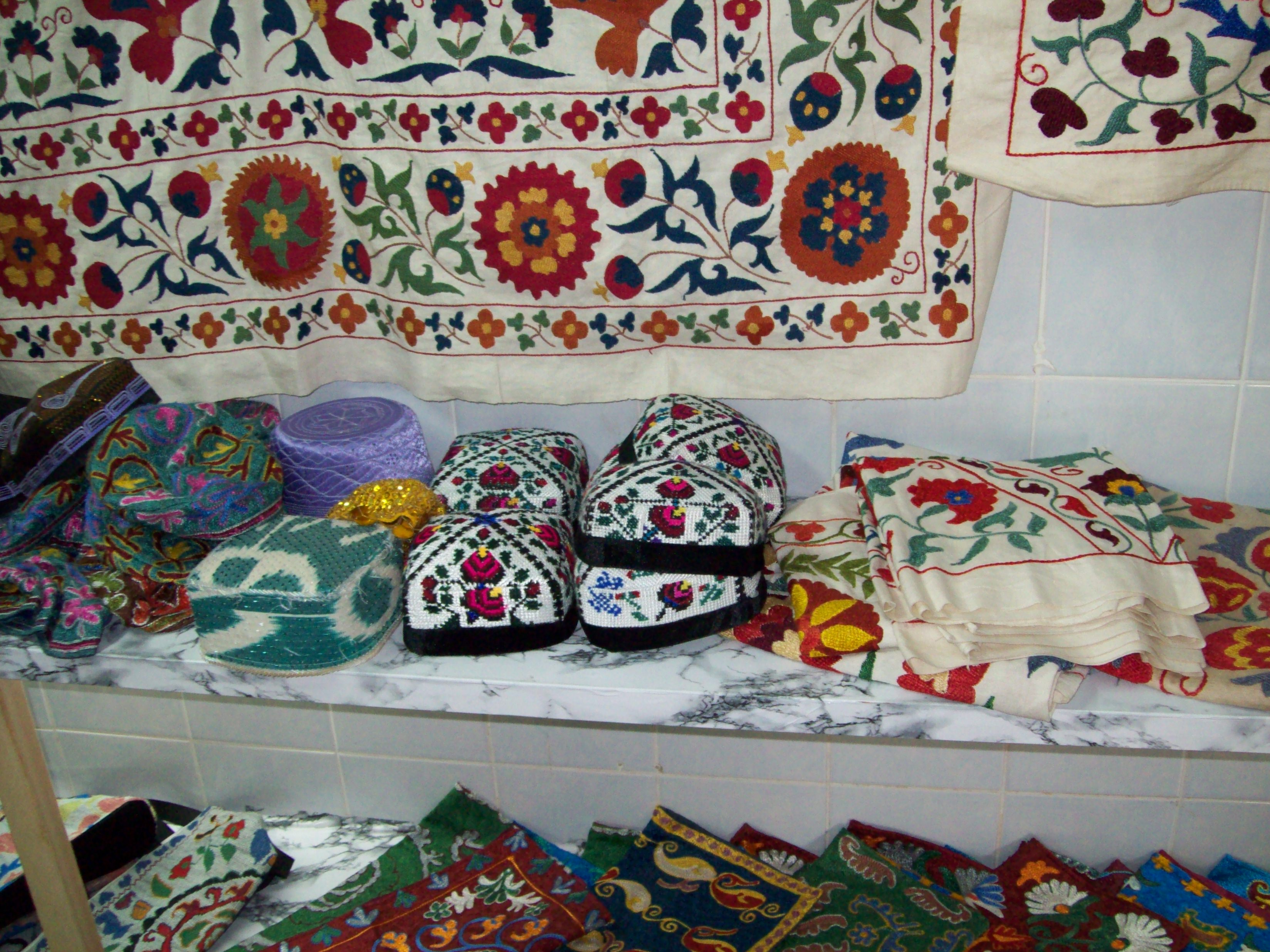
Женские тюбетейки
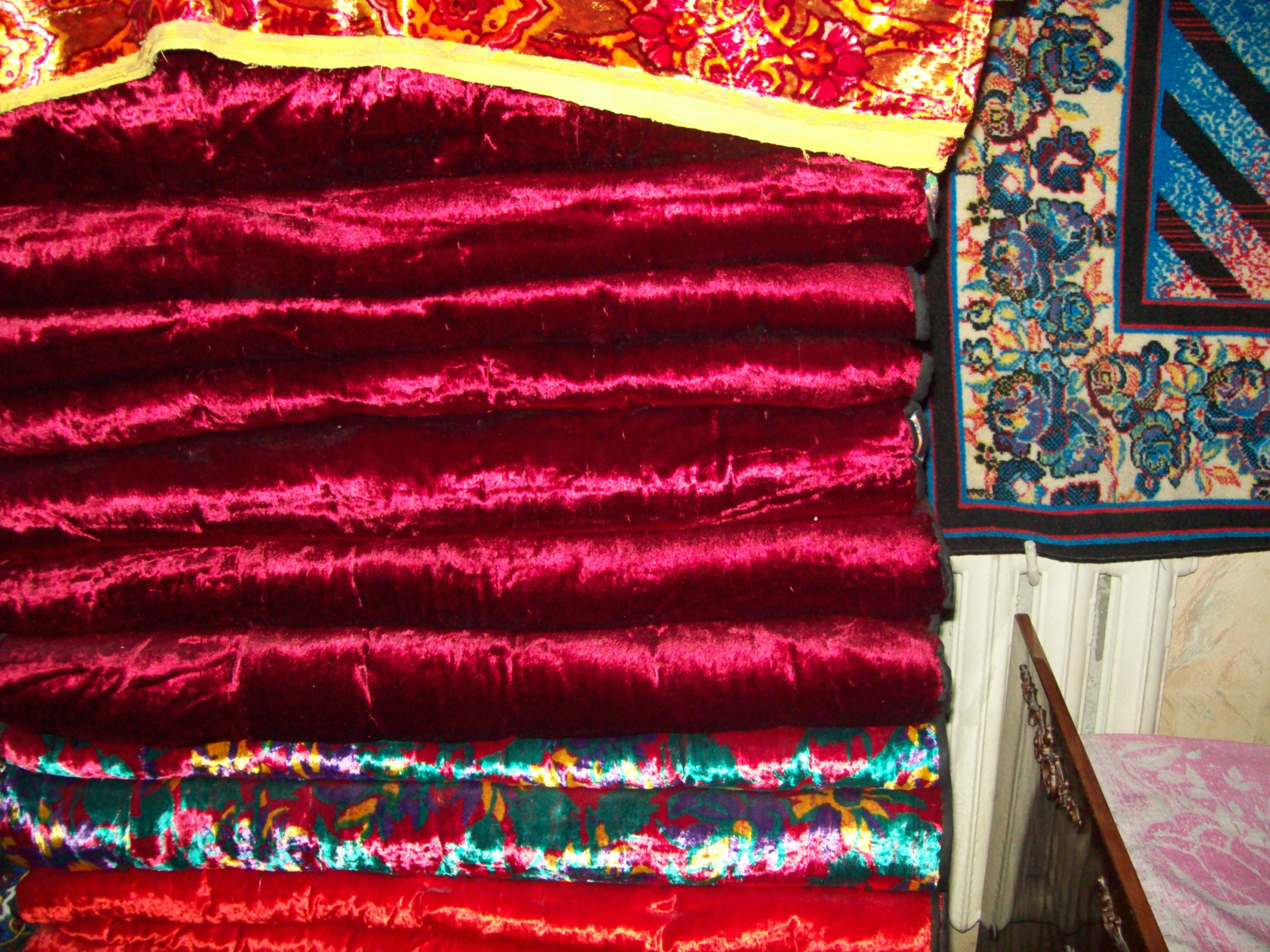
Курпача — узбекское национальное подобие ватных стёганых одеял, только узких, шириной 0,7-0,8 м.
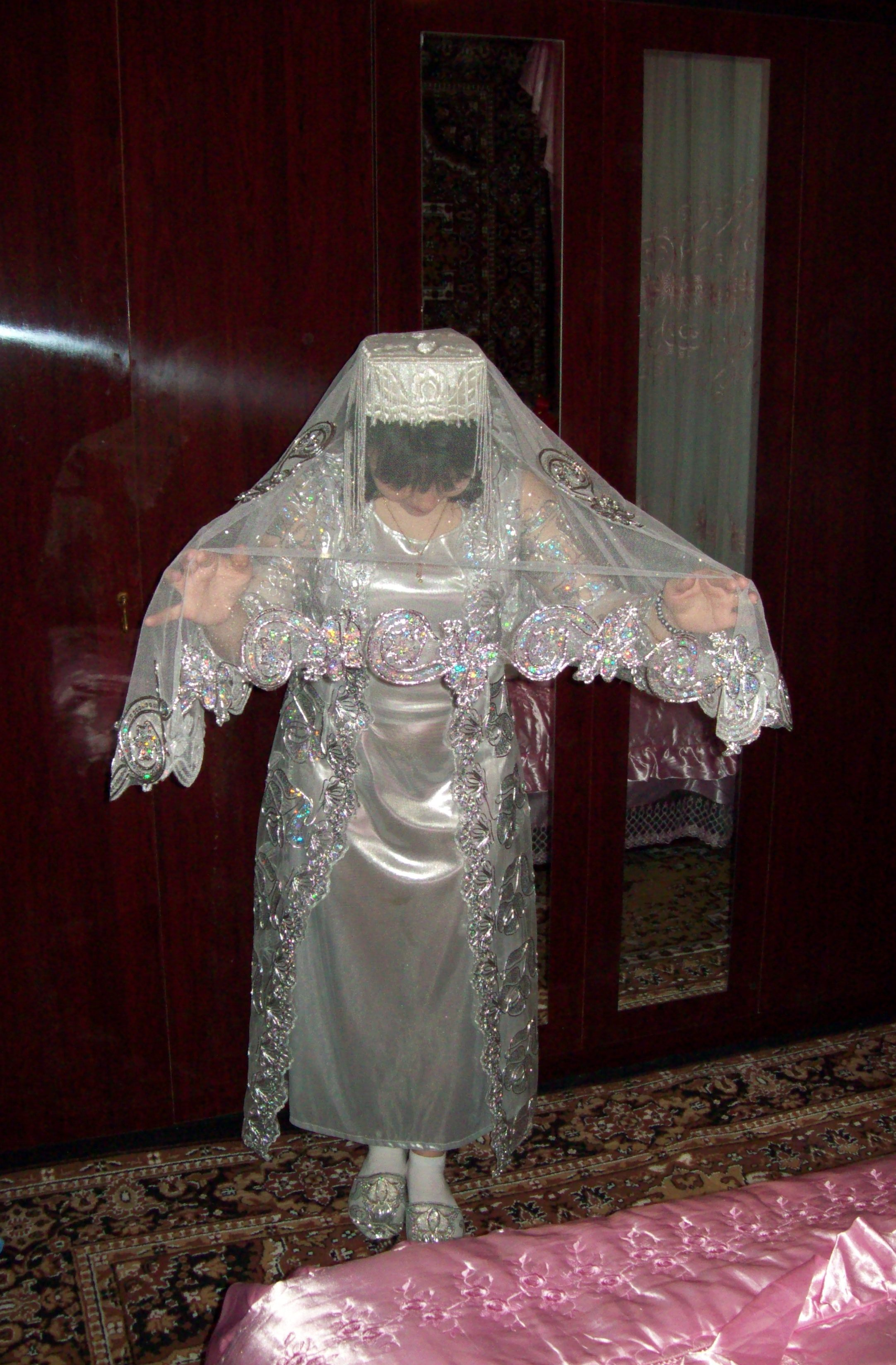
Узбекская невеста в нарядном национальном одеянии. Делается поклон невесты — дань уважения.
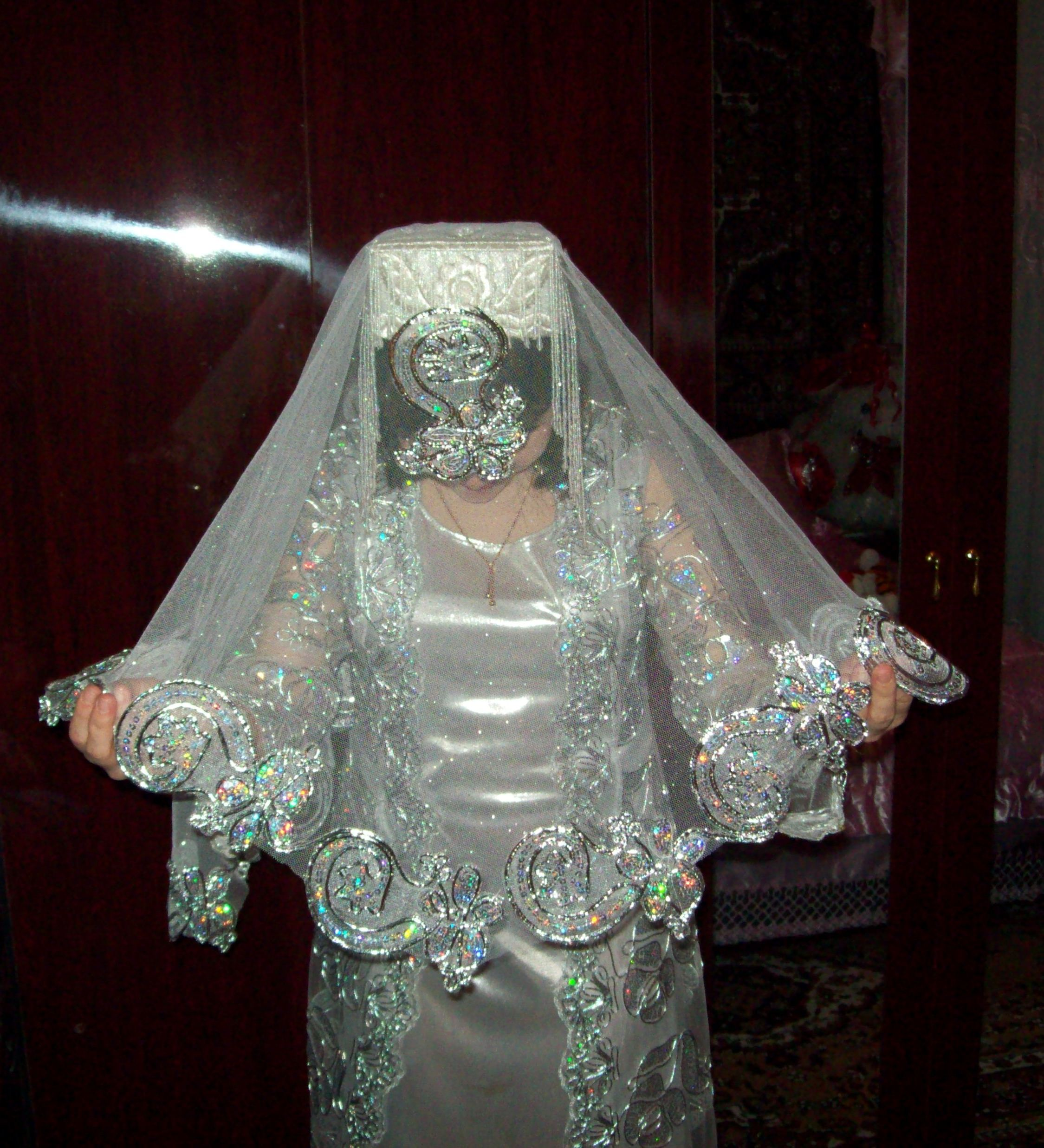
Узбекская невеста в национальной одежде (Ташкент)
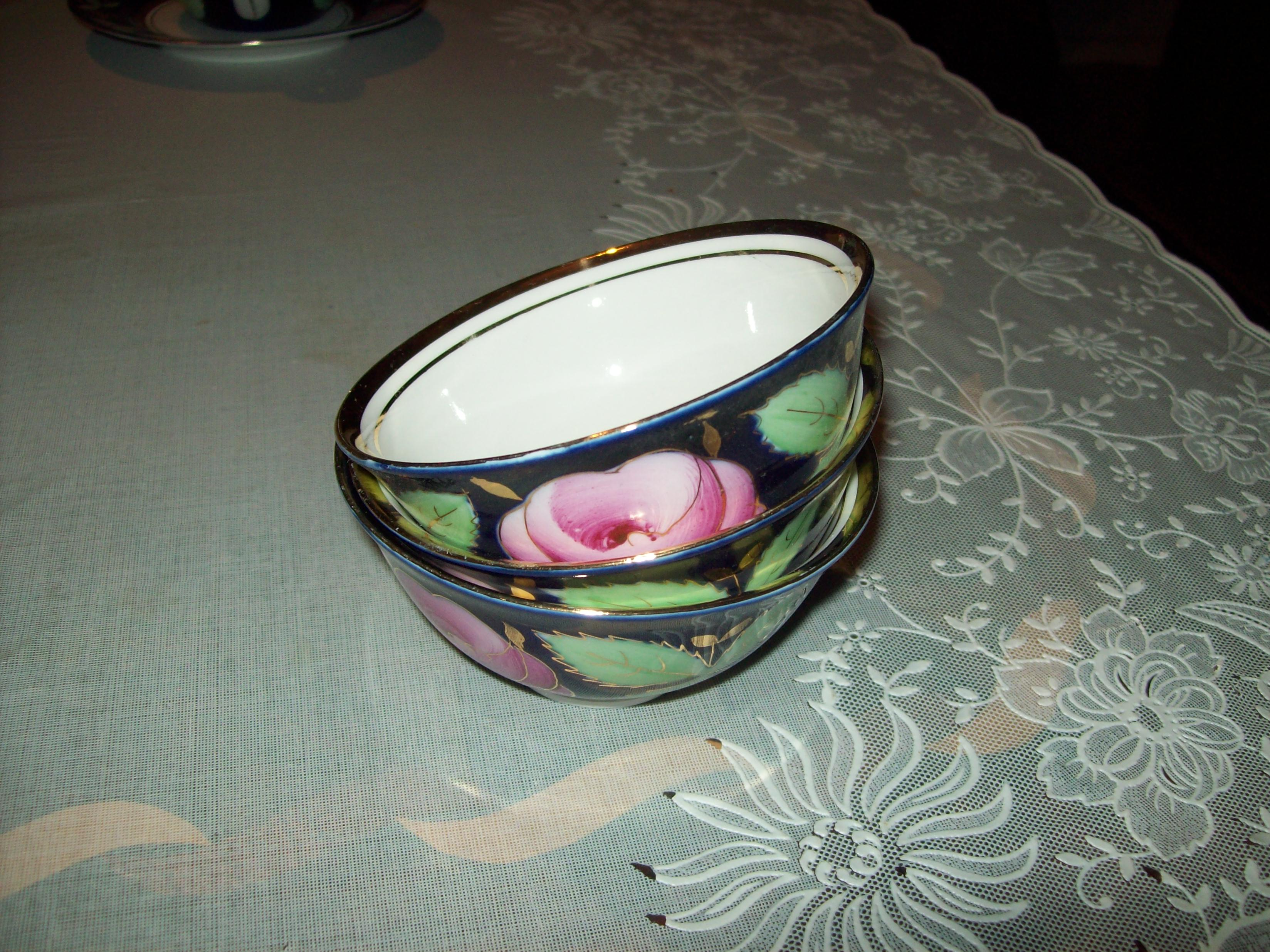
Узбекские пиялушки (чашки для чая)
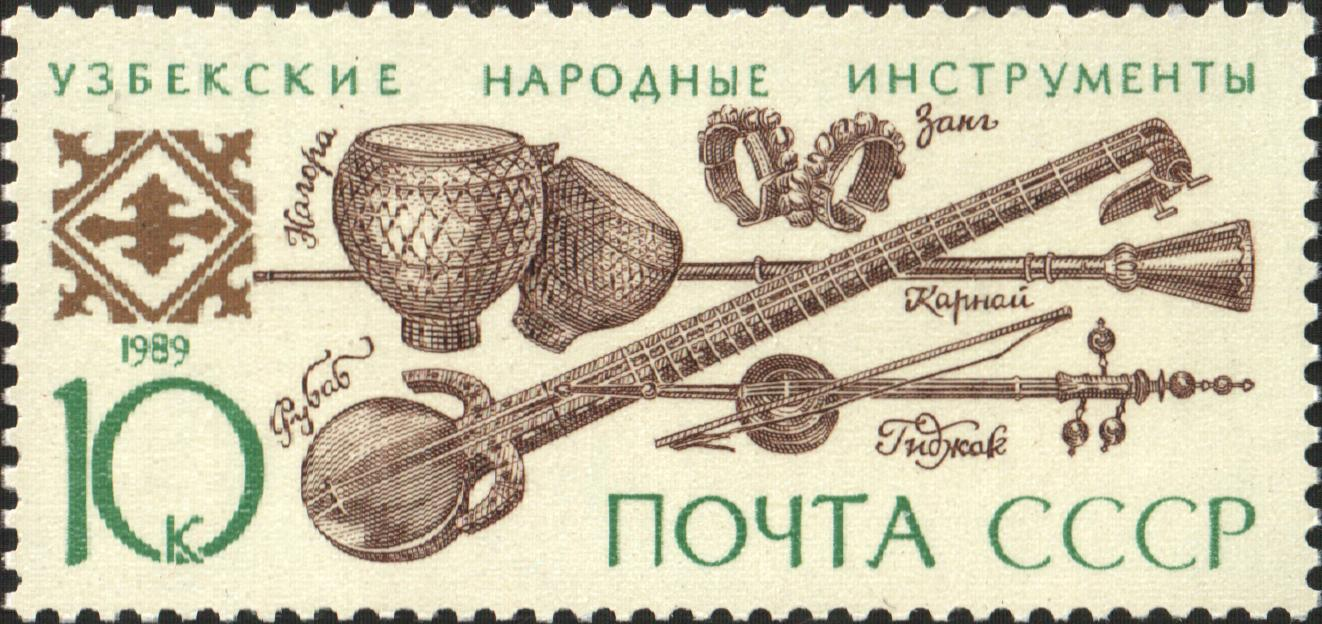
Почтовая марка СССР. Узбекские народные инструменты
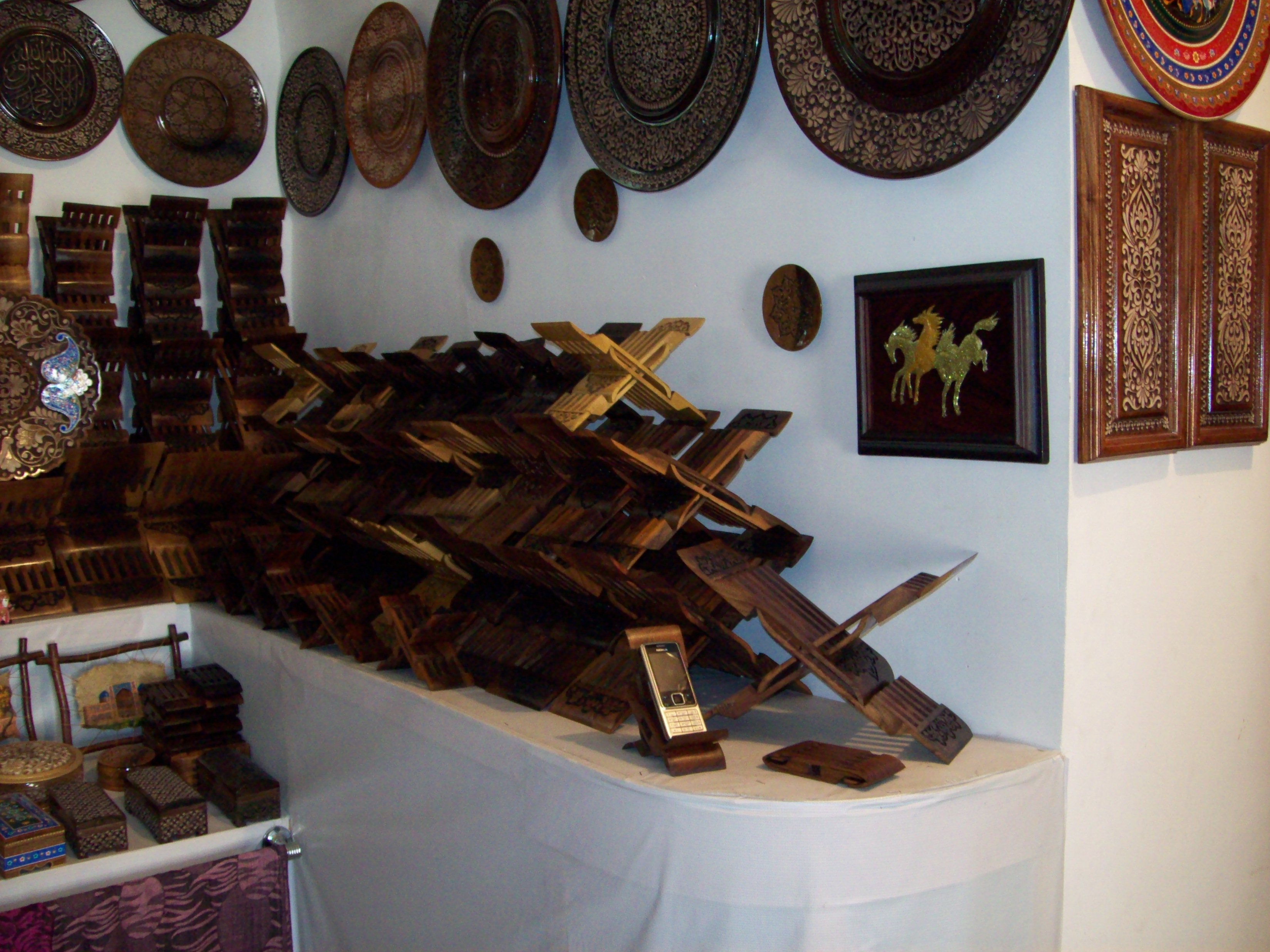
В старину узбекские интеллигенты читали книги именно на этих книгочиталках
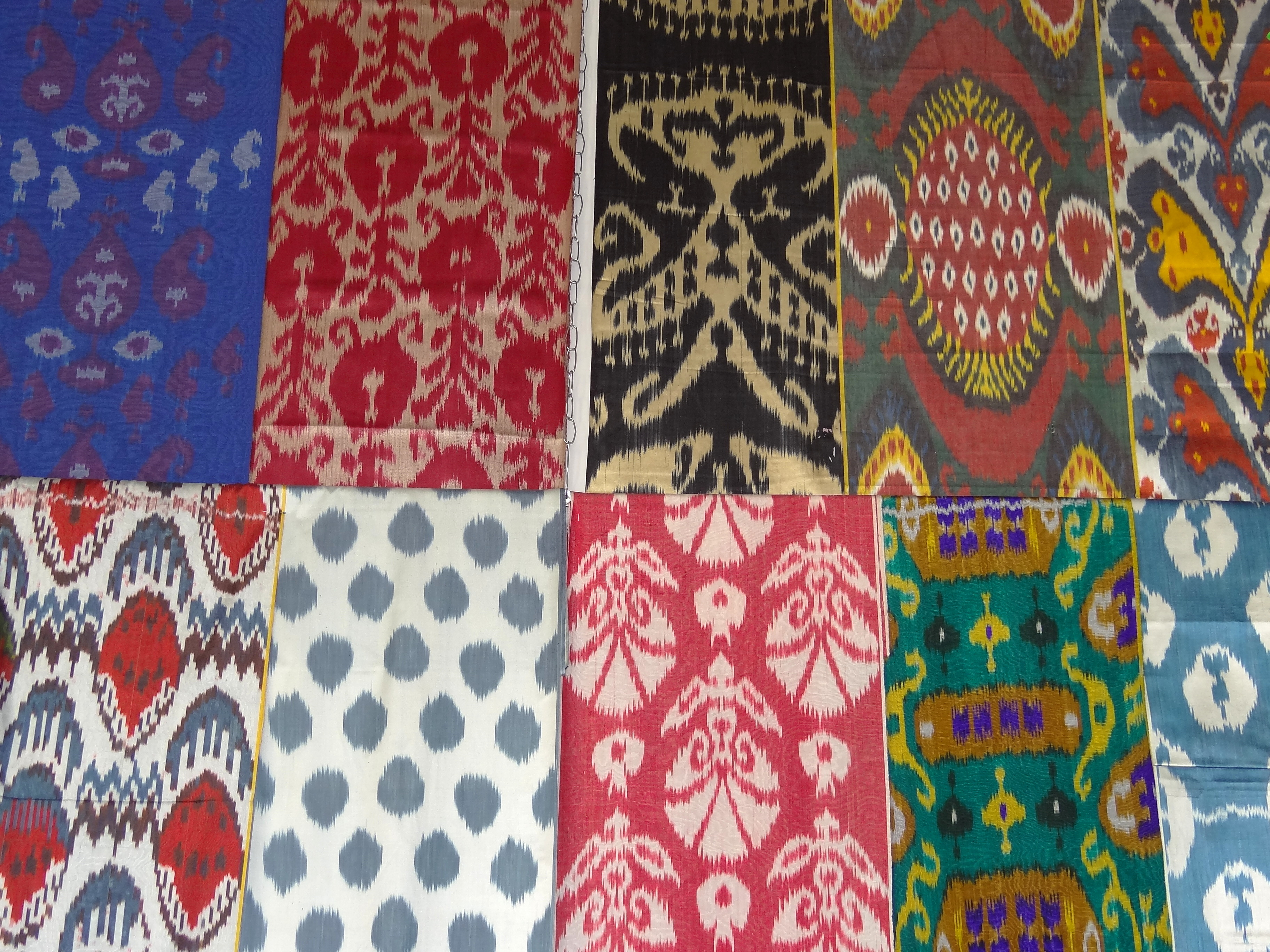
Абровые ткани хан-атлас фабрики «Ёдгорлик» в Маргелане

### Государственные праздники

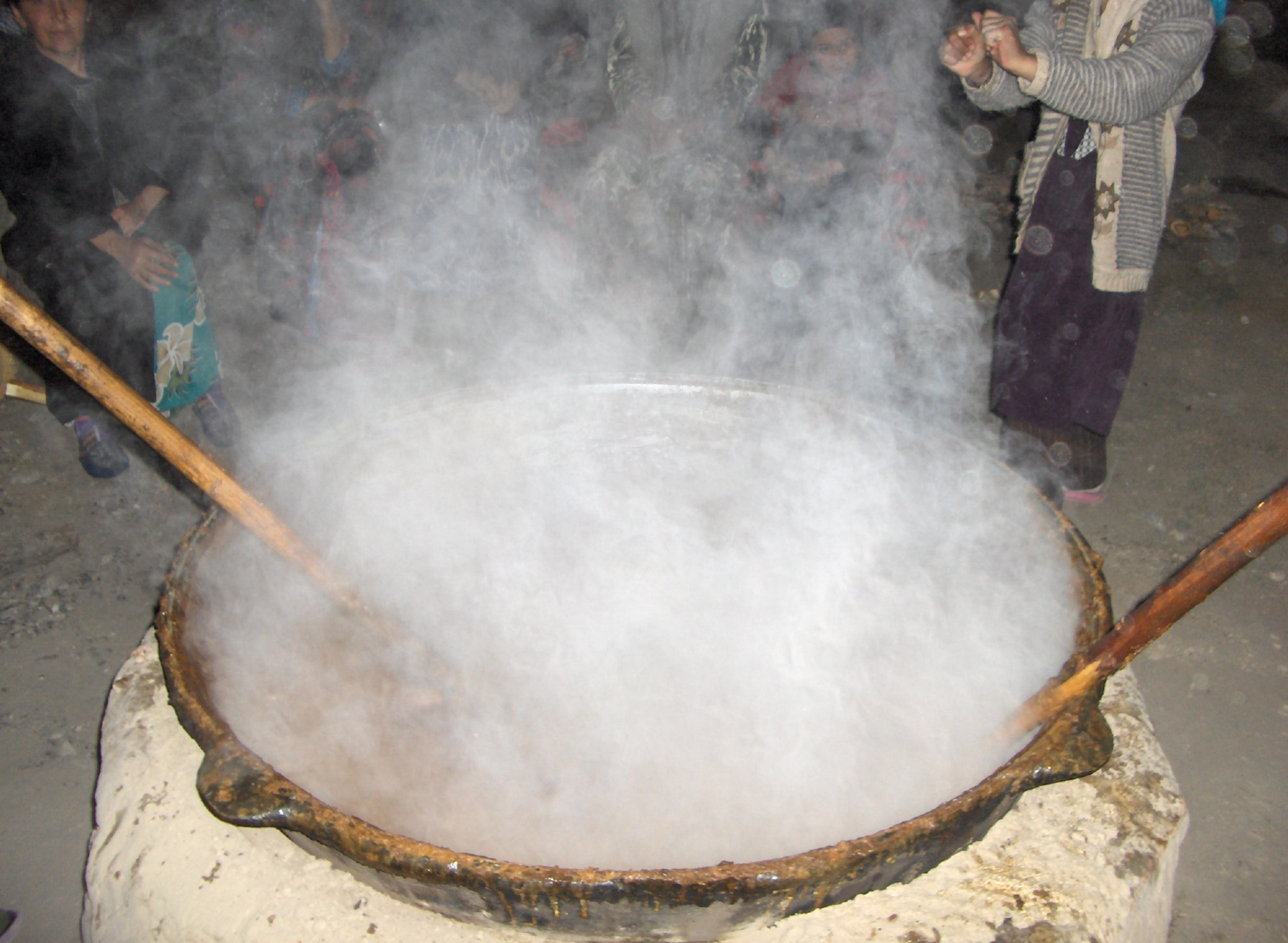
Приготовление сумаляка в весенний праздник Навруз

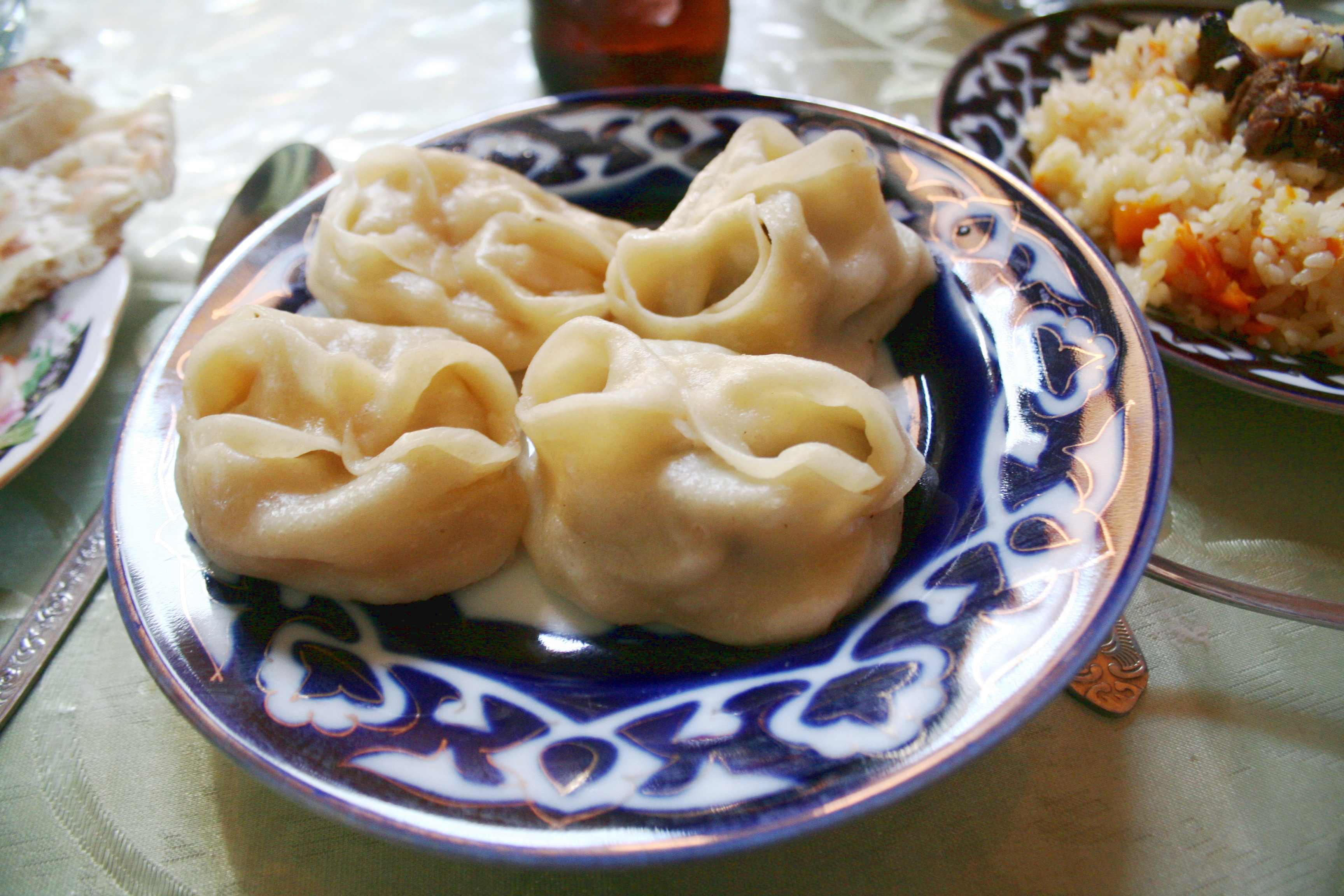
Традиционные манты и плов

2 июля 1992 года Олий Мажлис принял закон о праздничных днях и объявил праздничными следующие дни:
- 1 января — Новый год;
- 14 января — День защитников Родины;
- 8 марта — День женщин;
- 21 марта — Праздник Навруз;
- 9 мая — День памяти и почестей;
- 1 сентября — День независимости;
- 1 октября — День учителя и наставника;
- 8 декабря — День конституции;
- Первые дни религиозных праздников Руза хайит и Курбан хайит.

Все они, кроме Дня защитников родины, являются нерабочими.

## Интернет и связь, IT-сфера
Большая часть населённой территории страны имеет доступ к мобильной связи.
Все операторы стандарта GSM оказывают услуги передачи данных стандарта 3G и 4G LTE.
В ноябре 2017 года в столице страны Ташкенте было начато тестирование технологии 5G. На конец 2021 года, в стране 5G присутствует исключительно в Ташкенте, где находятся 15 базовых станций, количество и географию которых планируется в будущем расширить. Прогнозируется, что технология 5G в полноценном виде появится в стране не раньше 2024 года, а её уровень проникновения к 2025 году составит всего 2 %. Бо́льшая часть населения страны пользуется 2G и 3G — проникновение в 41 % и 46 % соответственно. Уровень проникновения 4G составляет около 15 % (третий показатель в СНГ), и по прогнозам, к 2025 году составит уже не менее 56 %. В свою очередь, доля 2G снизится до 6 %, а 3G — до 36 %. В 2025 году ожидается запуск 5G-сети от Vodafone и Nokia.
Общая длина проводной телефонной связи в Узбекистане составляет свыше 3 миллионов метров. В июне 2021 года стало известно, что количество абонентов мобильной (сотовой) связи в Узбекистане достигло 26 миллионов 900 тысяч человек, при населении в около 35 миллионов человек, и имеются устойчивые тенденции дальнейшего роста этого показателя.
В 2021 году в 1,5 раза была повышена общая пропускная способность между областями и районами. Также проложено дополнительно 50 тысяч километров оптоволоконных линий, и в результате их общая протяжённость доведена до 118 тысяч километров, порядка 67 процентов населённых пунктов получили доступ к высокоскоростной связи.
В июле 2021 года Госинспекция по контролю в сфере информатизации и телекоммуникаций Узбекистана ограничила работу Skype, Twitter, TikTok, ВКонтакте и WeChat из-за нарушений этими интернет-ресурсами закона «О персональных данных». В августе 2022 года ограничения на доступ к соцсетям Twitter, WeChat и ВКонтакте были сняты.

## Спорт

Логотип Национального Олимпийского Комитета Узбекистана

Узбекистан принимает участие на Летних Олимпийских играх с 1996 года, а на Зимних Олимпийских играх — с 1994 года.

### Футбол

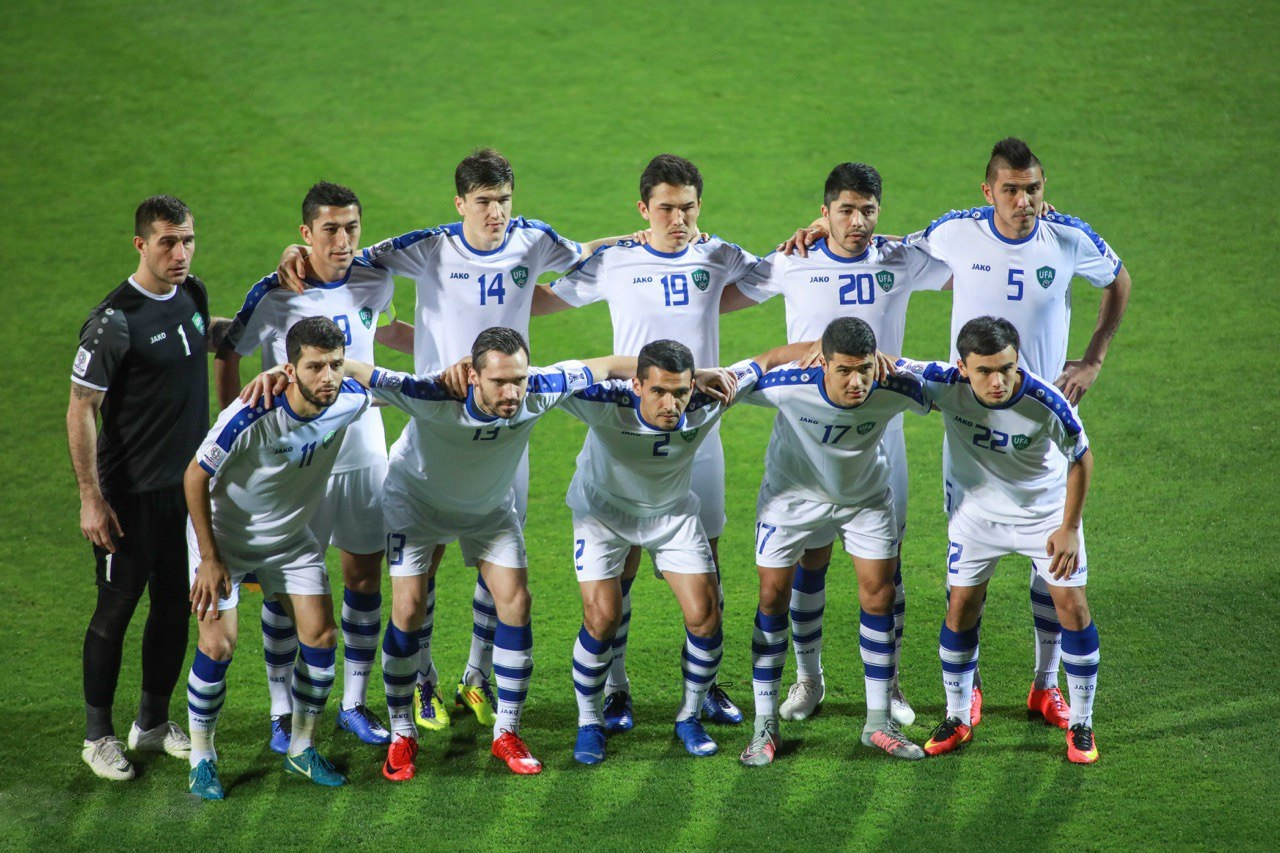
Сборная Узбекистана по футболу, 2019 год

Узбекистан является одной из самых спортивных стран в Азии. Спортом № 1 в стране является футбол. Футбольная ассоциация Узбекистана с 1994 года является полноправным членом АФК и ФИФА. Национальная сборная Узбекистана является одной из сильнейших сборных в Азии и в постсоветском пространстве. Она участвовала во всех Кубках Азии начиная с Кубка Азии 1996 года. В Кубках Азии 2004, 2007 и 2015 годов сборная Узбекистана доходила до четвертьфинала, а в Кубке Азии 2011 года дошла до полуфинала. Сборная Узбекистана пока ни разу не участвовала в финальных стадиях Чемпионата мира, но в отборочных турнирах к Чемпионату мира 2006, 2014 и 2018 годов останавливалась в шаге от выхода в финальную стадию. В 2025 году сборная Узбекистана впервые в истории квалифицировалась в финальную часть Чемпионата мира по футболу 2026. Сборная Узбекистана является серебряным призёром Афро-Азиатского Кубка Наций 1995.
Юношеская сборная Узбекистана является чемпионом юношеского Чемпионата Азии 2012 в Иране, а также серебряным призёром юношеского Чемпионата Азии 2010 года, который проходил в Узбекистане. Молодёжная сборная Узбекистана является чемпионом молодёжного Чемпионата Азии 2018 в Китае. Олимпийская сборная Узбекистана становилась чемпионом футбольного турнира Летних Азиатских игр 1994 в Хиросиме.
Высшим дивизионом чемпионата Узбекистана по футболу является Суперлига Узбекистана. Футбольные клубы Узбекистана довольно успешно выступают в международных турнирах. Клуб «Насаф» в 2011 году становился обладателем Кубка АФК — азиатского аналога Лиги Европы УЕФА. Также футбольные клубы этой страны участвуют в Лиге чемпионов АФК — в самом престижном клубном футбольном турнире Азии, и в некоторые сезоны клубы «Пахтакор» и «Бунёдкор» по нескольку раз доходили до полуфинала этого турнира.
Сильна судейская школа в футболе, рефери ФИФА — Равшан Ирматов обслужил 11 матчей на Чемпионатах мира, что является рекордом чемпионатов мира для главных судей.

### Бокс
Бокс также является одним из самых популярных видов спорта в Узбекистане. Узбекистан имеет четырёх олимпийских чемпионов, обладателей двух серебряных и восьми бронзовых медалей Олимпийских игр по этому виду спорта. Также страна имеет ещё больше обладателей медалей по боксу в Азиатских играх, на Чемпионатах Азии и мира. На Летних Олимпийских играх 2016 года сборная Узбекистана по боксу заняла первое место в медальном зачёте по боксу, выиграв 3 золотые, 2 серебряные и 2 бронзовые медали. На Летних Олимпийских играх 2024 года сборная Узбекистана по боксу выступила ещё результативней: золотой медали удостоились пять узбекских боксёров.

## Вооружённые силы
Вооружённые силы Узбекистана включают сухопутные войска, войска ПВО и ВВС, специальные войска и национальную гвардию.
Начиная с 2004 года в Вооружённых силах Узбекистана проводилась реформа, в ходе которой численность постоянно действующих войск была сокращена за счёт отказа от полного всеобщего призыва. В соответствии с результатами медицинского освидетельствования призывника, изучения его моральных и профессиональных качеств, а также материального и социального положения членов его семьи районная (городская) призывная комиссия выносит решение о степени годности или негодности призывника к военной службе.
По состоянию на 2010 год общая численность вооружённых сил составила 65 тыс. человек. Согласно данным GFP 2023 Military Strength Ranking, Узбекистан занял в рейтинге 62-е место из 145. В прошлом году Узбекистан занимал 55-е место.
Ежегодно в призывной возраст вступает 306 404 мужчины. Годные к военной службе — 6 566 118 мужчин в возрастной группе 16— 49 лет.

## Рейтинги
Занимая 56-е место по территории и 41-е место по населению, Узбекистан находится:

### Природные ресурсы
- в числе мировых лидеров по обеспе́ченности запасами золота, серебра, вольфрама и фосфоритов, калийной соли, редкоземельных металлов и других ценных минералов, в частности, по разведанным запасам золота на 4-м, урана — на 7-м, молибдена — на 8-м, по подтверждённым запасам меди — на 10-м, природного газа — 14-м месте в мире;
- по добыче кадмия — на 3-м, урана — на 6-м, золота и природного газа — 8-м месте, а также среди 15 крупнейших на планете стран по добыче молибдена, полевого шпата и ряда других видов промышленного сырья;
- во второй десятке стран, лидирующих по выпуску серной кислоты, азотных удобрений, минеральных смазочных масел и парафина, хлопчатобумажной пряжи и тканей, по грузообороту железнодорожного транспорта;
- по экспорту хлопка-волокна — на 5-м[136], урана — на 3-м месте в мире;

### Сельское хозяйство
- один из крупнейших стран мира по численности поголовья овец и крупного рогатого скота, один из крупнейших производителей кожи и шерсти, на 2-м месте в мире по производству меха каракуля, по производству молока всех видов — на 17-м месте, с результатом в свыше 10,165 тонн или 10,440,000 литров;
- по площади искусственно орошаемых земель — на 14-м месте в мире[англ.] — 42,200 км² (это чуть больше всей площади Нидерландов или Швейцарии);
- на 2-м месте по выращиванию абрикосов — свыше полумиллиона тонн, на 2-м месте по выращиванию моркови — свыше 2,2 млн тонн, на 3-м месте по выращиванию айвы — свыше 110 тысяч тонн, на 7-м месте[англ.] по выращиванию вишни — около 230 тысяч тонн, на 8-м месте[англ.] по выращиванию чеснока — свыше 255 тысяч тонн, на 11-м месте по выращиванию яблок — свыше 450 тысяч тонн, на 8-м месте по выращиванию арбузов — свыше 1,8 млн тонн, на 11-м месте по выращиванию дынь — свыше 1,6 млн тонн, на 14-м месте[англ.] по выращиванию помидоров — свыше 2,5 миллиона тонн, на 20-м месте[англ.] по выращиванию груши — свыше 100 тысяч тонн, на 21-м месте по выращиванию пшеницы — свыше 6,5 млн тонн ежегодно, на 23-м месте[англ.] по выращиванию картофеля — около 3 миллионов тонн;
- входит в топ-30 или в топ-50 стран мира по выращиванию баклажанов, бобов, винограда, гороха, грецкого ореха, зиры, инжира, капусты, клубники, красного перца, кукурузы, лимонов, миндали, нута, овса, огурцов, персиков, перца болгарского, репы, репчатого лука, риса, ржи, сафлора красильного, сахарной свёклы, семени подсолнечника, сливы, тыквы, фасоли, цветной капусты, черешни, шафрана, ячменя, в топ-100 по выращиванию и производству чая и табака, в топ-50 по производству вина и других алкогольных напитков.

### Туризм
- один из самых посещаемых туристами (и иностранцами в целом) стран региона — по итогам 2018 и 2019 годов Узбекистан посетили[англ.] свыше 6,4 и 6,7 млн иностранцев соответственно;
- по данным Государственного департамента США, Узбекистан находится в группе безопасных стран для туризма, в которых следует принимать обычные меры предосторожности[137].

### Демократия
- По данным Index of Economic Freedom, Узбекистан находится на 108-м месте по экономическим свободам; по данным Democracy Index (Economist), на 156-м месте по развитию демократии; по данным Freedom in the World (Freedom Democracy[англ.] на 181-м месте по уровню гражданских прав (прав и свобод человека) и политических свобод; по данным Reporters Without Borders на 157-м месте по свободе СМИ.

## Галерея

Humo Arena
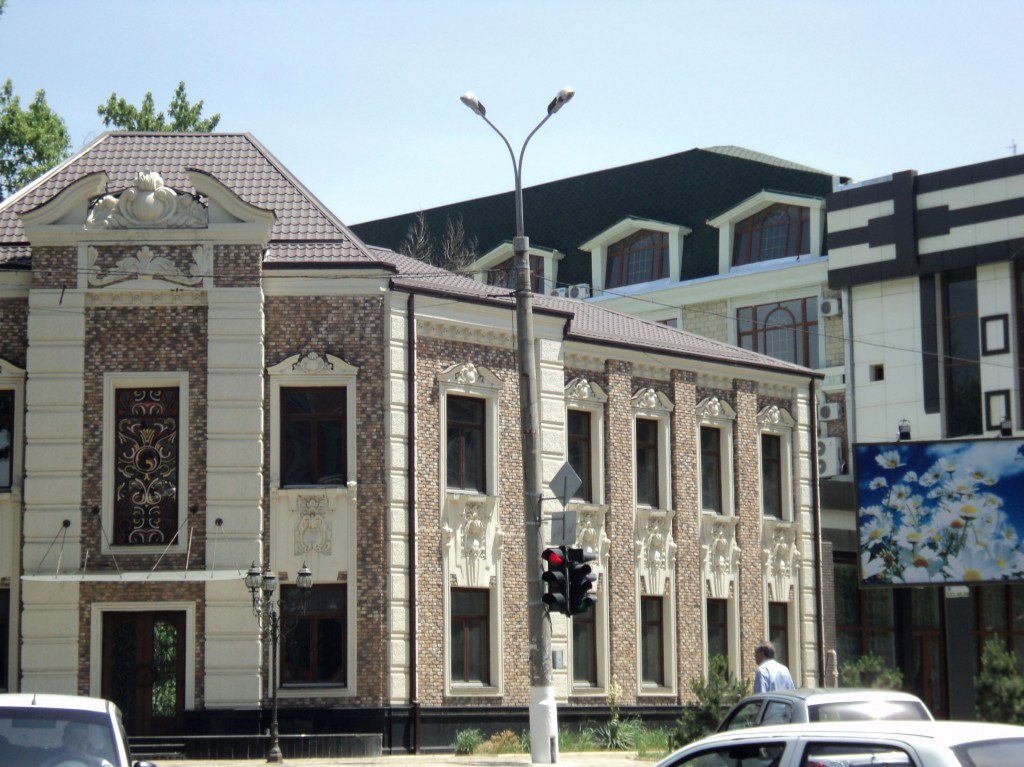
Улицы в Ташкенте
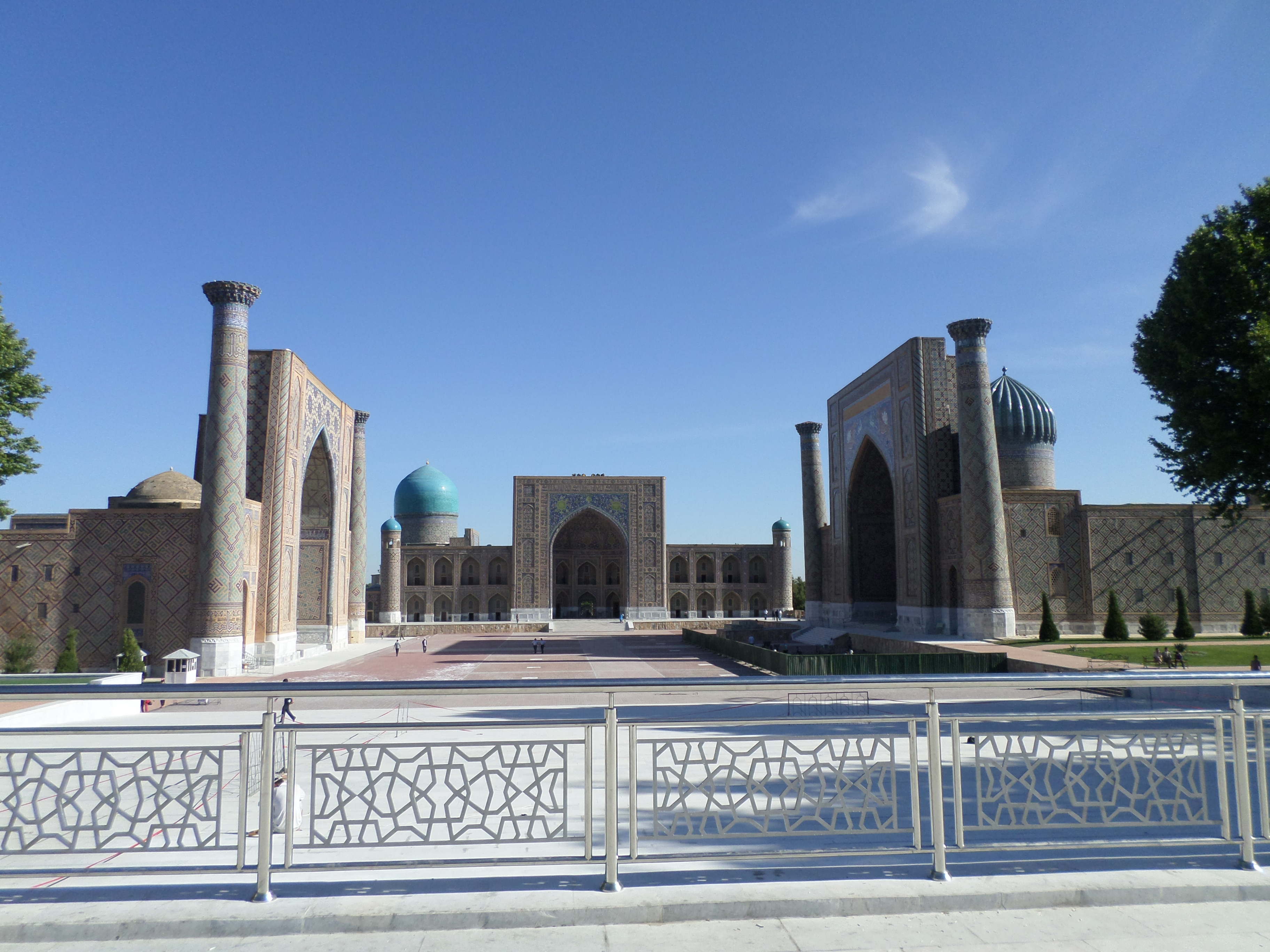
Площадь Регистан
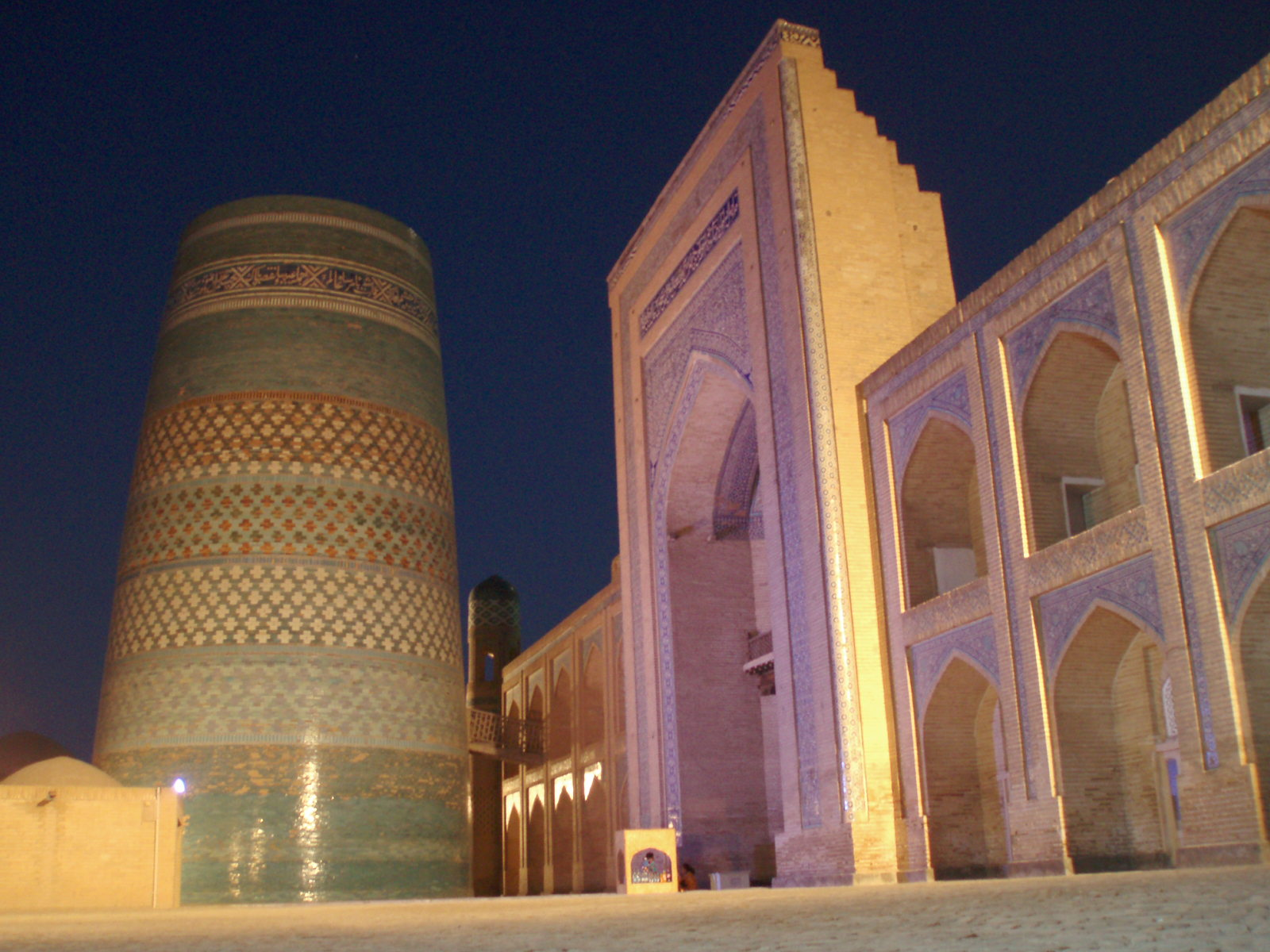
Минарет Кальта-Минар
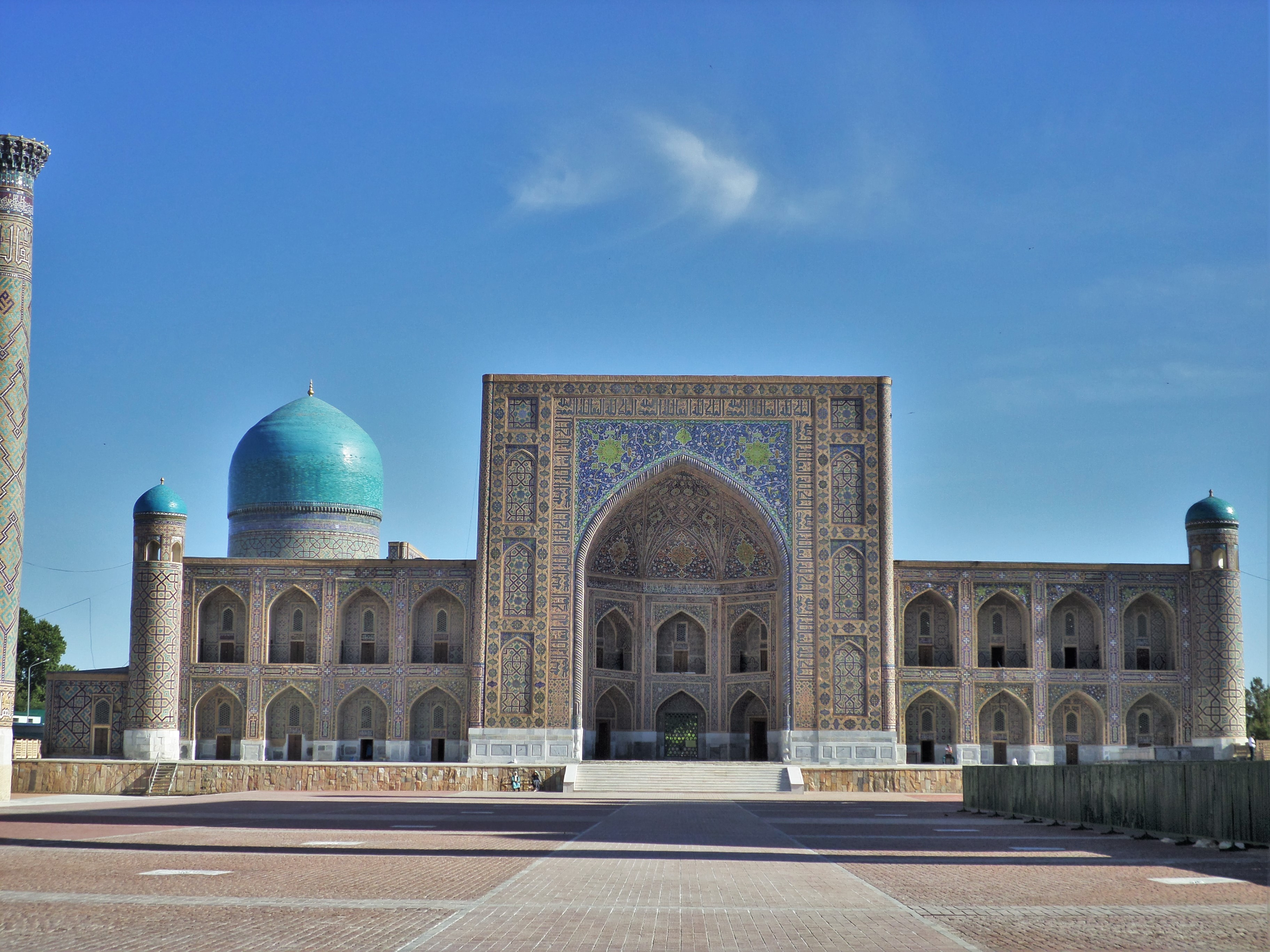
Медресе Тилля-Кари
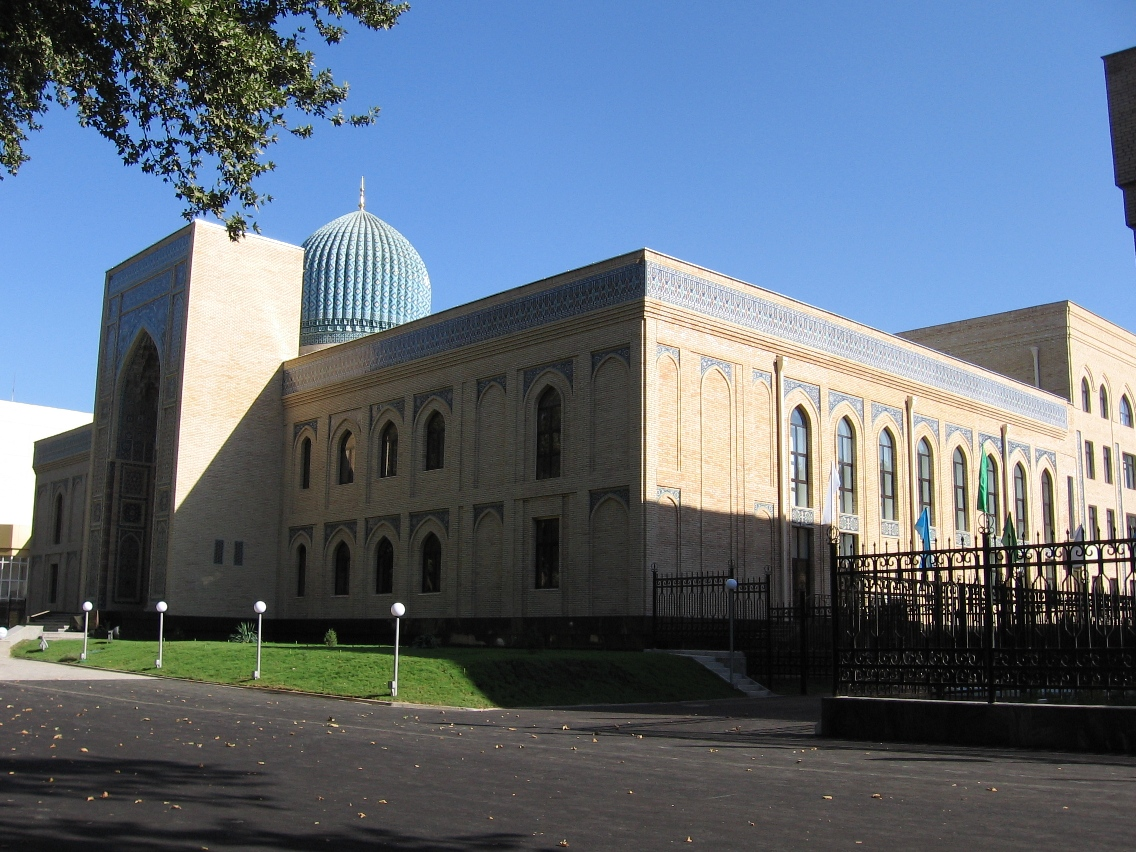
Международная исламская академия Узбекистана
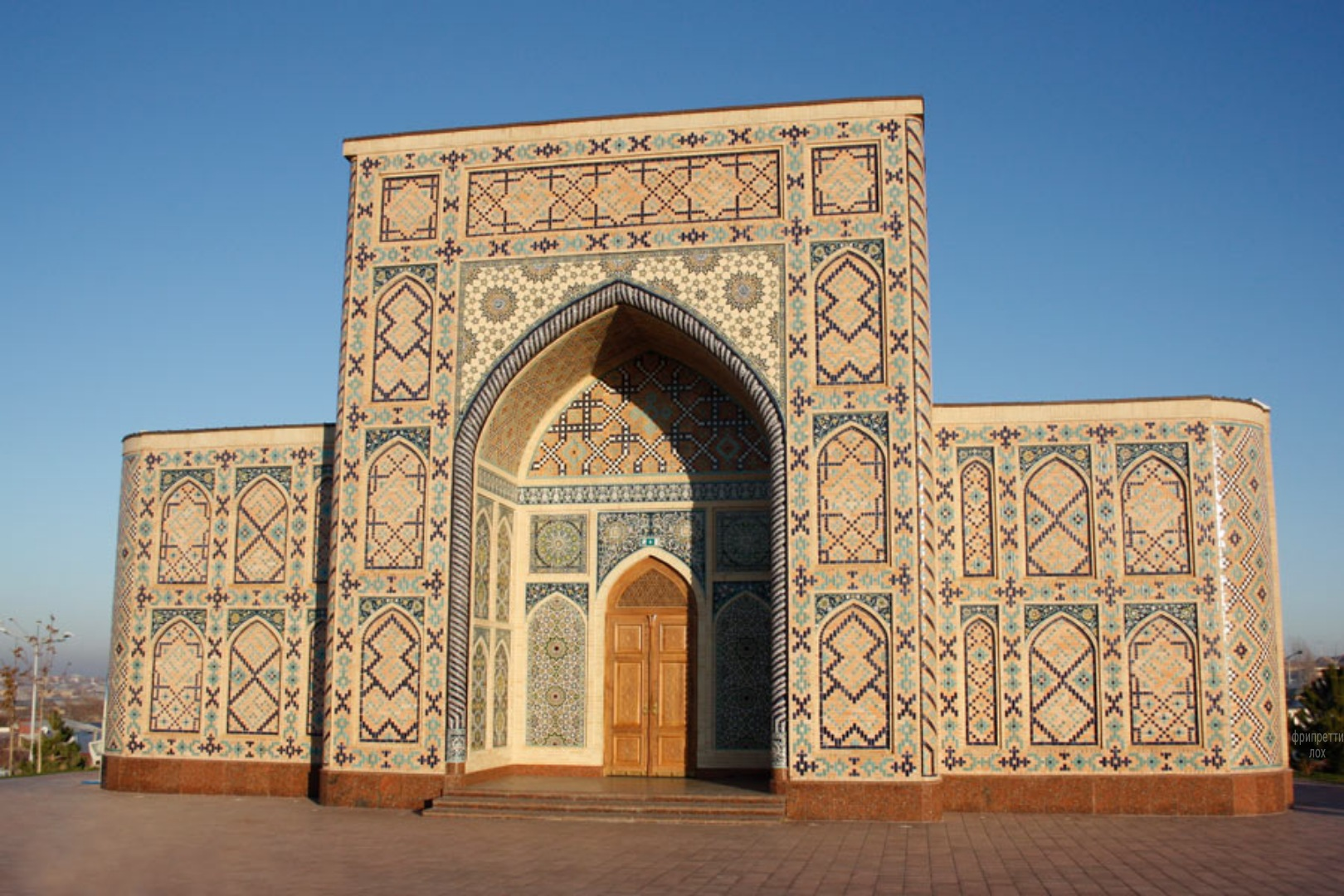
Обсерватория Улугбека
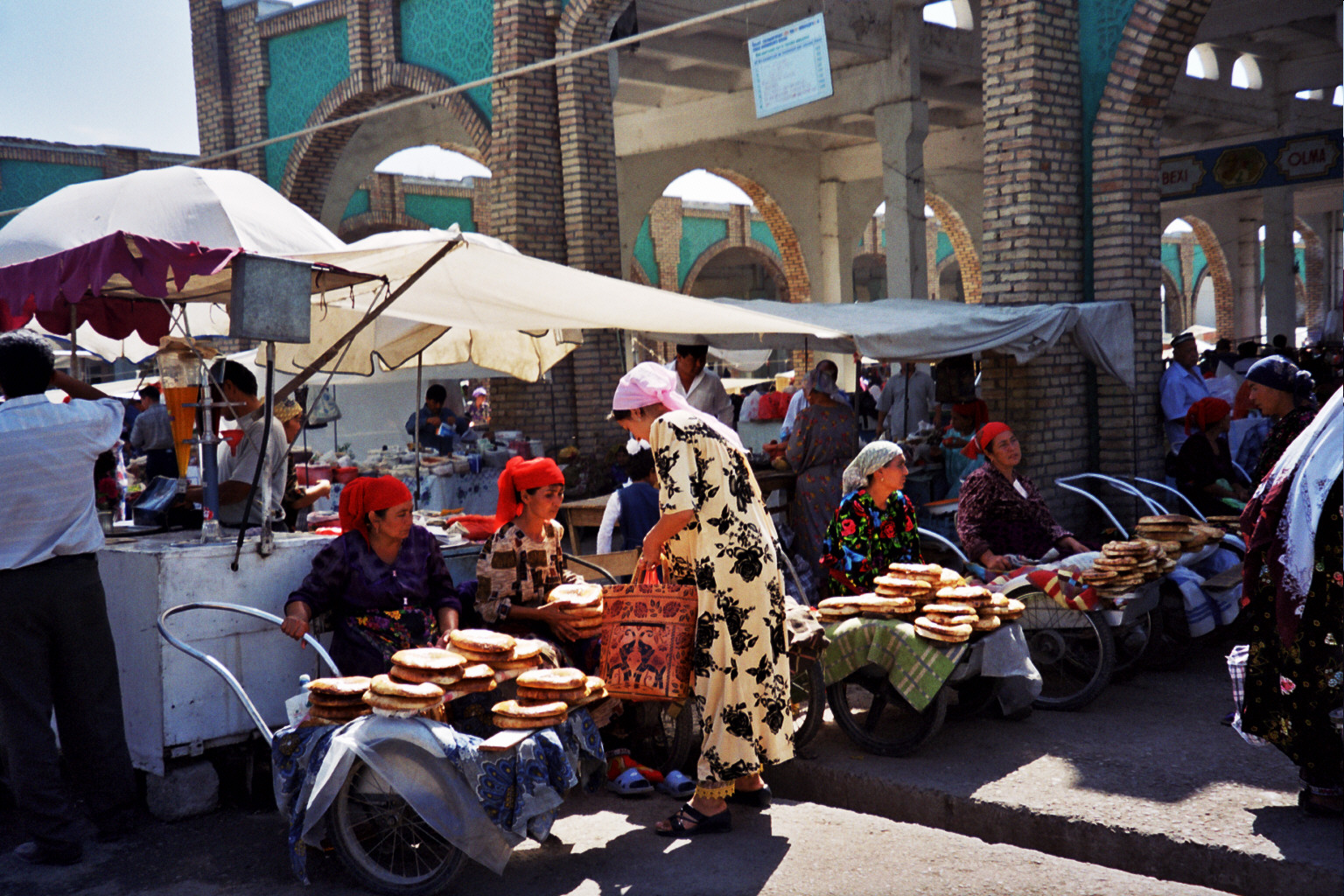
Уличный базар в Шахрисабзе, Узбекистан
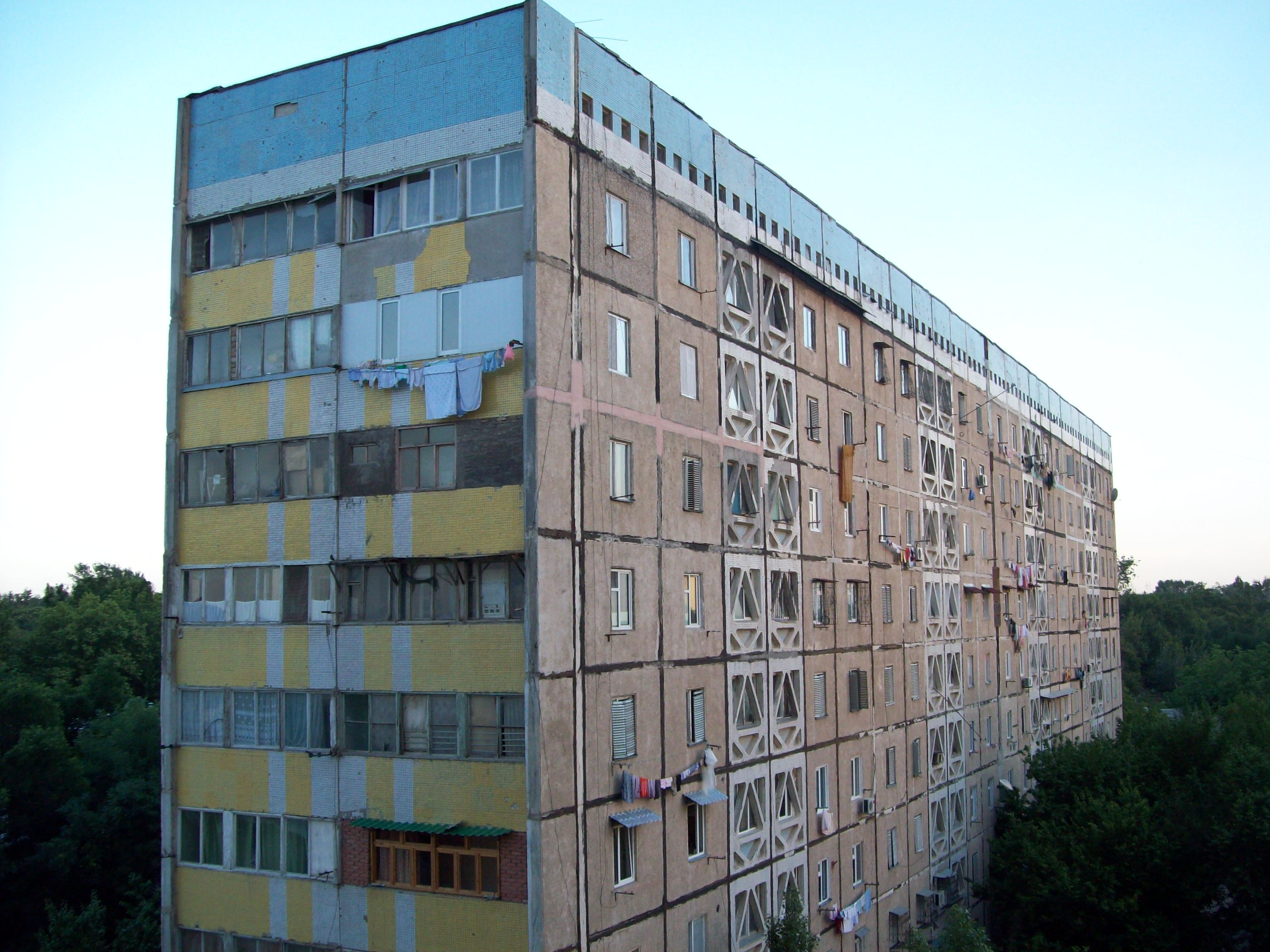
Девятиэтажный дом 80-х годов 20-го столетия (Ташкент)
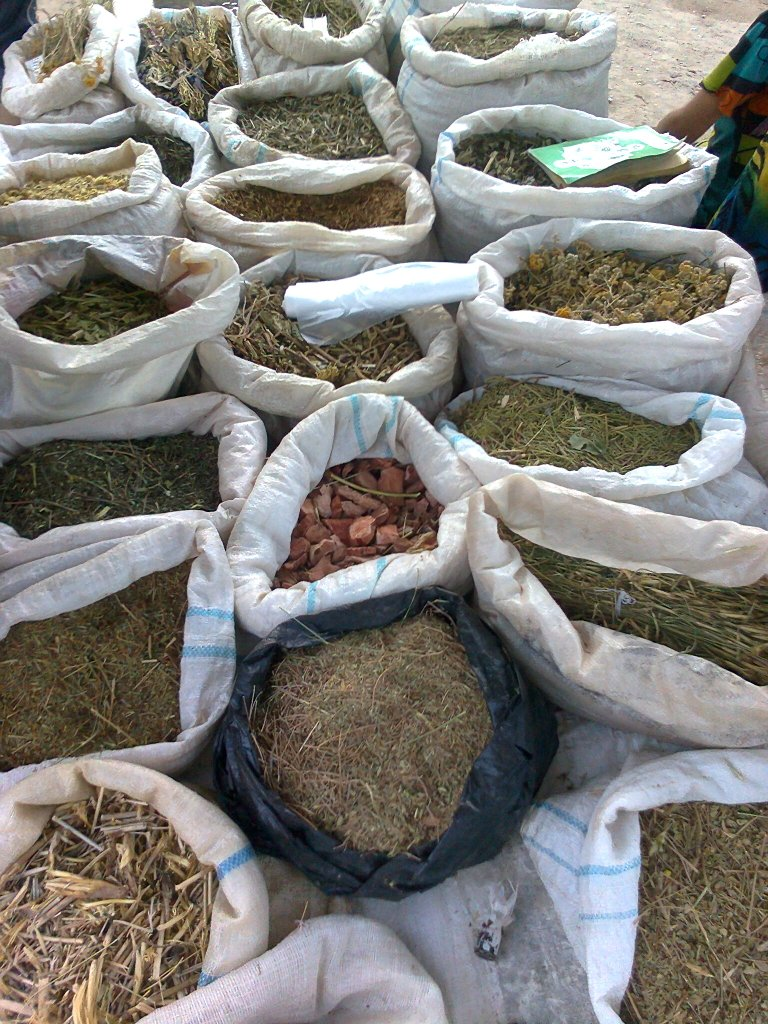
Лечебные травы в Худжайпаке (Хужайпок), юг Узбекистана

{{wide image|